# Liste bekannter Personen mit Bezug zur Freien Schulgemeinde Wickersdorf

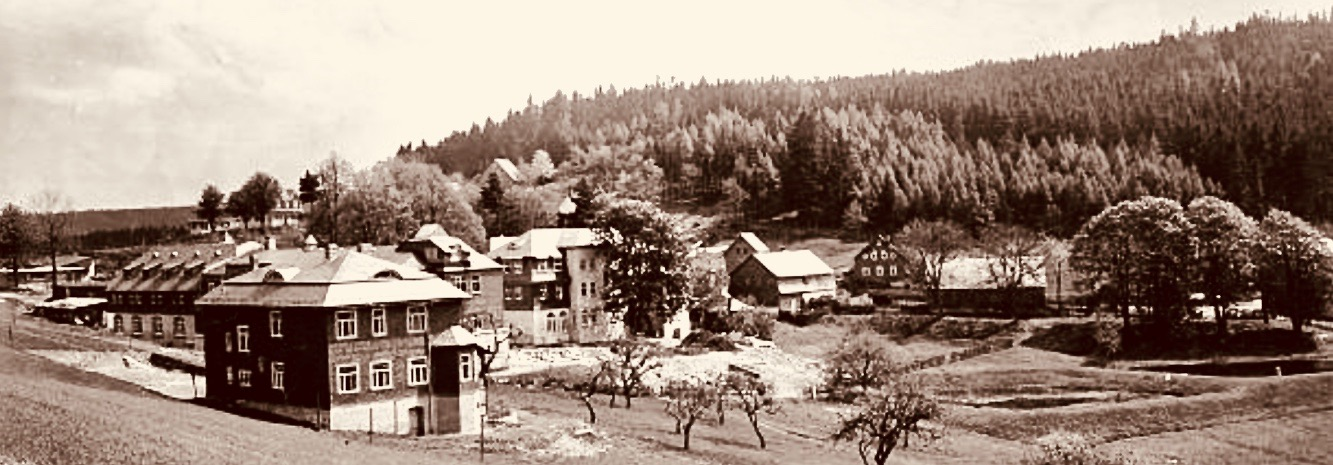
1911: Teilansicht der Gebäude und Flächen der Freien Schulgemeinde Wickersdorf – rechts vorn zwei Dorfteiche, die später für einen Schwimmteich verbunden wurden

Diese Liste enthält bekannte Personen des ehemaligen reformpädagogischen Landerziehungsheims Freie Schulgemeinde Wickersdorf (1906–1991) bei Saalfeld im Thüringer Wald. Sie erlaubt auf Basis der ganz unterschiedlich handelnden Charaktere und ihrer Lebenswege eine differenziertere historische Ein- und Zuordnung dieses schulischen Pilotprojekts, das sich in den ersten Jahrzehnten durch seinen musischen Schwerpunkt, ganz besonders jedoch durch das maßgeblich von Martin Luserke initiierte „Darstellende Spiel“ von den meisten anderen Schulprojekten unterschied. Für viele künstlerisch und pädagogisch interessierte Zeitgenossen in Deutschland, Österreich und weiteren Ländern wurde die FSG Wickersdorf ein diskussionswürdiges „freies“ privates Internatsschulprojekt – parteienübergreifend.
Für eine über die ersten Jahrzehnte anhaltende extreme Polarisierung, eine starke Fluktuation innerhalb der Schülerschaft und des Lehrerkollegiums sowie heftige Auseinandersetzungen mit der Schulbehörde, mit Eltern und Gerichten sowie mediale Aufmerksamkeit sorgte insbesondere Gustav Wyneken, dessen Vorstellungen eines „pädagogischen Eros“ auch andere Lehrkräfte zu sexuellen Kontakten mit jugendlichen Zöglingen ermutigten.
Während der Zeit des Nationalsozialismus war es mit einer „freien“ Internatsschule sehr schnell vorbei; sie durfte sich ab 27. März 1933 nur noch Schulgemeinde Wickersdorf nennen, ein Kompromiss, der aus gegensätzlichen Gründen weder den Akteuren an der Schule noch den NS-Behörden gefiel. Ab 7. Februar 1943 wurde die Schulgemeinde von den Nationalsozialisten in Deutsche Heimschule Wickersdorf umfirmiert.
In der Sowjetischen Besatzungszone und später der DDR wurde der Schule, die sich vorübergehend wieder Freie Schulgemeinde Wickersdorf nennen durfte, sukzessive die bis dahin zumeist sehr gut situierte Klientel gegen eine im Sinne der sozialistischen Staatsdoktrin proletarisierte Schülerschaft „getauscht“. Ab 1964 wurde sie eine spezialisierte Oberschule (Erweiterte Oberschule), die auf das Studium vorbereiten sollte, um Russischlehrer heranzubilden. Von den früheren reformpädagogischen Ansätzen fanden sich bis in die 1980er Jahre lediglich Fragmente.

## Schulleiter

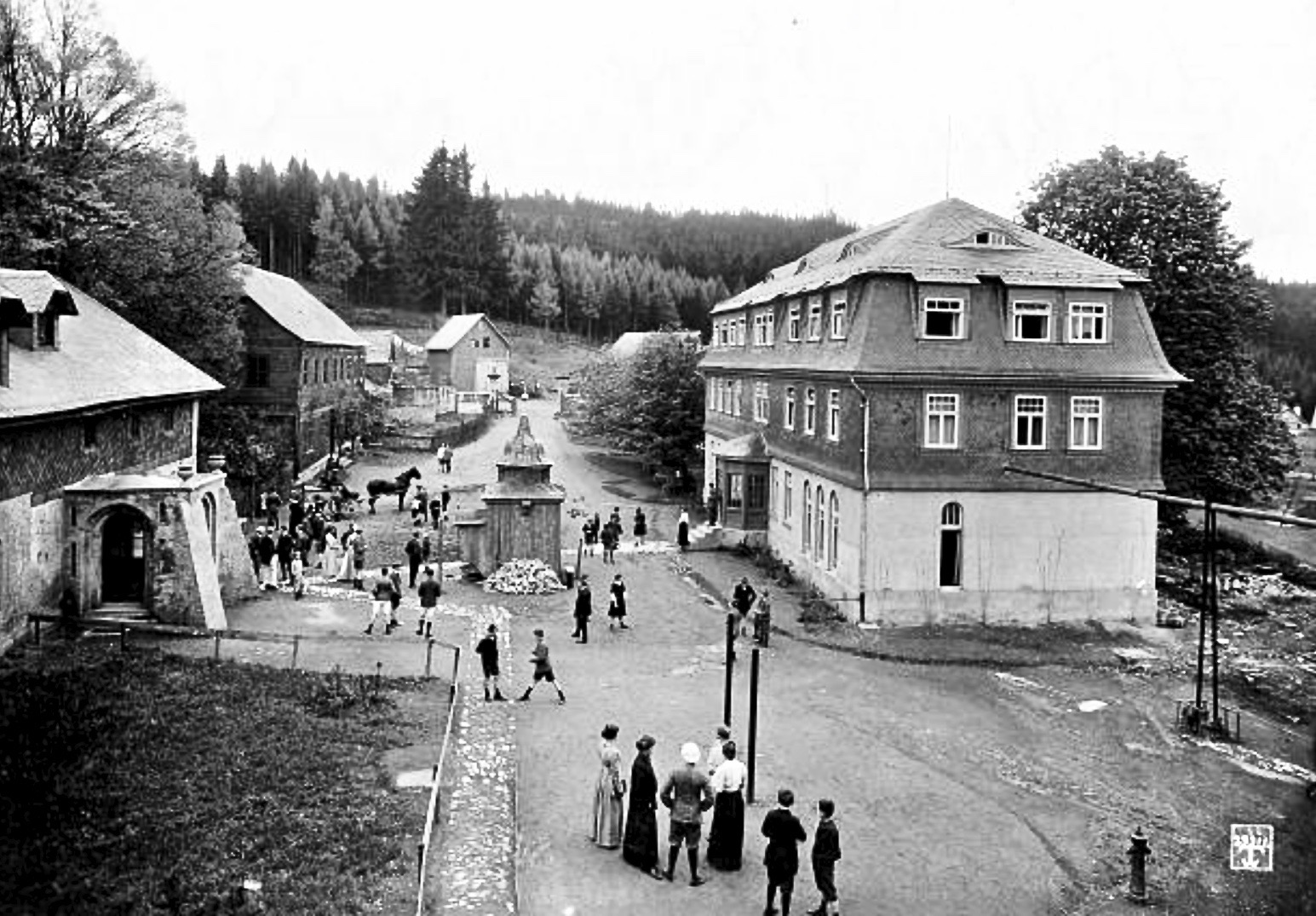
1911: Blick aus einem Fenster im Obergeschoss des Schulhauses der Freien Schulgemeinde, in dem auch die älteren Schüler wohnten

- 1906 bis 1908: Paul Geheeb, wurde von Gustav Wyneken verdrängt
- 1906 bis 1910: Gustav Wyneken
- 1910 bis 1914: Martin Luserke
- August 1914 bis Oktober 1916: Bernhard Hell (in Vertretung für Luserke)[1]
- November 1916 bis 1917: Bernhard Uffrecht (in Vertretung für Luserke)[1]
- 1917 bis 1919: Martin Luserke
- 1919 bis 1920: Gustav Wyneken
- 1920 bis 1925: Martin Luserke (im Schuljahr 1924/25 beurlaubt)
- 1924 bis 1925: Otto Garthe (1890–1948), nach dessen Erkrankung August Halm (beide in Vertretung für Luserke)[2]
- 1925 bis 1927: August Halm
- 1927 bis 1929: Peter Suhrkamp (in Vertretung für den beurlaubten Halm)[2]
- 1929 bis 1930: Fernand Petitpierre (kommissarisch)
- 1930 bis 1933: Jaap Kool
- April bis Oktober 1933: Georg Neumann
- 1933 bis 1941: Paul Döring (1903–1998)
- 1941 bis 1945: Werner Meyer
- 1945 bis 1946: Walburga Köhler
- 1946: Johannes Fiebach
- 1946 bis 1947: Franz Brumberg
- 1947 bis 1948: Wilhelm Schmidt
- 1948 bis 1950: Erwin Irgang
- 1950 bis 1954: Helmut Kormann
- 1954: Kurt Rennert
- 1954 bis 1958: Max Holley
- 1958 bis Otto Gebhardt
- 1964 bis 1968: Reimar Schiedung
- 1968 bis 1990: Dieter Barth
- 1990 bis 1991: Dieter Saalmann[3]

## Bekannte Lehrer

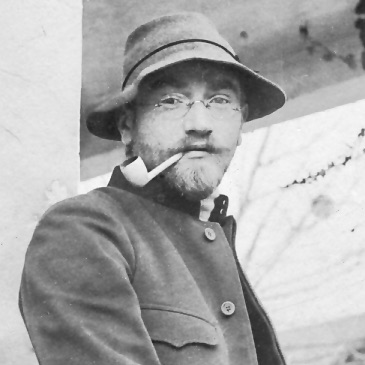
Rudolf Aeschlimann, 1910er Jahre

- Rudolf Aeschlimann  wirkte von 1906 bis 1925 in der FSG Wickersdorf als Lehrer für Französisch, Erdkunde und Geschichte.[4] Er zählte 1906 gemeinsam mit Paul Geheeb, August Halm, Martin Luserke und Gustav Wyneken zu den Männern und Lehrkräften der ersten Stunde bei der Gründung der Freien Schulgemeinde. Ab 1918 war er mit der Lehrerin Helene Pahl (1893–1987) verheiratet, die dort seit 1915 Englisch unterrichtete, ab 1925 auch an der Schule am Meer. Ab Oktober 1924 gehörte Aeschlimann zu den Kuratoriumsmitgliedern der Stiftung Schule am Meer. 1925 gehörte das Lehrer-Ehepaar zusammen mit Fritz Hafner, Martin Luserke und Paul Reiner zu der Gruppe von Sezessionisten, welche die FSG Wickersdorf verließen, um im Loog auf der ostfriesischen Nordseeinsel Juist die Schule am Meer zu gründen. Von 1917 bis 1924 Geschäftsführer der Freien Schulgemeinde, war Aeschlimann auch der Verwalter und „Landwirt“ der Schule am Meer. Er soll sich dort besonders glücklich gefühlt und sich mit Vorliebe speziell um die als schwieriger geltenden Schüler bemüht haben.[5]
- Hans Alfken wuchs mit der Jugendbewegung (Bündische Jugend) auf und engagierte sich dabei als Gruppenleiter. Durch den Ersten Weltkrieg, an dem er ab 1917 teilnahm, und die Novemberrevolution wurde er politisiert, aber auch durch Begegnungen wie mit Heinrich Vogeler oder der Kommune Barkenhoff im Künstlerdorf Worpswede. Retrospektiv resümierte er: „Die Romantiker wurden politisch“. 1920 trat er als Vertreter der Freideutschen Jugend bei der Reichsschulkonferenz auf und forderte das Recht der Jugend auf Mitverantwortung und Mitgestaltung des künftigen Bildungswesens ein.[6][7] Nach seinem Studium der Anglistik, Germanistik und Philosophie an der Friedrich-Schiller-Universität in Jena, an der Universität Greifswald und an der Philipps-Universität in Marburg lehrte er von 1924 bis 1925 als Hilfslehrer für Deutsch, Englisch und Philosophie in der Freien Schulgemeinde und wurde dort von Martin Luserkes Konzept einer unmittelbar erfahrungsorientierten Didaktik beeinflusst.[8]
- Willi Appelbaum[9] hatte ab 1912 bis 1913 an der Rheinischen Friedrich-Wilhelms-Universität in Bonn zunächst Jura und dann 1913 bis 1914 an der Ludwig-Maximilians-Universität München Mathematik studiert. Nach seinem Kriegsdienst von 1914 bis 1918 setzte er sein Mathematikstudium von 1919 bis 1921 an der Friedrich-Wilhelms-Universität Berlin fort.[10] Von Oktober 1921 bis Ende September 1927 unterrichtete er in der Freien Schulgemeinde die Fächer Physik, Mathematik und Klavier.[11] Ab etwa 1925 hatte er sich autodidaktisch Kenntnisse in Musikgeschichte erarbeitet.[9] Nach seiner Tätigkeit in der FSG unterrichtete er von 1928 bis 1936 als Musiklehrer am Luisenstädtischen Gymnasium und weiteren Berliner Gymnasien und studierte parallel dazu an der dortigen Friedrich-Wilhelms-Universität Musikwissenschaft.[10] Nebenbei nahm er privaten Klavierunterricht bei Bruno Eisner (ca. 1884–1978),[12] Edwin Fischer, Leonid Kreutzer, Moritz Mayer-Mahr und Carl Adolf Martienssen. Von 1930 bis 1933 war er zudem Mitglied des Aufsichtsrates der Freien Schulgemeinde und zeitweise auch dessen Vorsitzender. 1935 wurde er aus „rassischen“ Gründen aus der Reichsmusikkammer (RMK) ausgeschlossen.[9]
- Joachim Georg Boeckh (1899–1968) war Leiter eines evangelischen Bibelkreises in Cannstatt. Nach seinem Fronteinsatz als Soldat während des Ersten Weltkriegs studierte er ab 1919 an der Eberhard Karls Universität Tübingen Medizin, Philosophie und Theologie. Ab 1919 war er Mitglied des Bibelkreis-Treuebundes und 1920 Mitbegründer des jugendbewegten Bundes der Köngener. 1923 war er im Vikariat. Ab Ostern 1926 bis 1928 unterrichtete er im Deutschen Landerziehungsheim Haubinda (D.L.E.H.) und unter Alfred Andreesen auf Schloss Ettersburg. Von Ostern 1928 bis Oktober 1931 war Boeckh Lehrer der Freien Schulgemeinde in Wickersdorf. Anschließend wurde er bis 1933 als Dozent für deutsche Sprache in der Sowjetunion tätig.[13]

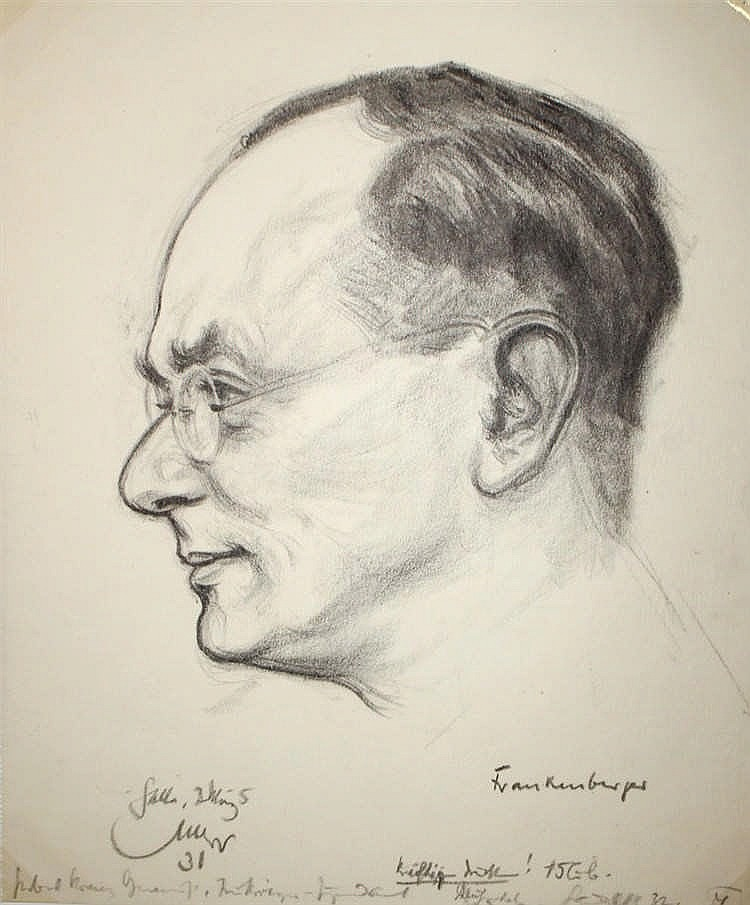
Julius Frankenberger, 1931

- Julius Frankenberger unterrichtete von 1912 bis 1913 Deutsch, Englisch und Französisch in der Freien Schulgemeinde.[1] Er galt als ein „Jünger“ Herman Nohls,[14] hatte 1910 in Weimar promoviert und gehörte dem jugendbewegten Serakreis Jena an.

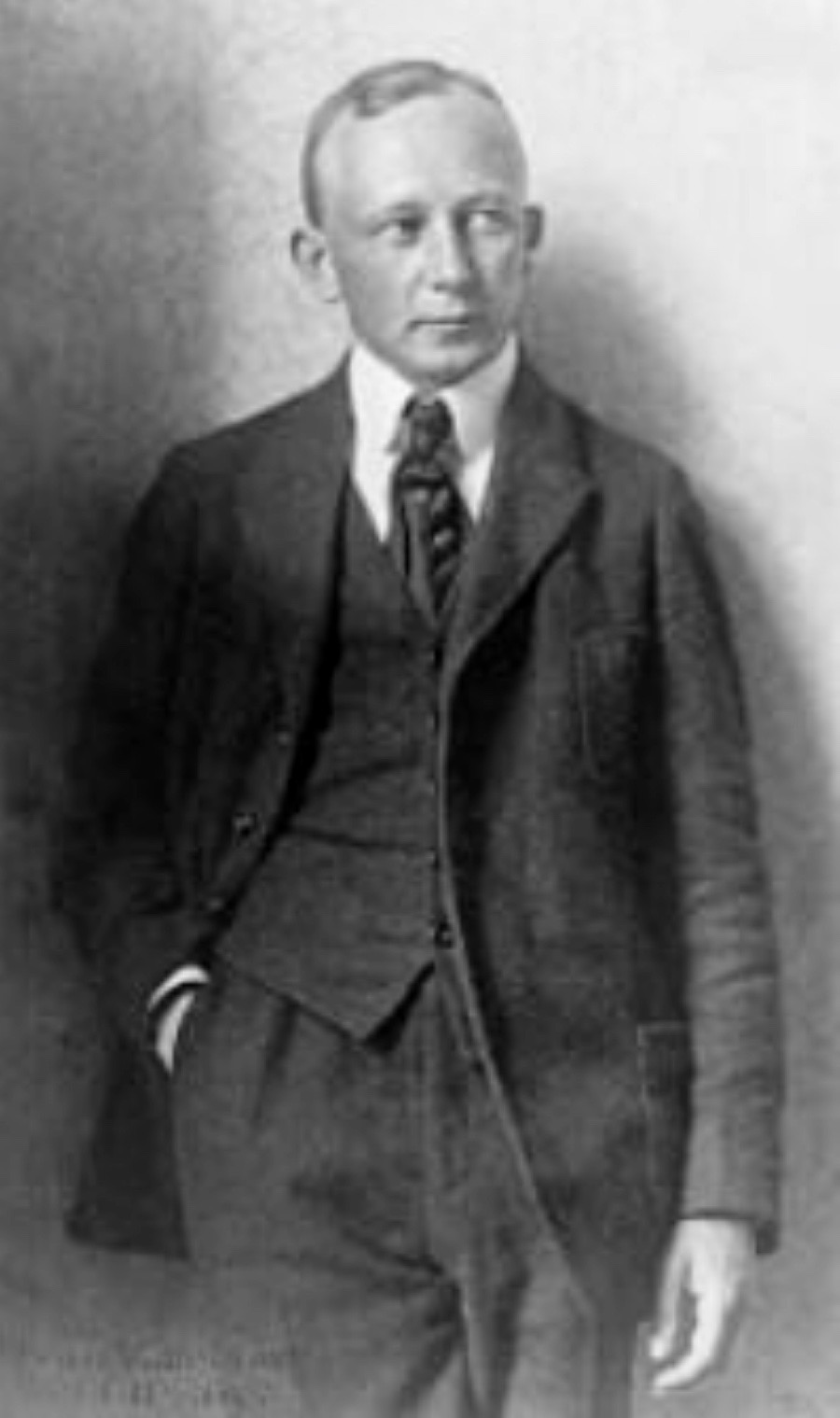
Hans Freyer, um 1925

- Hans Freyer war von 1911 bis 1912 als Hilfslehrer für Geschichte in der Freien Schulgemeinde tätig. Er zählte zum jugendbewegten Serakreis Jena um den Verleger Eugen Diederichs und den Pädagogen und Philosophen Herman Nohl.[1]
- Hedda Gagliardi-Korsch unterrichtete von 1916 bis 1921 in der Freien Schulgemeinde Deutsch und Englisch. Sie pausierte zwischen Oktober 1919 und Oktober 1920,[15] trat während dieser Zeit in die USPD ein und wechselte zur Freien Schul- und Werkgemeinschaft Sinntalhof von Max Bondy und dem ehemaligen FSG-Stipendiaten Ernst Putz, an der sie von Mai 1922 bis März 1923 als Lehrerin für Englisch und Französisch tätig war. Putz, der FSG-Lehrer Paul Reiner und der FSG-Schüler Horst Horster (1903–1981) wurden von ihr und ihrem Mann Karl Korsch politisiert.[16]

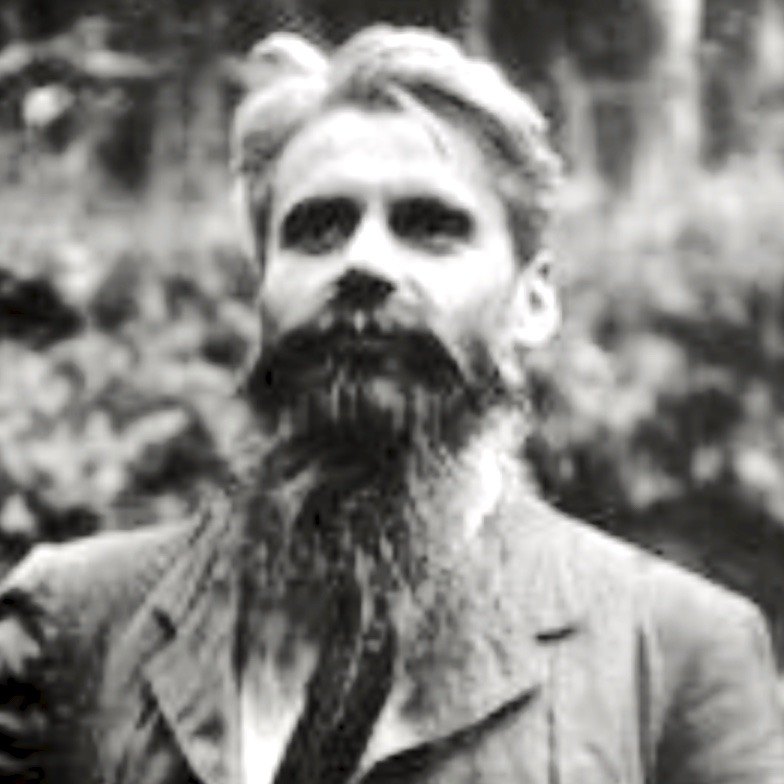
Paul Geheeb, 1909

- Paul Geheeb, zusammen mit Gustav Wyneken der erste Schulleiter der Freien Schulgemeinde, amtierte dort von 1906 bis 1908 und lehrte von 1906 bis 1909.[17] Nach einem tiefgreifenden Zerwürfnis mit Wyneken, teils auf deren vollkommen gegensätzliche Charaktere und unterschiedliche pädagogische Vorstellungen zurückzuführen,[18] gründete er 1910 mit seiner Ehefrau Edith Geheeb-Cassirer die Odenwaldschule bei Ober-Hambach.[19][20] Geheeb hatte an der Humboldt-Universität zu Berlin und an der Friedrich-Schiller-Universität Jena Theologie studiert, sich jedoch auch der Medizin, Psychologie, Pädagogik und Sprachwissenschaft gewidmet.[21][18] 1891 fiel er durch Kritik am Umgang mit Frauen auf. Er bezeichnete es als traurig und gefährlich, „[…] wenn deutsche Musensöhne das Weib das elendeste und erbärmlichste aller Geschöpfe nennen, das weibliche Geschlecht als das lediglich passive bezeichnen und mehr und mehr der Anschauung huldigen, das Weib habe keine höhere Bestimmung, als dass es dem Manne zur Befriedigung seiner sinnlichen Lüste und als Maschine zur Fortpflanzung des Menschen diene“.[22] Die Arbeiter- und Frauenbewegung verfolgte er sehr aufmerksam, spielte und wanderte mit Kindern aus den Hinterhöfen der Berliner Arbeiterviertel. Auch gegen den Alkoholmissbrauch setzte er sich ein. 1893 legte er das theologische, 1899 das philosophische Staatsexamen in Religion und orientalischen Sprachen ab. 1893/94 war er Mitarbeiter der Trübner’schen Anstalten bei Jena. Sein Kommilitone Hermann Lietz holte ihn 1902 zu dem von ihm im Vorjahr gegründeten Deutschen Landerziehungsheim Haubinda (D.L.E.H.), dessen Leitung Geheeb übernahm, als Lietz nach Schloss Bieberstein wechselte. Die Odenwaldschule galt als Geheebs eigentliches Lebenswerk, als eine der kompromisslosesten freien Schulen Deutschlands. Otto Friedrich Bollnow charakterisierte Geheeb als eine im Gegensatz zu anderen Erziehern jener Zeit nicht aktiv fortreißende Führerfigur. Stattdessen habe er eher still und fast unmerklich eine Atmosphäre des Vertrauens und der Ehrfurcht vor der Eigenart jedes einzelnen Menschen entwickelt, in der sich Kinder und Jugendliche ihrer Individualität entsprechend entwickeln konnten.[18]
- Alix Guillain (1876–1951), in Brüssel geboren, unterrichtete von 1906 bis 1909 ihre Muttersprache Französisch in der Freien Schulgemeinde. Die Anarchistin und Marxistin war auch als Journalistin und Übersetzerin tätig.[23] Sie war mit dem Historiker, Philosophen und Übersetzer Bernhard Groethuysen verheiratet.[24]

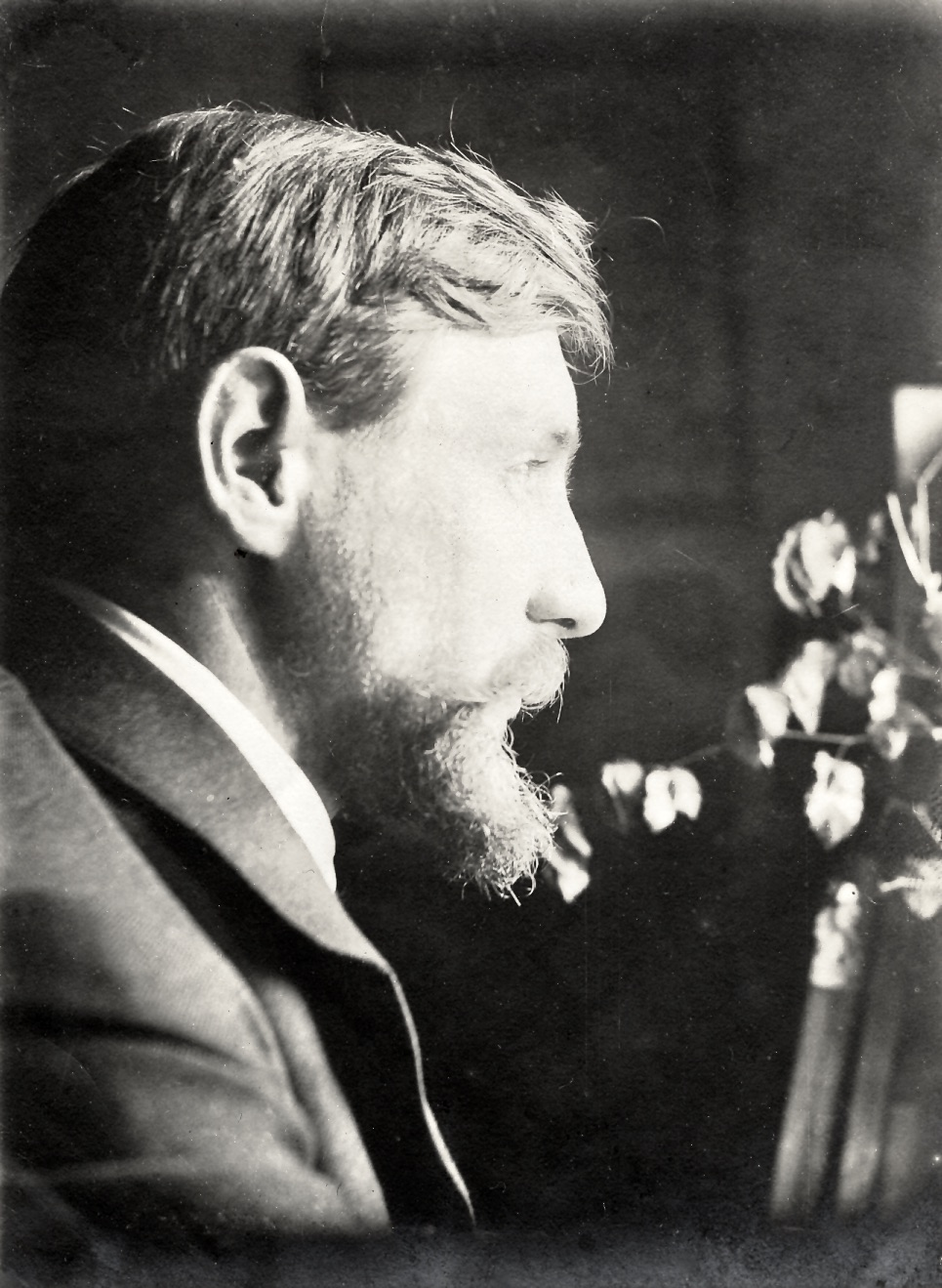
Fritz Hafner, um 1920

- Fritz Hafner wirkte von 1907 bis 1914 sowie von 1919 bis 1925 als Kunstlehrer in der Freien Schulgemeinde.[25] Er hatte an der Kunstakademie in Stuttgart acht Jahre Malerei studiert und sich aufgrund seiner guten Leistungen ein Stipendium für einen sechsmonatigen Studienaufenthalt in Italien erworben. Sein Schaffen galt einer möglichst naturalistischen Darstellung der Landschaft und Flora, die er an seinen landschaftlich schönen Wirkungsorten realisieren konnte. Ostern 1925 wechselte er mit Ehefrau Christfriede, geborene Salin, und Kind zur Schule am Meer nach Juist.[26]
- August Halm hatte von 1903 bis 1906 im Deutschen Landerziehungsheim Haubinda (D.L.E.H.) Musik unterrichtet. Von 1906 bis 1910 sowie von 1920 bis 1929 lehrte er das Fach in der Freien Schulgemeinde. Als Schulleiter fungierte er zwischen 1925 und 1928, als Nachfolger Martin Luserkes. In Halms musikalischem Fokus standen die von ihm als „wahrhafte Musik“ bezeichneten Werke Bachs, Beethovens und Bruckners, teils auch Mozart. An den von Halm gehaltenen und musikalisch gestalteten „Morgensprachen“ und „Abendsprachen“ sowie seinen Musikabenden galt für alle Schülerinnen und Schüler, Lehrer und das Hilfspersonal Anwesenheitspflicht.[27]
- Bernhard Hell lehrte von 1907 bis 1919 die Fächer Deutsch und Philosophie in der Freien Schulgemeinde. Zwischen 1914 und 1916 vertrat er den an der Westfront eingesetzten Martin Luserke als Schulleiter. Nach Auseinandersetzungen mit Gustav Wyneken schloss er sich 1919 kurzzeitig Bernhard Uffrechts Neugründung der Freien Schul- und Werkgemeinschaft an.[28]

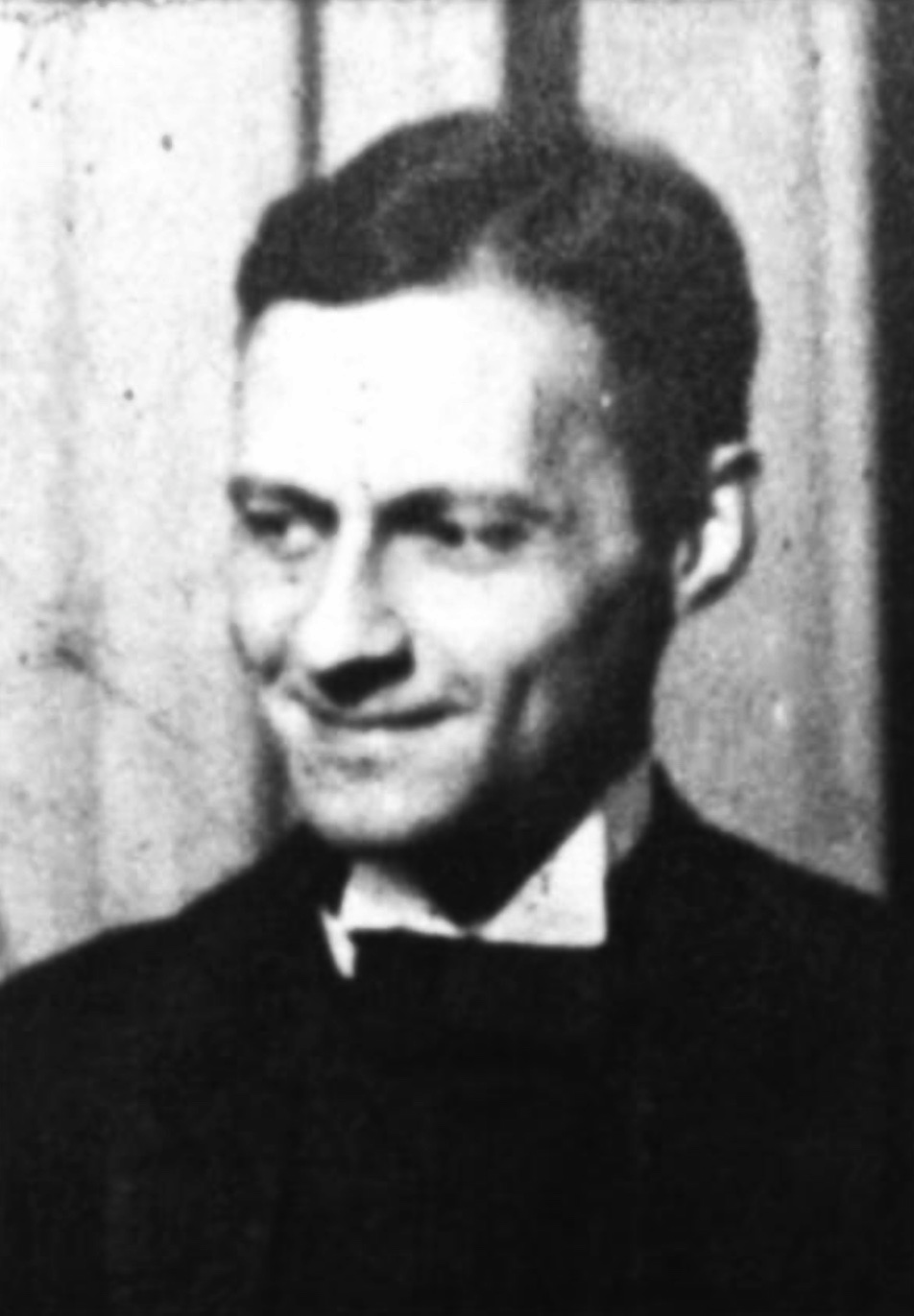
Ludwig Hirschfeld-Mack, 1923

- Ludwig Hirschfeld-Mack lehrte von April 1926 bis März 1928 in der Freien Schulgemeinde die Fächer Kunst und Theater und fungierte teils als Nachfolger des 1925 zur Schule am Meer nach Juist gewechselten Fritz Hafner.[1] Hirschfeld-Mack verließ Wickersdorf, um an der Staatlichen Hochschule für Handwerk und Baukunst in Weimar als Lehrer für allgemeine Farb- und Formlehre zu wirken.
- Gunther Ipsen lehrte von Oktober 1922 bis Herbst 1923 als Lehramtsstudent in der Freien Schulgemeinde die Fächer Deutsch, Geschichte und Religion.[1]
- Hans-Windekilde Jannasch besuchte erstmals 1912 die Freie Schulgemeinde und lehrte dort von 1917 bis 1919 Deutsch.[29] Wegen Gustav Wyneken verließ er Wickersdorf zusammen mit seinem Kollegen Wilhelm Lehmann und folgte Bernhard Hell zum Landschulheim am Solling.[30]

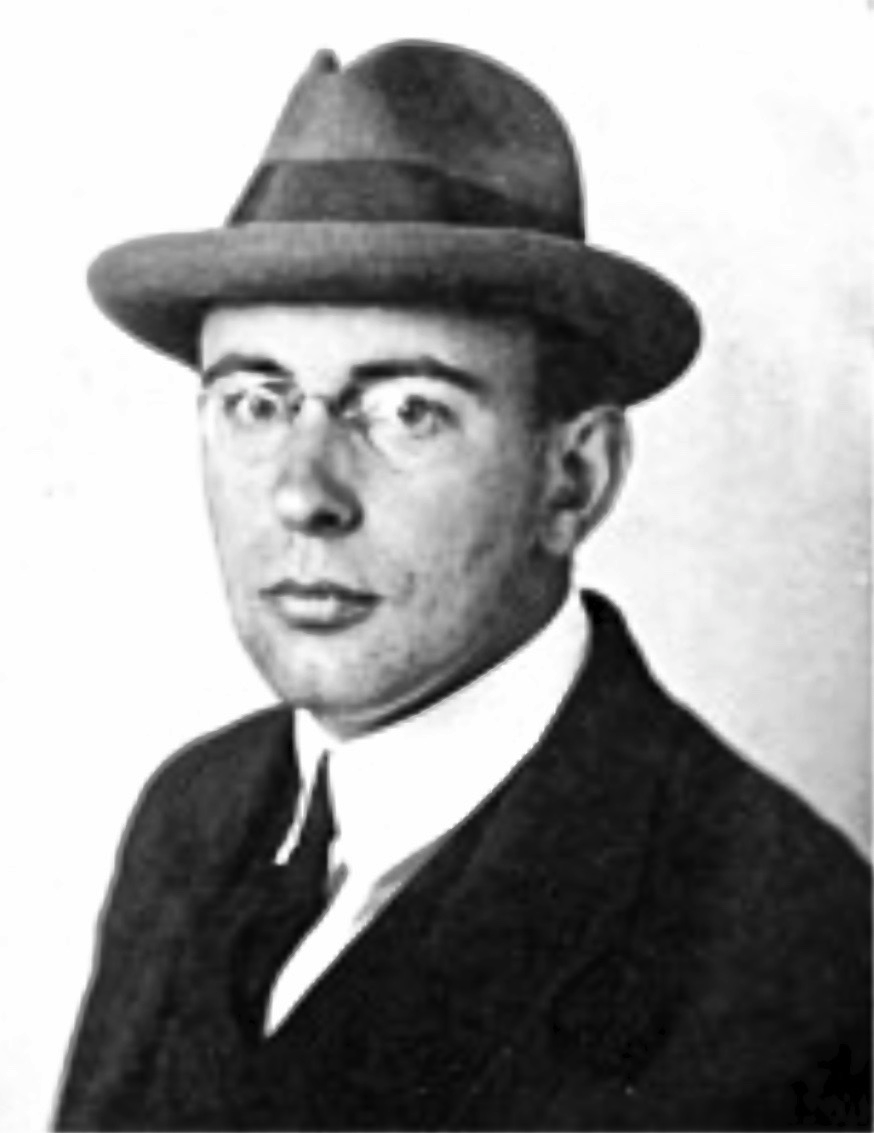
Jaap Kool, 1933

- Jaap Kool wuchs überwiegend im ostfriesischen Emden auf. Er genoss eine freizügige Erziehung; die Mutter stammte aus einer dem Naturismus zugeneigten Familie. 1905 rebellierte er gegen den militärischen Drill am Johannes-Althusius-Gymnasium Emden, das er besuchte. Die Eltern ermöglichten ihm daher nach einem kurzen Internatsaufenthalt am Deutschen Landerziehungsheim (D.L.E.H.) in Haubinda den Wechsel zur neu eröffneten Freien Schulgemeinde nach Wickersdorf, wo er zu deren ersten Schülern zählte und von 1906 bis 1909 blieb.[31] Dort freundete er sich eng mit Alexander Gerhardi (1889–1967) an. Mit Wyneken und Wickersdorf fühlten sich beide zeitlebens eng verbunden.[31] Ab 1911 studierte er an der Universität Zürich Chemie und Musikwissenschaft. Sein Studium dort musste er nach der Diplom-Vorprüfung abbrechen. Der Beginn des Krieges und der durch die Vielzahl euphorisierter Kriegsfreiwilliger verursachte Mangel an Lehrern bot ihm die Chance, ab Oktober 1915 in seinem ehemaligen Landerziehungsheim in Wickersdorf als Hilfslehrer für Musikerziehung tätig zu werden.[32] Bei Kriegsende zog er nach Berlin, um am Stern’schen Konservatorium der Musik zu studieren.[33] Als Jazz-Saxophonist leitete er in Berlin ein unter seinem Namen auftretendes Orchester.[33][34] Der Gründer der Vox-Schallplatten- und Sprechmaschinen-AG, August Stauch, holte ihn 1923 als Programmchef bzw. künstlerischen Leiter ins Berliner Vox-Haus, wo er bis 1925 blieb.[31] Der Börsencrash am 24. Oktober 1929 markierte einen harten Einschnitt. Die Freie Schulgemeinde in Wickersdorf wurde nun erneut zur Auffangstation Kools, der dort von 1929 bis 1940 Chemie und Musik unterrichtete und von 1930 bis 1933 als Schulleiter fungierte.
- Walter Kühne (1875–1956) unterrichtete 1915/16 als Zeichenlehrer in der Freien Schulgemeinde. Er vermittelte später die Tochter des Berliner Kunstmalers Franz Lippisch, Bianca Commichau-Lippisch, als Lehrerin zur FSG und finanzierte seinem eigenen Sohn Walter Georg Kühne den Internatsaufenthalt,[35] ab Ostern 1925 auch den Besuch der Schule am Meer auf Juist.

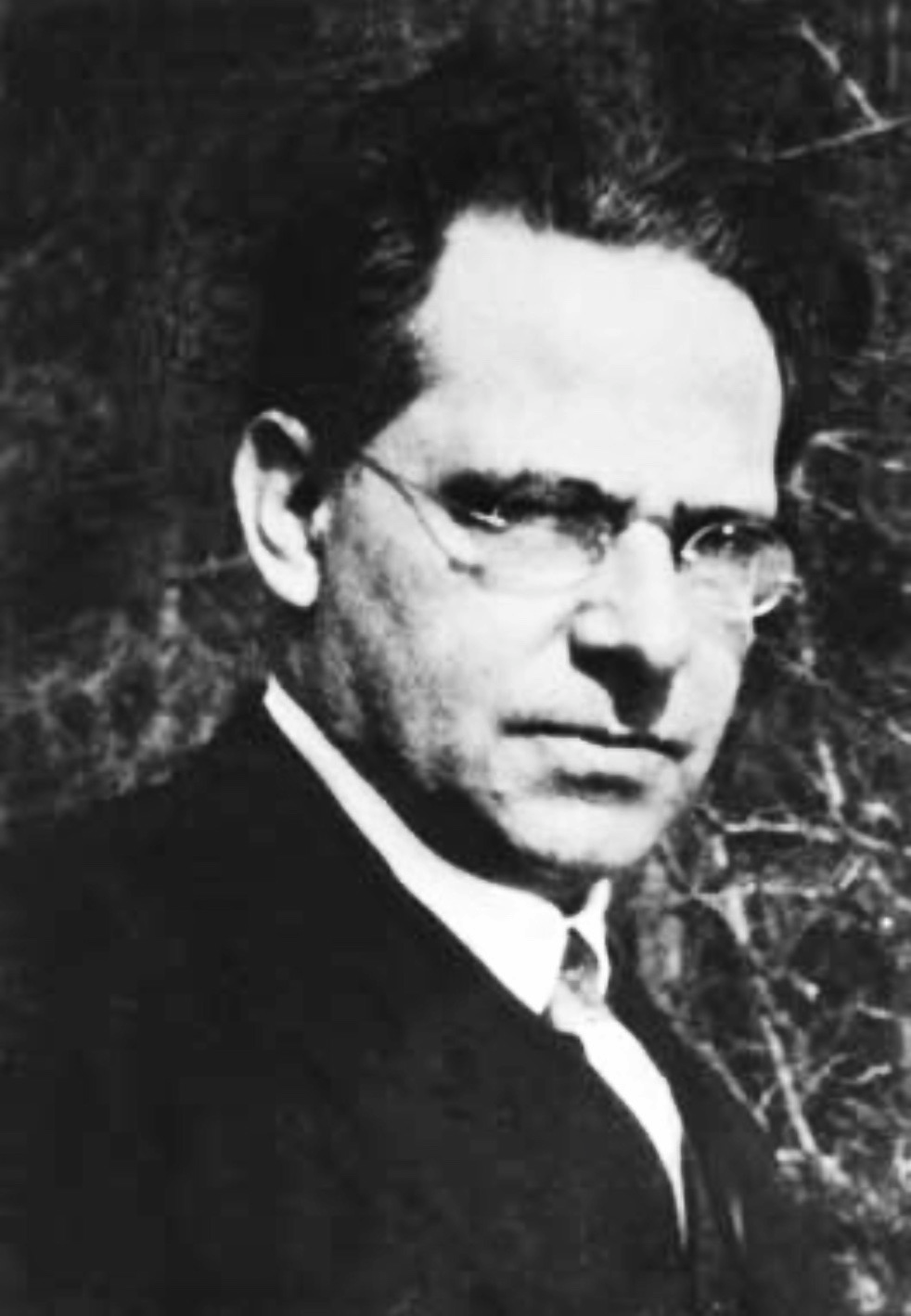
Ernst Kurth, um 1928

- Ernst Kurth unterrichtete nach seiner 1908 erfolgten Promotion in Wien von Februar 1911 bis April 1912 und ab April 1914 das Fach Musik in der Freien Schulgemeinde. Kurth begründete die Chorarbeit der FSG, den großen Chor aus Kindern, Jugendlichen und Erwachsenen sowie einen kleineren Chor mit musikalisch Begabten im Sinn eines Collegium musicum, der ein vollkommen anderes Repertoire entwickelte als der große FSG-Chor. Kurth hielt in der FSG beispielsweise Kurse zu Musiktheorie oder Stilkunde, veranstaltete bis zu drei Musikabende pro Woche und gab Privatunterricht am Klavier und Cello.[36]

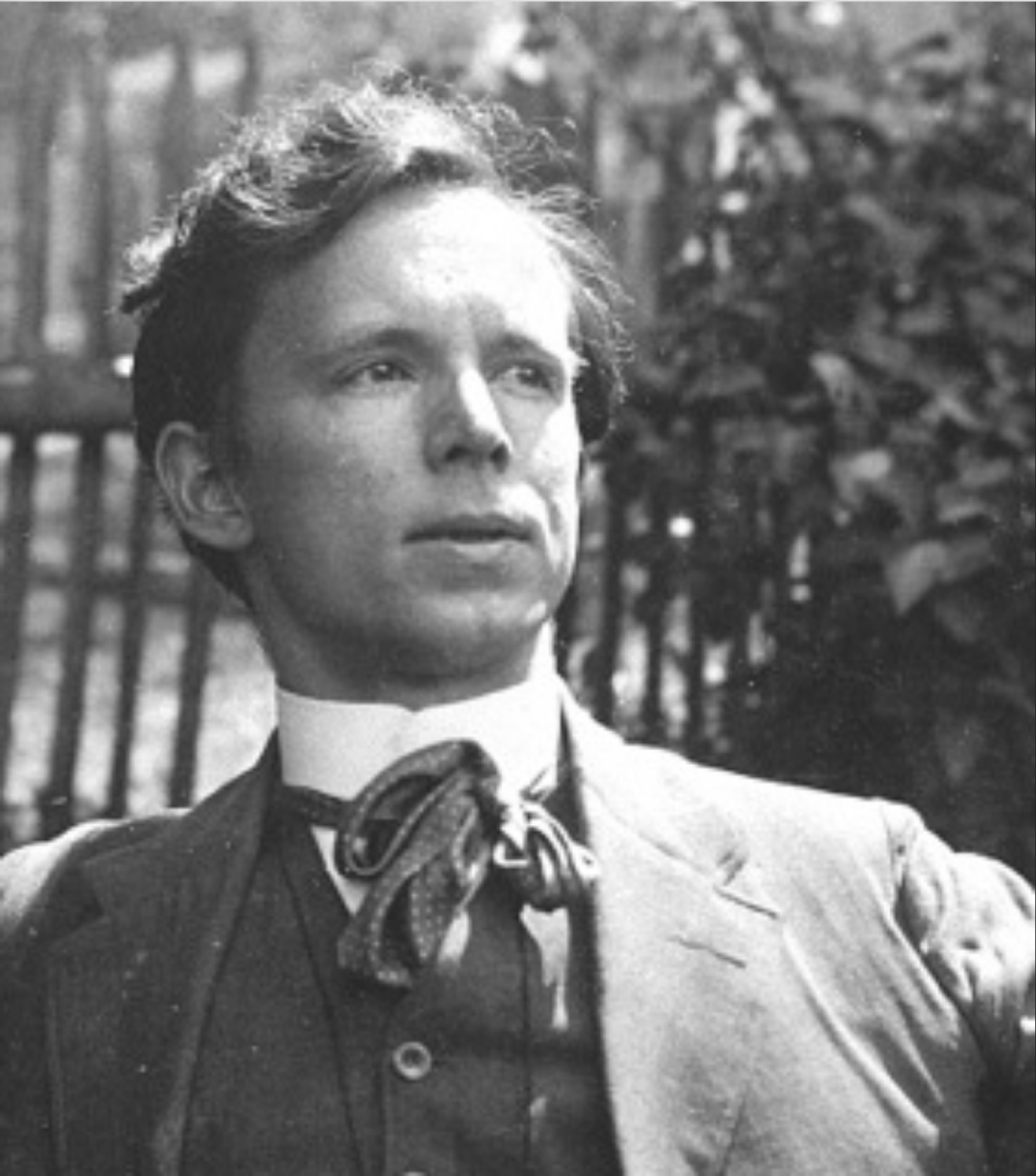
Wilhelm Lehmann, um 1905

- Wilhelm Lehmann war von 1912 bis 1920  Lehrer in der Freien Schulgemeinde, in der er Martin Luserke kennenlernte, den er dort bis Kriegsbeginn 1914 als Schulleiter erlebte.[29] In der FSG war er Führer der nach ihm benannten Kameradschaft „Lehmänner“. Er ermöglichte es seinem Sohn Berthold (1908–1996), von 1916 bis 1920 die FSG zu besuchen. Ebenso wie Luserke geriet auch Lehmann in pädagogischen Konflikt mit Schulgründer Gustav Wyneken und folgte Bernhard Hell zusammen mit seinem Kollegen Hans-Windekilde Jannasch zum Landschulheim am Solling.[30] Lehmann nahm ab 1917 am Ersten Weltkrieg teil, desertierte im September 1918 jedoch mit Vorsatz in britische Kriegsgefangenschaft. Dies thematisiert Lehmanns 1925 bis 1927 entstandener Roman Der Überläufer, der jedoch erst 1962 veröffentlicht werden konnte.
- Bianca Mathilde Helene Agnes Lippisch unterrichtete während ihrer Ausbildung in Weimar von 1917 bis 1919 Zeichnen in der Freien Schulgemeinde. Sie leitete dort eine der Kameradschaften und engagierte sich für Luserkes „Bewegungsspiel“ (Darstellendes Spiel), für das sie Kostüme und Kulissen entwarf, aber auch Skripte schrieb und Stücke inszenierte.[35] Während ihrer Lehrtätigkeit in Wickersdorf porträtierte sie beispielsweise eine aus der Mongolei stammende FSG-Schülerin in deren traditioneller Bekleidung, ein Gemälde, das erhalten ist.

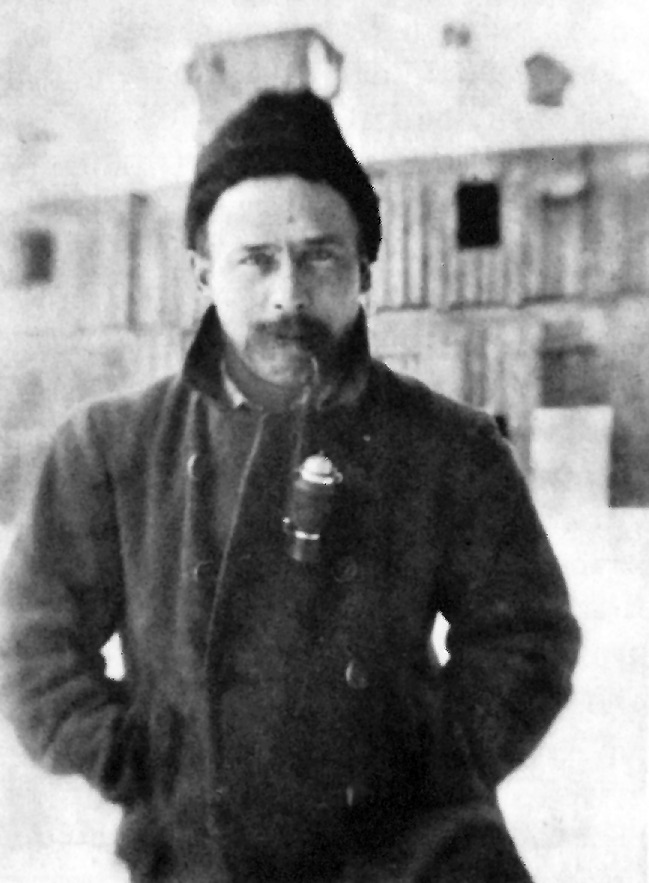
Martin Luserke, 1910

- Martin Luserke (1880–1968), genannt „Lu“, gilt als einer der bedeutenden deutschen Reformpädagogen.[37] Der Berliner war Lehrer für Deutsch- und Religionskunde (abweichend von regulärem Deutsch- und Religionsunterricht) sowie Mathematik, er wirkte als Theaterschaffender, Barde und Schriftsteller. 1908 heiratete er die Hausdame der FSG, Annemarie Gerwien (1878–1926), die seitdem „Frau Lu“ genannt wurde. Luserke sei lt. Hans-Windekilde Jannasch der „Mittelpunkt“ der FSG gewesen,[38] Alfred Ehrentreich zufolge habe er das Bild der FSG zu 75 Prozent geprägt.[39] Er sezessionierte mit Rudolf Aeschlimann, Fritz Hafner und Paul Reiner und deren Ehefrauen, elf eigenen Kindern sowie sechzehn Schülern im Frühjahr 1925 von der Freien Schulgemeinde auf die ostfriesische Insel Juist, um dort die Schule am Meer zu gründen.
- Werner Meyer war vom 22. März 1941 bis 14. Oktober 1945 pädagogischer Leiter der Schulgemeinde Wickersdorf. Erst ab 27. Juni 1944 war er als planmäßiger Studienrat eingestellt, nachdem er weitere Examina abgelegt hatte. 1939/40 war er zur Wehrmacht eingezogen worden. Zuvor hatte er bei Karl Jaspers an der Ruprecht-Karls-Universität Heidelberg promoviert. Ab Ostern 1927 war er als Lehrer für Deutsch, alte Sprachen und Geschichte an der Odenwaldschule beschäftigt.[40][41] Nach der Emigration des Ehepaares Edith und Paul Geheeb im Jahr 1934 hatte er dieses Internat zusammen mit Heinrich Sachs (1894–1946) und mit Unterstützung durch Edith Geheebs Vater Max Cassirer bis 1939 geleitet. 1935 heiratete er Edith Klatt, die geschiedene Ehefrau des Reformpädagogen Fritz Klatt. Meyer unterstützte den Nationalsozialismus aktiv und war am 1. Mai 1937 in die NSDAP eingetreten.[42][43]
- Georg Hellmuth Neuendorff unterrichtete von April 1909 bis August 1911 Englisch in der Freien Schulgemeinde. Er wurde der Unzucht mit einer FSG-Schülerin beschuldigt, verließ Wickersdorf und gründete 1912 im hessischen Vogelsberg die Dürerschule Hochwaldhausen. 1914 übte der zeitweilige Wandervogel-Führer und Gymnasialdirektor in einer Veröffentlichung Kritik an Wyneken. Dieser habe sich einen „radikalen Dogmatismus“ konstruiert; damit biete „er sich derselben Jugend an, die er frei und selbständig“ habe erziehen wollen: „Dass Wyneken nicht selbst diesen ungeheuerlichen Widerspruch merkt! Aber Machtgelüste haben ihn wohl blind gemacht.“[32]
- Rudolf Pannwitz unterrichtete 1908 als Hilfslehrer für das Fach Deutsch in der Freien Schulgemeinde, bevor er als Schriftsteller und Philosoph wirkte. Kurz vor und nach seinem Aufenthalt in Wickersdorf veröffentlichte er zwei Schriften über den Volksschullehrer und die deutsche Sprache und Kultur.[44][45]

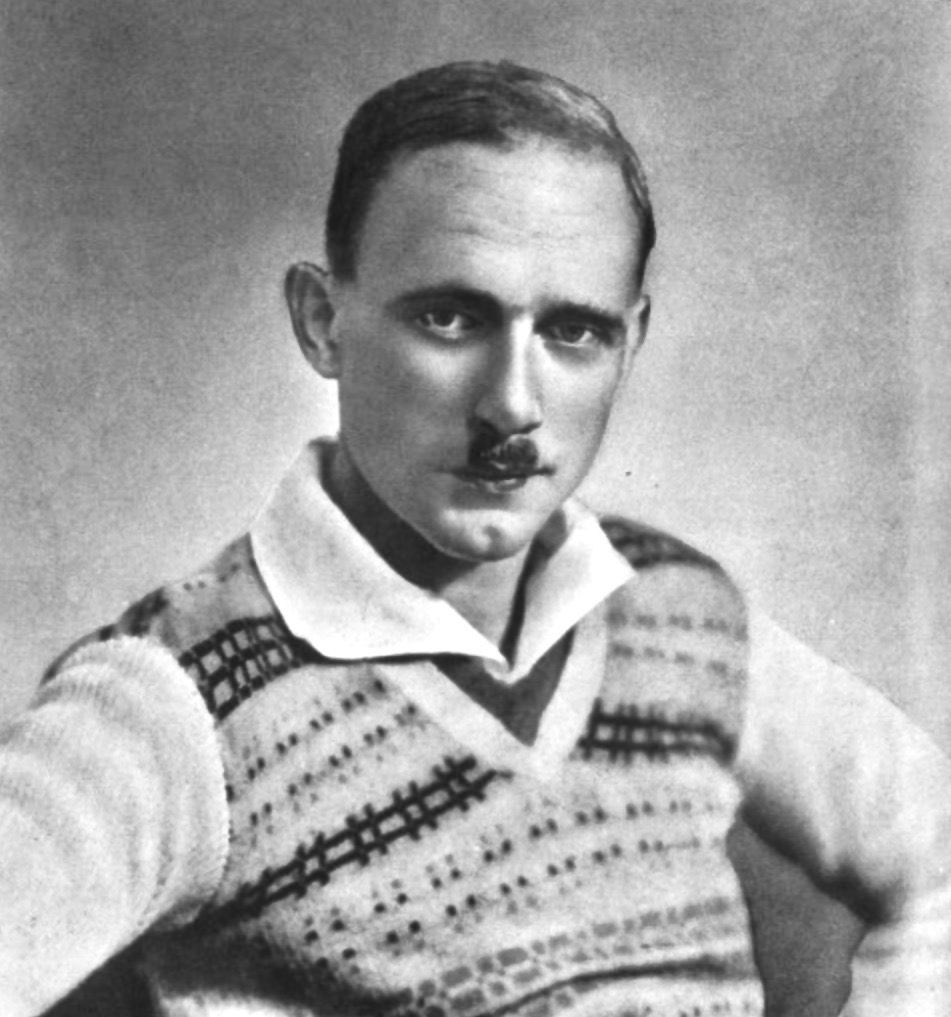
Otto Peltzer, um 1923

- Otto Peltzer, ein erfolgreicher Leichtathlet, aber kein Pädagoge, lehrte auf Veranlassung von Peter Suhrkamp in der Freien Schulgemeinde von 1926 bis 1933 offiziell Biologie, Geographie und Geschichte, inoffiziell (um seinen Amateurstatus nicht einzubüßen) Sport. Nach Suhrkamps Maßgabe sollte Peltzer auf Provisionsbasis sportlich talentierte Schüler für die FSG anwerben. Ab 1. Mai 1933 war Peltzer Mitglied der NSDAP und der SS. Peltzer zeichnete innerhalb und außerhalb der FSG für pädosexuelle Übergriffe auf Kinder und Jugendliche wie den 13-jährigen Arnold Ernst Fanck und den 15-jährigen Algirdas Savickis verantwortlich, beim Sportklub Teutonia in Berlin auch auf 12-jährige Schüler. Im Fall von Arnold Fanck junior und den 12-Jährigen in Berlin wurde Peltzer 1935 erstmals rechtskräftig u. a. wegen sexuellen Missbrauchs von Kindern und Unzucht mit Abhängigen zu einer Gefängnisstrafe verurteilt (§ 174 Nr. 1 RStGB in zwei Fällen, § 175 RStGB in einem Fall, § 176 Nr. 3 RStGB in zwei Fällen), wobei das Landgericht Berlin der Urteilsbegründung zufolge zugunsten Peltzers mehrfach Milde walten ließ.[46][47] Er stand in engem Kontakt mit der pädophilen Lehrer-Seilschaft innerhalb der FSG um Gustav Wyneken und Fernand Petitpierre, auch nach 1945.[48][49][50] Den Erinnerungen des FSG-Schülers Friedrich Schoenfelder zufolge war Peltzer sehr auf die leichtathletischen Disziplinen fixiert, so dass in seinem Unterricht andere Sportarten tendenziell zu kurz kamen.[51]
- Fernand Petitpierre lehrte von 1915 bis 1922 sowie von 1926 bis 1931 in der Freien Schulgemeinde, wo er Französisch unterrichtete. Er war ein Anhänger Gustav Wynekens, dem er zeitlebens eng verbunden blieb, und des „pädagogischen Eros“, übte wohl sexuelle Gewalt gegen Schüler aus und schrieb später unter dem Pseudonym René Lermite homoerotische Werke. Er verging sich 1919/20 beispielsweise an dem FSG-Schüler Kalistros Thielicke (1905–1944).[52][53]
- Anna Sara Reiner (1891–1972) wirkte von 1920 bis 1925 als staatlich geprüfte Krankenpflegerin und Hilfslehrkraft für Deutschkunde und Rechnen der jüngsten Schüler in der Freien Schulgemeinde,[54][55] danach bis 1933 in der Schule am Meer auf der Nordseeinsel Juist.

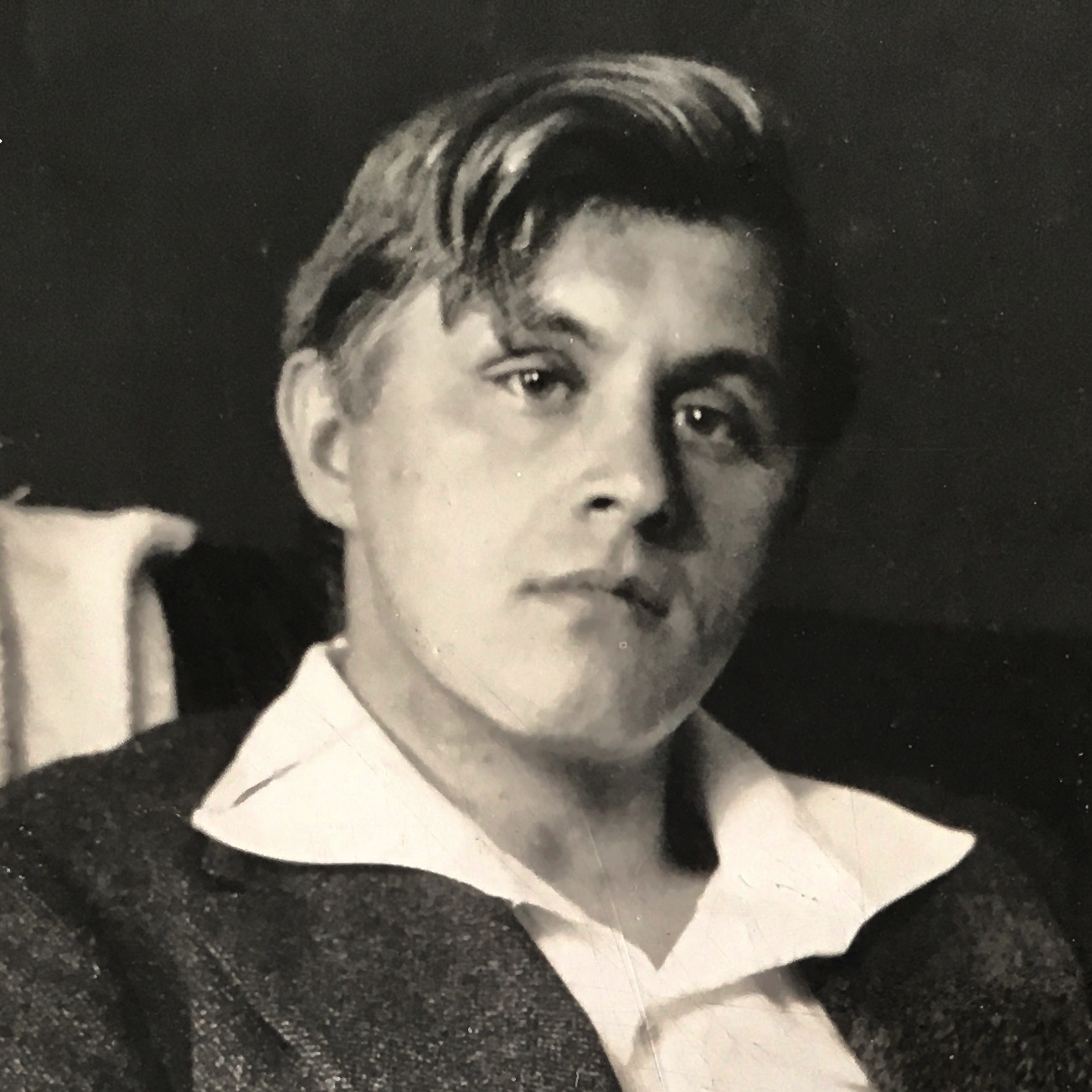
Paul Reiner, um 1913

- Paul Reiner unterrichtete von 1919 bis 1925 in der Freien Schulgemeinde die Fächer Chemie und Physik und hielt wöchentlich staatspolitische Seminare ab.[56] Für die Staatsbürgerkunde war er durch das Studium seiner weiteren Fächer Soziologie und Philosophie befähigt.[57] Der Franke hatte in Chemie promoviert, kam aus der Jugendbewegung (Bündische Jugend), war Mitbegründer des ersten deutschen Abstinenten-Jugendbundes und des süddeutschen Wandervogels. Er gehörte kurzzeitig zum George-Kreis um den Dichter Stefan George, war während seines Studiums Assistent des Nationalökonomen und Soziologen Alfred Weber und 1919 Mitglied des Vorstandes der revolutionären Entschiedenen Jugend Deutschlands (EJD). Zudem war er Mitarbeiter des ultralinken marxistisch-leninistischen Politikers Karl Korsch im thüringischen Kabinett aus SPD und KPD. Ostern 1925 wechselte er mit seiner Ehefrau, der Krankenpflegerin und Hilfslehrkraft Anna Sara Reiner (1891–1972), geb. Hochschild, die bei den jüngeren FSG-Schülern die Fächer Deutschkunde und Rechnen unterrichtete, und ihren gemeinsamen Töchtern zur Schule am Meer auf die Nordseeinsel Juist.[58]
- Ernst Schertel unterrichtete zwischen Januar 1914 und Juli 1916 die Fächer Deutsch, Alte Geschichte und Religionsgeschichte in der Freien Schulgemeinde, wo er die Kameradschaft der „Gemsen“ führte. Er entwickelte in Wickersdorf von asiatischen Tanzfesten inspirierte so bezeichnete „Mysterienspiele“, deren Begleitung eine suggestive, von Schertel komponierte tonartlose Musik war. Seine Jungen ließ er sticken, las ihnen aus dem Gilgamesch-Epos vor und brachte ihnen altägyptische Kunst nahe.[59] Seine pädagogischen Bemühungen stießen jedoch auf Vorbehalte: Dass er seinen Schülern die „Überzeugung von der menschenbildenden und kulturfördernden Kraft der mannmännlichen Liebe“ nahebrachte, führte zum Ende seines Wirkens in Wickersdorf. Seine Kollegin Hedda Gagliardi-Korsch, die nach seinem Ausscheiden einige seiner Schüler übernahm, beklagte, Schertel habe in einigen Dingen „wirklichen Schaden“ unter den Schülern angerichtet.[60] Dem Internat blieb die von Schertel und Paul Reiner initiierte Beschäftigung mit Werken von Stefan George erhalten.

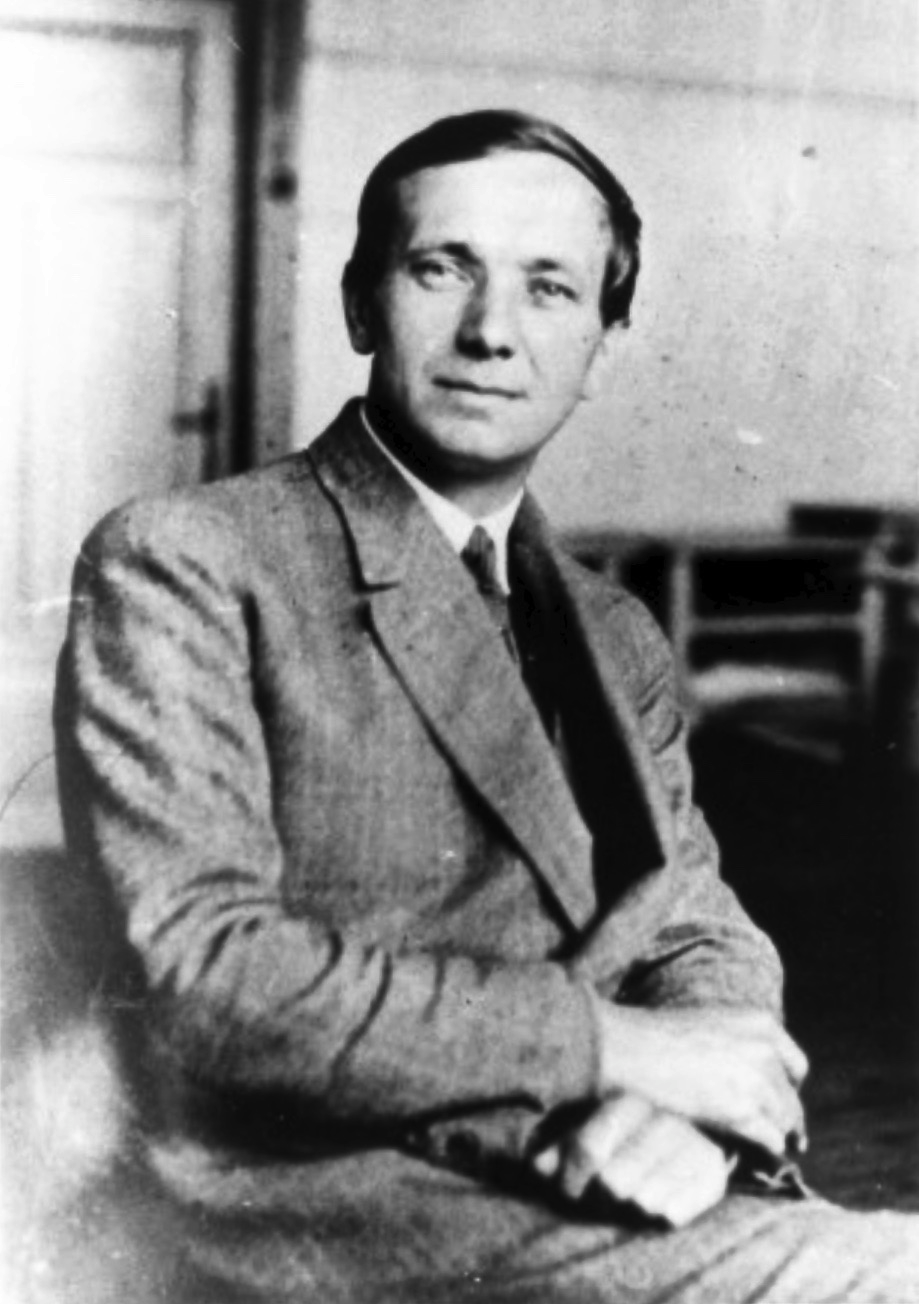
Peter Suhrkamp, um 1925

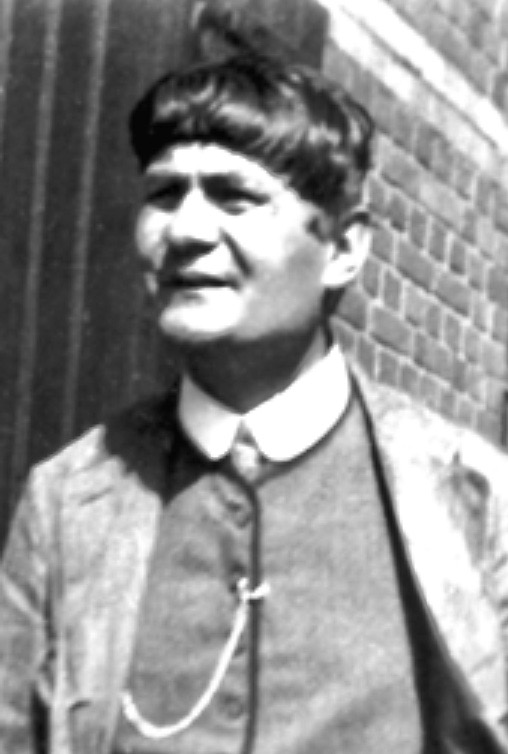
Bernhard Uffrecht, etwa 1920

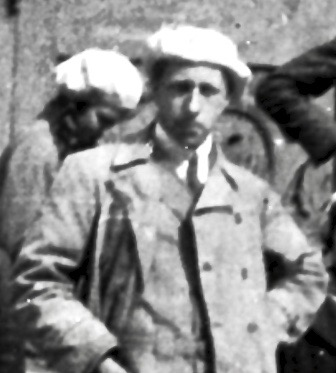
Carl Maria Weber, um 1925

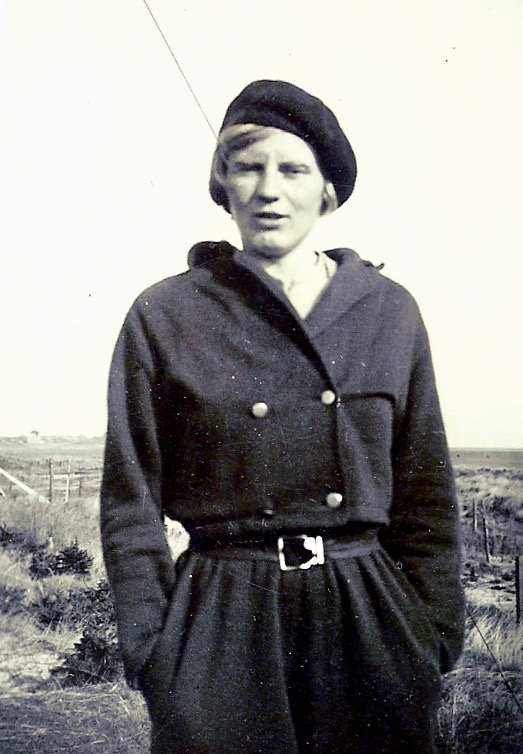
Erne Wehnert, um 1930

- Peter Suhrkamp kam über den Kontakt zur Jugendbewegung in die Freie Schulgemeinde, wo er von 1925 bis 1929 unterrichtete und von 1926 bis 1929 als pädagogischer Leiter fungierte.[1] Er holte den weltbekannten Leichtathleten Otto Peltzer zur FSG, der sportlich talentierte Schüler akquirieren sollte, um das sportliche Renommée des Internats zu verbessern. Sowohl im Kollegium als auch unter seinen Schülern soll er geachtet und beliebt gewesen sein. Zum 1. April 1929 gab er seinen Lehrberuf jedoch auf.[61][62] 1950 gründete er in Frankfurt am Main den Suhrkamp Verlag.
- Bernhard Uffrecht lehrte von 1911 bis 1919 in der Freien Schulgemeinde, bevor er nach einem Zerwürfnis mit Gustav Wyneken 1919 die Freie Schul- und Werkgemeinschaft gründete.[63]
- Carl Maria Weber hatte in Bonn von 1912 bis 1919 Germanistik und Literaturgeschichte studiert. Er war Pazifist, gehörte nach dem Ersten Weltkrieg der Wandervogel-Bewegung an, organisierte Fahrten und betreute Jugendgruppen. Ab 1914 war er mit Karl Hiller bekannt, der mit Gustav Wyneken befreundet war, und hatte Kontakt mit Thomas Mann. 1920 wurde er von Wilhelm Vershofen mit dem Vortragswesen der Werkleute auf Haus Nyland im thüringisch-fränkischen Sonneberg betraut. In der FSG unterrichtete von 1921 bis 1926 die Fächer Deutsch, Geschichte und Mathematik.[1] Er war auch als Autor expressionistischer Lyrik und Essays mit antimilitaristischer Tendenz tätig.[64]

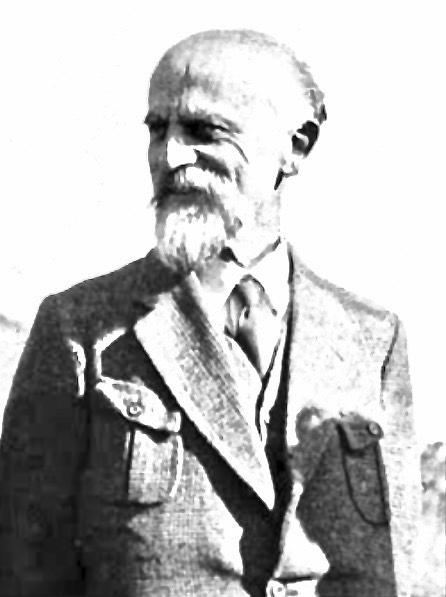
Gustav Wyneken, um 1925

- Gustav Wyneken war von 1906 bis 1910 sowie 1919/20 Schulleiter der Freien Schulgemeinde. Er wurde 1910 vom Kultusministerium entlassen. Nach der Novemberrevolution 1919 wurde er wohl von Martin Luserke in die Schulleitung zurückberufen.[65] 1920 sah sich Wyneken Vorwürfen des sexuellen Missbrauchs an Schülern ausgesetzt und musste im Oktober desselben Jahres den Dienst quittieren.[66] In der Folge wurde er am 30. August 1921 wegen unzüchtiger Handlungen (§§ 176, 176a RStGB) und Missbrauchs seines Autoritätsverhältnisses als Schulleiter während des so genannten „Eros-Prozesses“ zu einem Jahr Gefängnis verurteilt.[67][68] Die Revisionsverhandlung bestätigte das Strafmaß und erregte durch Selbstinszenierung des „Gutachters“ Hans Blüher große Aufmerksamkeit.[69] In Wynekens Schrift Eros, 1921 nach seiner Entlassung wegen sexuellen Missbrauchs veröffentlicht, bemühte er sich um eine theoretische Fundierung und Rechtfertigung pädophiler Praktiken und ließ ein gedrucktes „Solidaritätsbeiblatt“ der ihm gewogenen Lehrkräfte beifügen. In seiner Schrift führte er unter anderem aus: „Dann aber wird man auch fühlen, dass hier der Leib ganz andere Geltung hat als in der Welt, dass er ganz unmittelbar in das Leben (in das geistige Leben) dieser Gemeinschaft [Freie Schulgemeinde Wickersdorf] mit einbezogen ist. […] Leib ist Entfaltung der einsam in sich verschlossenen Seele im Raum […], er ist Aufblühen in Farbe und Klang, in Bindungen und Schwingungen, er ist Gnade, Hingabe, Liebe, Schönheit, Glück. […] wir wissen, dass der Liebesbund der Knaben mit seinem [sic!] Führer das Schönste ist, was der Jugend beschieden sein kann“.[70] In diesem Zusammenhang ist bemerkenswert, dass der des jahrzehntelangen sexuellen Missbrauchs beschuldigte ehemalige Schulleiter der Odenwaldschule, Gerold Becker, engen Kontakt mit Wyneken hielt. Beide gelten zu Unrecht in manchen Kreisen noch immer als Ikonen der deutschen Reformpädagogik.[71]

## Bekannte Schüler
- Joachim Ansorge (1893–1947), der älteste Sohn der Pianisten Conrad Ansorge und Margarete Wegelin (1872–1944), besuchte von 1911 bis 1912 die Freie Schulgemeinde in Wickersdorf. Wie seine Eltern wurde er später ebenfalls Klaviervirtuose. Er lehrte am Institut für Schul- und Kirchenmusik der Albertus-Universität in Königsberg und von 1939 bis 1945 als Professor für Klavier an der Hochschule für Musik in Berlin.[72]

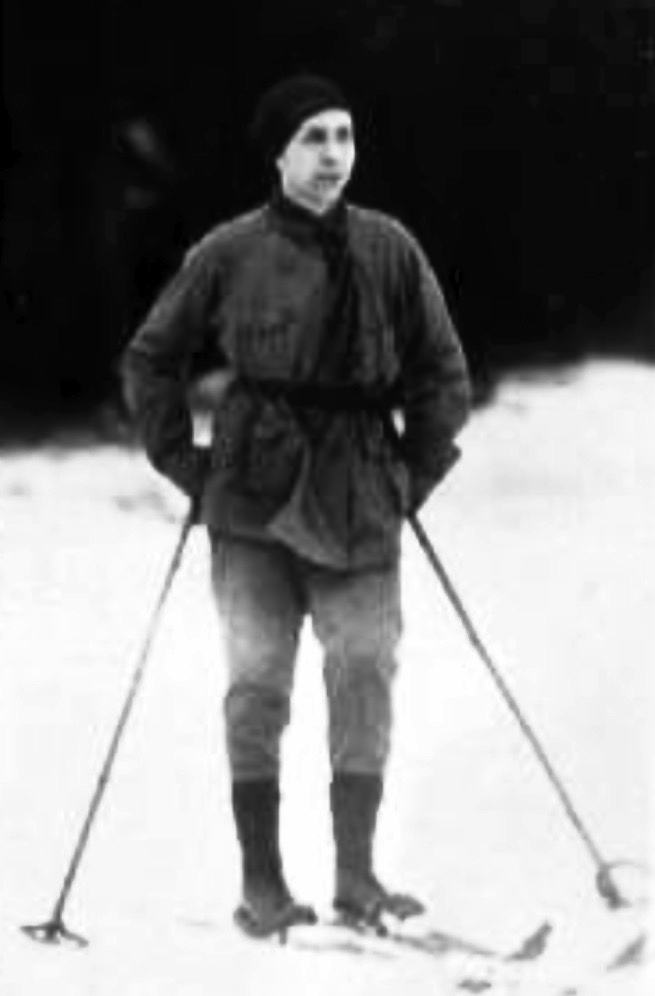
Ulrich Becher, 1924

- Gerhard Könitzer, begann seine schulische Ausbildung 1927 in der FSG, wo er im Jahre 1937 auch sein Abitur ablegte. Könitzers Geschwister besuchten ebenfalls das Internat, Schwester Edith (1913–2000) von Januar 1927 bis März 1928 und Bruder Herbert (1915–1943) von August 1927 bis Januar 1932.[73][74]
- Ulrich Becher war von 1923 bis 1928 Schüler der Freien Schulgemeinde. Dort gehörte er der KJVD-Gruppe an.[75] Nach seiner Reifeprüfung studierte er in seiner Heimatstadt Berlin Rechtswissenschaft und wurde als einziger Meisterschüler von George Grosz zum Kunstmaler ausgebildet. Am Tag nach dem Reichstagsbrand verließ er Deutschland; seine schriftstellerischen Werke wurden von den Nationalsozialisten wenige Monate später öffentlich verbrannt. Im selben Jahr heiratete er die Tochter des österreichisch-ungarischen Schriftstellers Alexander Roda Roda und wurde österreichischer Staatsbürger. Als Sohn einer Schweizer Pianistin hoffte er, in der Schweiz leben und arbeiten zu können, doch die dortigen Behörden sahen durch seine antifaschistische Haltung das Neutralitätsprinzip des Landes berührt. Mit einer Gruppe um den konservativen Politiker Hermann Mathias Görgen floh das Ehepaar im Frühjahr 1941 über Portugal nach Brasilien. Nach Kriegsende ließ er sich in der Schweiz nieder.
- Alfred Benninghoven besuchte 1943 die Schulgemeinde Wickersdorf. Später studierte er an der Sorbonne in Paris und in Köln Physik. Sein Vater war Bürgermeister der Stadt Köln.[76] Er promovierte 1961 und habilitierte sich 1965. Ab diesem Jahr war er Professor an der Universität Köln und ab 1973 bis 1997 Ordinarius für Experimentalphysik sowie Direktor des Physikalischen Instituts an der Westfälischen Wilhelms-Universität in Münster.[77]
- Manfred Böttcher war von 1948 bis 1950 Schüler in Wickersdorf. Anschließend studierte er bis 1955 Malerei bei Wilhelm Lachnit an der Hochschule der Künste in Dresden. Danach war er bei Heinrich Ehmsen Meisterschüler an der Berliner Akademie der Künste.[78] 1978 wurde er mit dem Goethe-Preis der Stadt Berlin ausgezeichnet, 1984 erhielt er den Käthe-Kollwitz-Preis.
- Bernd Holger Bonsels (* 8. September 1907; † 11. November 1978), Pseudonyme Felix Delios und Bernd Holger,[79] besuchte die Freie Schulgemeinde von 1917 bis 1920, zeitgleich mit seinem älteren Bruder Frank Lothar (1906–1941). Er war später wie sein deutschlandweit bekannter Vater Waldemar Bonsels (Biene Maja) als Schriftsteller tätig, aber auch als Schauspieler.[80] Bernd Holger Bonsels’ Tochter Gisela Meier-Bonsels war ebenfalls schriftstellerisch, aber auch schauspielerisch aktiv.[81][82]
- Frank Lothar Bonsels (* 8. Juli 1906; † 1941) wirkte als Konzertpianist in den Niederlanden. Als Soldat der Wehrmacht wurde er während des Russlandfeldzuges als vermisst gemeldet.[83]
- Herbert von Borch war der Sohn des deutschen Diplomaten Herbert Cuno Eberhard von Borch (1876–1961). Herbert von Borch  wechselte Ostern 1925 zur Schule am Meer nach Juist, wo er 1928 seine Reifeprüfung bestand.

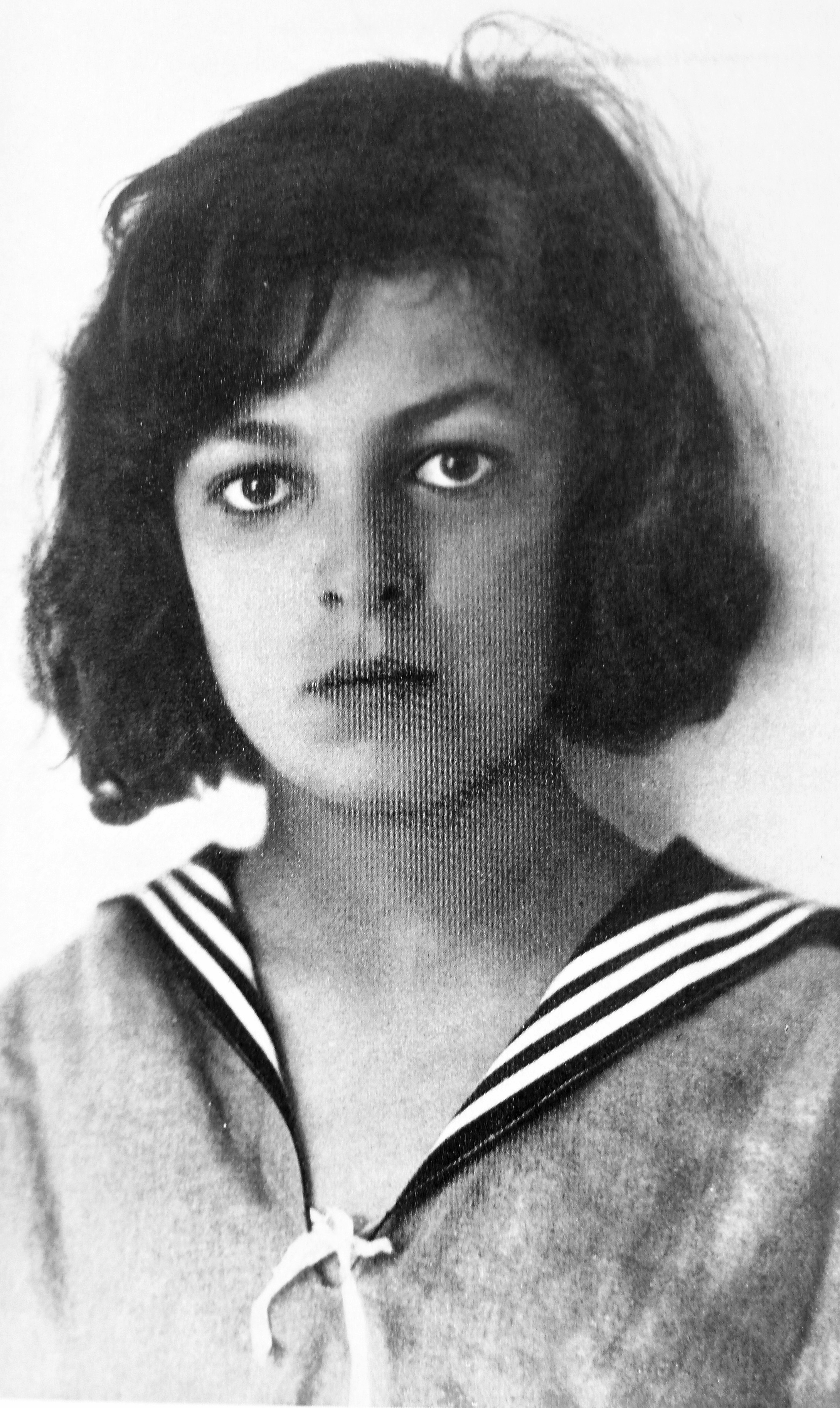
Otto Braun, um 1908

- Otto Braun war von April 1907 bis Ende September 1908 Schüler der Freien Schulgemeinde. Dort freundete er sich insbesondere mit Otto Gründler an.[84] Er wurde wie die anderen FSG-Schüler jener Zeit in die eskalierenden Streitigkeiten zwischen den Schulleitern Paul Geheeb und Gustav Wyneken hineingezogen. Als sich der Elfjährige der Position Geheebs anschloss, wurde er von Wyneken als Gegner betrachtet. Dadurch entwickelte sich der Internatsalltag in Wickersdorf für den hochintelligenten Jungen zu einem Alptraum, aus dem er sich in die Einsamkeit zurückzuziehen suchte. Ottos Tagebuch wurde 1919 posthum veröffentlicht, so dass dessen Schilderungen, auch aus Briefen an seine Mutter, erhalten geblieben sind: „Ich fühle mich in Wickersdorf nicht zuhause. […] Und noch das: meinen Willen und meinen Charakter kann ich hier nicht stärken.“ Er unternahm einen Fluchtversuch, wurde jedoch schon am Bahnhof in Saalfeld aufgegriffen.[85] Als 17-Jähriger meldete er sich 1914 als Kriegsfreiwilliger. Er fiel 1918 zusammen mit fünf Kameraden bei einem Granatangriff.[86][87] Ottos nachgelassene lyrische Werke wurden nach Kriegsende in Deutschland, im Vereinigten Königreich und in den Vereinigten Staaten veröffentlicht und gerieten teils zum Bestseller.[88][89] Wyneken jedoch ließ an dem dichterischen Werk Ottos kein gutes Haar.[90]
- Die in China geborene Clara Cordes (1907–1985), genannt „Clärchen“, besuchte von 1915 bis 1923 die Deutsche Schule in Peking, danach die Freie Schulgemeinde Wickersdorf. Sie war eine Tochter des Juristen, Diplomaten, Übersetzers und Bankiers Heinrich Cordes. Ostern 1925 wechselte Clara zur Schule am Meer nach Juist. Von 1927 bis 1929 wurde sie in Hamburg zur Gymnastiklehrerin ausgebildet. Von Ostern 1931 bis Ostern 1932 war sie dann als Lehrerin an der FSG Wickersdorf beschäftigt.[91] Sie heiratete Hans Werner Skafte Rasmussen, der wie seine jüngeren Brüder Ove und Arne ebenfalls die FSG besucht hatte, die beiden letztgenannten auch die Schule am Meer im Loog auf der Nordseeinsel Juist.[92] Clara und ihr Ehemann bekamen fünf Kinder.

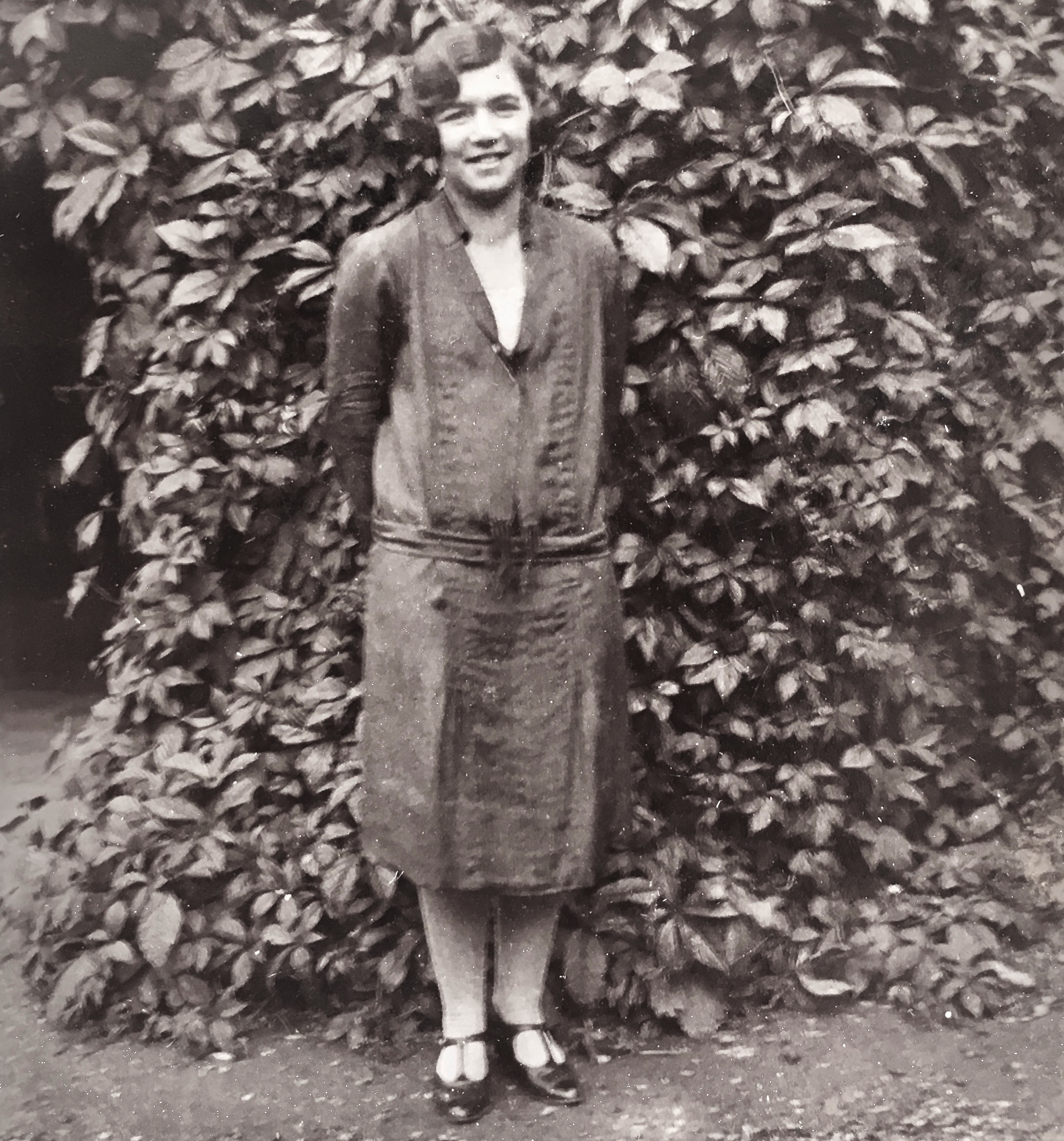
Antonia „Toni“ Cordes, 1920er Jahre

- Antonia Cordes (1902–1992), genannt „Toni“, war eines von neun Kindern des Heinrich Cordes. Sie besuchte von 1913 bis 1922 die Freie Schulgemeinde. Während ihres Medizinstudiums in Jena unterrichtete im Sommer 1926 als Gastlehrerin an der Schule am Meer.[93] Sie gehörte zu den Vertrauensleuten der Schule am Meer.[94] Antonia Cordes wurde 1929 approbiert und promovierte 1933 zum Thema Beitrag zur Pyrifertherapie der weiblichen Gonorrhoe.[95] Ab 1933 war sie Assistenzärztin an der Universitätsfrauenklinik Jena. Sie stellte 1933 einen Antrag zur Aufnahme in die NSDAP, wurde jedoch abgelehnt, weil ihre Mutter Yuksin Chou chinesischer Abstammung war.[92] Ab 1935 war sie als niedergelassene Ärztin im thüringischen Apolda tätig. Im September 1941 wurde sie als Fachärztin für Gynäkologie anerkannt.[96]
- Jürgen Alexander Justus Diederichs (* 26. Januar 1901; † 27. Januar 1976)[97] war von 1913 bis 1921 Schüler der Freien Schulgemeinde. Der Sohn des Jenaer Verlegers Eugen Diederichs lehrte nach seiner Schulzeit in der Freien Schul- und Werkgemeinschaft Sinntalhof von Max Bondy und Ernst Putz und war dort für den Gartenbau und den handwerklichen Unterricht zuständig.[98]
- Bernhard Dörries besuchte die Freie Schulgemeinde in den Jahren 1915 bis 1916. 1917 studierte er an der Technischen Hochschule Hannover Architektur.[99] Durch Kurt Schwitters wandte er sich später jedoch der Malerei zu und studierte diese an der Kunstakademie Berlin, in Frankreich, Italien und Spanien, brachte sich das Meiste aber autodidaktisch bei. Er wirkte als Kunstmaler, Grafiker, Lithograf und Kunstschriftsteller.[100][101] Im Kunstverein Hannover engagierte er sich als Mitglied des Vorstandes. 1925 wurde er mit dem Rom-Preis ausgezeichnet und erhielt ein Stipendium für die Villa Massimo, wo er vor allem Piero della Francesca und Masaccio studierte. 1933 wurde er Mitglied der NSDAP. Er stellte regelmäßig aus, beispielsweise auf der Großen Deutschen Kunstausstellung, und wurde 1937 auf der Weltfachausstellung in Paris mit dem „Diplome de Grand Prix“ ausgezeichnet.[102] In den Herrenhäuser Gärten des Schlosses Herrenhausen führte er im Großen Gartenpavillon Wandmalereien aus, die im Zweiten Weltkrieg während eines Luftangriffs am 18. Oktober 1943 zerstört wurden. Zwischen 1938 und 1945 übernahm er in der Nachfolge von Georg Schrimpf eine Professur an der Kunstakademie Berlin. Er lebte überwiegend in Hannover und Berlin, dazwischen von 1945 bis 1949 in Langenholtensen bei Northeim. In den Jahren 1950 bis 1952 reiste er nach Frankreich, Griechenland und Italien. Von 1955 bis 1966 nahm er eine Professur für wissenschaftliches Zeichnen an der Hochschule der Künste in Berlin wahr.[103] Er verstarb im Alter von 80 Jahren in Bielefeld.

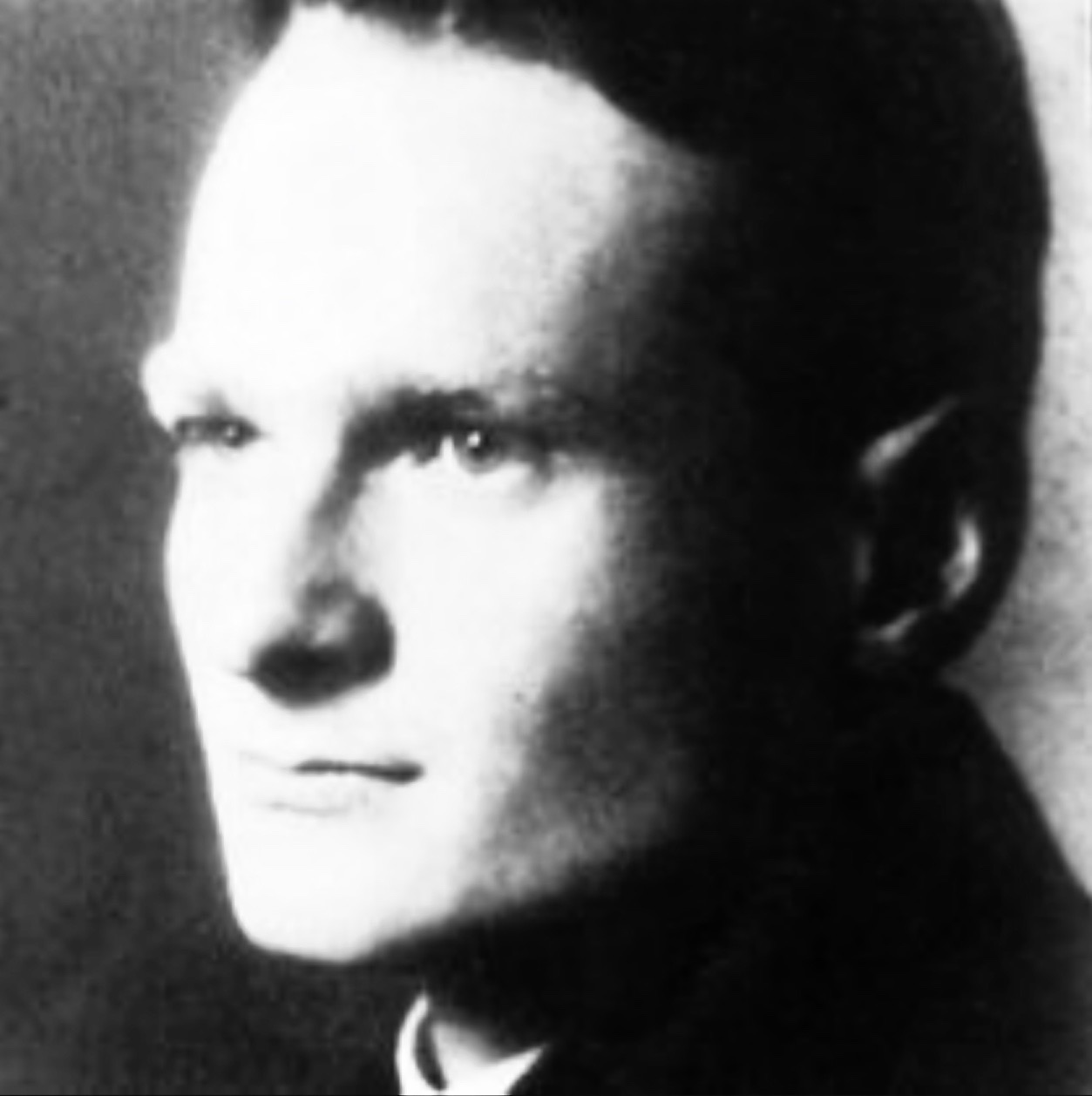
Hans Kurt Eisner, um 1923

- Hans Kurt Eisner, zweiter Sohn des ermordeten bayerischen Ministerpräsidenten Kurt Eisner (USPD), war 1919/20 Schüler der Freien Schulgemeinde. Er arbeitete später in seiner Heimatstadt als Fotograf, Werbegestalter und Filmschaffender. Während der Zeit des Nationalsozialismus wurde er im KZ Buchenwald ermordet.[104]
- Hans Elwenspoek besuchte von 1923 bis 1929 die Freie Schulgemeinde, sein ein Jahr jüngerer Bruder Willi (* 1911) von 1923 bis 1930.[76] Curt Elwenspoek. Hans war später Schauspieler und spielte unter anderem in dem Antikriegsfilm Die Brücke von Bernhard Wicki mit, im Schinderhannes von Helmut Käutner neben Curd Jürgens und Maria Schell, in Ludwig II. neben Romy Schneider und Gert Fröbe, später in Folgen der TV-Serien Die Firma Hesselbach, Der Alte, Derrick…[105]

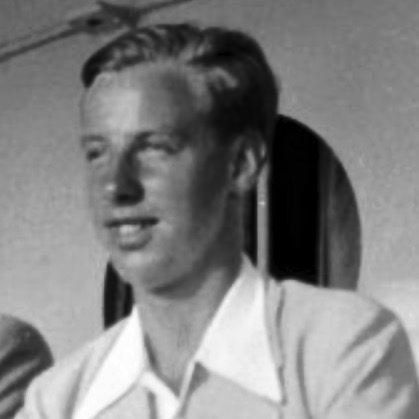
Arnold Ernst Fanck, 1939

- Arnold Ernst Fanck  war von 1930 bis 1938 Schüler des Wickersdorfer Landerziehungsheims.[76][106][107] Als Vierzehnjähriger erhob Arnold junior 1933 gegen seinen Sportlehrer Otto Peltzer eine Anschuldigung wegen sexuellen Missbrauchs.[108][109][110] Er entschied sich, trotzdem im Internat zu bleiben, und legte dort später seine Reifeprüfung ab. Arnold Ernst wurde zur Wehrmacht eingezogen, nahm 1940 am Westfeldzug und ab 1941 am Russlandfeldzug teil. 1942 verlor er während der Schlacht von Stalingrad ein Bein.[111] Der Fotografie blieb er eng verbunden; 1964 wurde eine Reihe seiner Aufnahmen von Mineralen in einem Buch veröffentlicht, das heute antiquarisch erhältlich ist.[112] Seine über Jahrzehnte angelegte Sammlung attraktiver Steine ist ebenso erhalten wie viele seiner Fotoarbeiten.

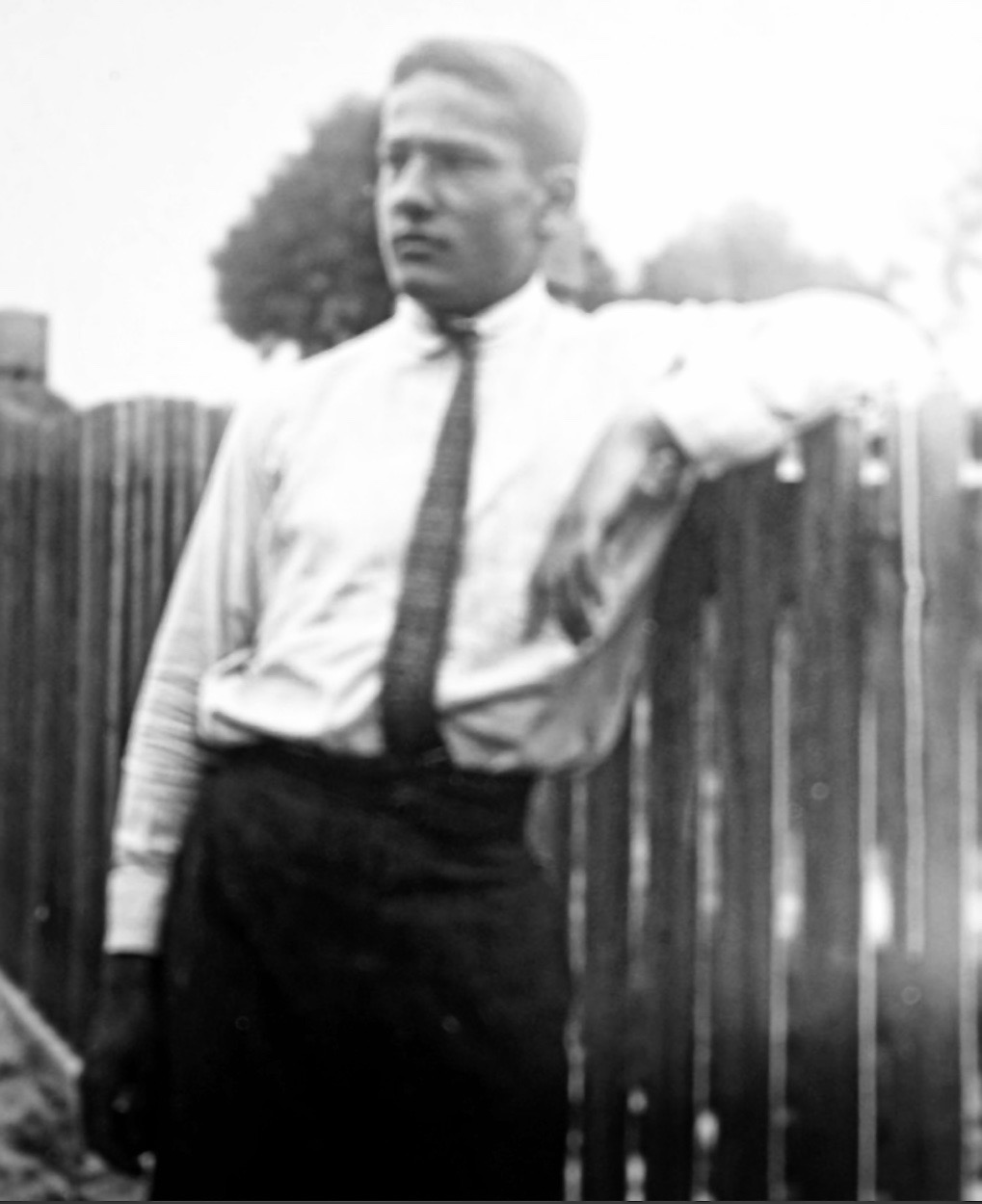
Laurence Feininger, 1925/26

- Laurence Karl Johann Feininger, von 1926 bis 1929 Schüler der Freien Schulgemeinde, war ein von Lyonel Feininger und Julia Berg. Laurence Feininger studierte an der Ruprecht-Karls-Universität in Heidelberg Musikwissenschaft, Komposition und Orgel sowie Philosophie. Er promovierte 1937 und wurde Musikwissenschaftler.[113] 1937 verließ seine Familie Deutschland und emigrierte in die Vereinigten Staaten; Laurence Feininger ging zu Forschungszwecken nach Südtirol. Nach dem Sturz Mussolinis wurde er von den Italienern 1943/44 aufgrund seiner deutschen Herkunft interniert. 1947 wurde er in Rom zum Priester geweiht und ließ sich in Trient nieder.[114] Er starb bei einem schweren Autounfall.[115]
- Wolf-Dieter Frauboes besuchte ebenso wie sein fünf Jahre älterer Bruder Gerhard (* 1913) die Freie Schulgemeinde.[76] Er machte danach an der Reichsgewerbeschule in Reichenberg eine Ausbildung zum Graphiker. Nachdem er in Wickersdorf mit dem musikalischen Bewegungsspiel (Darstellendes Spiel) in Berührung gekommen war, entschied er sich, neben seiner graphischen Ausbildung Schauspielunterricht zu nehmen. Von 1948 bis 1952 nahm er zudem Gesangsunterricht bei Anna Langenbeck. Er trat an den Städtischen Bühnen in Stuttgart und Schwäbisch Gmünd auf, ab 1947 am Berliner Hebbel-Theater unter Karl Heinz Martin. Von 1949 bis 1979 übernahm er Rollen in Kinofilmen und im Fernsehen, beispielsweise im Kinofilm Die Blechtrommel.[116] Ab 1951 war er auch als Synchronsprecher und beim Berliner Hörfunksender RIAS tätig.[117] Ebenso synchronisierte er beispielsweise Lionel Jeffries, Arthur Kennedy, Steve McQueen, Max von Sydow und Eli Wallach. Er war auch als Journalist und Kabarettist aktiv, hielt Lesungen und Diavorträge. Privat war er Hobbymaler. Seine Sammlung von Szenenfotos, Kino-Programmheften und Kritiken seiner Auftritte ist erhalten und wird im Archiv der Berliner Akademie der Künste verwahrt. Er verstarb im Alter von 71 Jahren.[118]
- Hansjörg Felmy besuchte zwischen 1944 und 1945 die Schulgemeinde Wickersdorf. Nach ersten Erfahrungen auf einer Wanderbühne und Schauspielunterricht von 1947 bis 1949 erhielt er 1949 sein erstes Engagement am Staatstheater Braunschweig und debütierte in Carl Zuckmayers Drama Des Teufels General. 1957 war Der Stern von Afrika sein erster Kinofilm, in dem er neben Joachim Hansen auftrat. Als Theater- und Filmschauspieler wurde er insbesondere zwischen 1974 und 1980 einem breiten Publikum als Tatort-Kommissar bekannt.
- Margarete Fuhrmann (1896–ca. 1953) gehörte von 1912 bis 1914 zu den Schülerinnen der Freien Schulgemeinde.[75][119] 1921 promovierte sie an der Alma Mater Lipsiensis in Leipzig zum Doktor der Philosophie (Dr. phil.). Der Titel ihrer Dissertation lautet: Schellings Kunstphilosophie und ihre Beziehungen zu den ästhetischen Ansichten der klassischen und romantischen Dichter. Die Arbeit wurde 1922 auszugsweise im Jahrbuch der Philosophischen Fakultät zu Leipzig veröffentlicht.[120] Margarete Fuhrmann wirkte später in Rostock. Ihr Nachlass wird in der Staats- und Universitätsbibliothek Bremen verwahrt.[121]

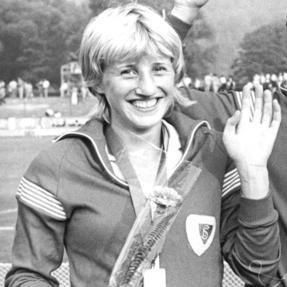
Ines Geipel, 1981

- Ines Geipel war von 1974 bis Sommer 1977 Internatsschülerin in Wickersdorf. Ab September 1977 war sie als Leichtathletin beim SC Motor Jena aktiv und gehörte ab 1980 der DDR-Leichtathletik-Nationalmannschaft an. 1985 musste sie ihre sportliche Karriere abbrechen. Im Sommer 1989 floh sie über Ungarn in die Bundesrepublik, wo sie an der Technischen Universität in Darmstadt Philosophie und Soziologie studierte. Seit 1996 wirkt sie als Schriftstellerin; 1999 veröffentlichte sie den Roman Das Heft, in dem sie Eindrücke des Internatslebens verarbeitete.[122] Im Jahr 2001 erhielt sie eine Professur für Verskunst an der Hochschule für Schauspielkunst »Ernst Busch« in Berlin.[123] 2002 wurde ihr Hörspiel Die Russische durch Deutschlandradio produziert.[124] 2011 wurde sie mit dem Verdienstkreuz am Bande des Verdienstordens der Bundesrepublik Deutschland geehrt.
- Georg Gretor war von 1911 bis 1913 Schüler der Freien Schulgemeinde und fungierte aufgrund seiner französischen Muttersprache und seines vorgerückten Alters gleichzeitig als Aushilfslehrer für Französisch. Er wuchs in Frankreich und England sowie ab 1904 in Berlin bei der Bildhauerin Käthe Kollwitz auf, einer Studienfreundin seiner Mutter.[125][126] Er war daher der „Ziehbruder“ von Hans und Peter Kollwitz[127] und brachte diese in Kontakt mit der Jugendbewegung (Bündische Jugend).[128] Zusammen mit Siegfried Bernfeld gab er ab 1908 die Jugendzeitschrift Der Anfang heraus, die ebenso legendär wie berüchtigt und damit reichsweit bekannt wurde. Er verfasste darin beispielsweise einen Bericht über den Ersten Freideutschen Jugendtag 1913 auf dem Hohen Meißner, an dem die FSG-Schüler teilnahmen und Martin Luserke sowie Gustav Wyneken Reden hielten. Georg studierte während des Ersten Weltkrieges an den Universitäten in Zürich und Basel.[125] 1922 heiratete er Esther Kaae, zog mit ihr nach Dänemark und war in Kopenhagen als Korrespondent für deutsche Presseorgane tätig. Ab 1927 arbeitete er als Korrespondent der dänischen Tageszeitung Politiken in Hamburg. Nach der Machtabtretung an die Nationalsozialisten übersiedelte das Ehepaar erneut nach Dänemark, wo Georg als Redakteur der Politiken tätig war. Dort nahmen sie Emigranten aus Deutschland in ihrem Haus in Frederikssund auf.[129] Sein Kontakt zu Käthe Kollwitz bestand zeitlebens.[125]

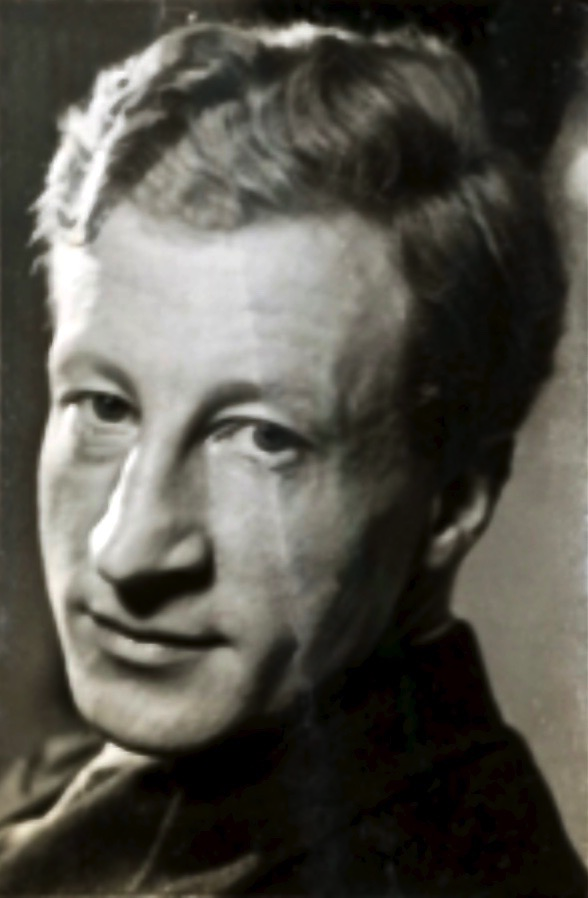
Peter Wolfgang Gross, um 1935

- Peter Wolfgang Gross (1907–1946), genannt „Wolff“, war der Sohn des österreichischen Anarchisten, Arztes, Psychiaters und Psychoanalytikers Otto Gross und dessen Ehefrau Frieda (1879–1956), geborene Schloffer. Peter legte Ostern 1924 seine Reifeprüfung in Wickersdorf ab.[130][131] Er studierte ab dem Sommersemester 1926 Medizin an der Friedrich-Wilhelms-Universität zu Berlin (Physikum Ostern 1928), an der Albert-Ludwigs-Universität in Freiburg im Breisgau, an der Sorbonne in Paris und an der Ruprecht-Karls-Universität in Heidelberg (Staatsexamen 1932). Nach dem Medizinalpraktikanten-Jahr vom 15. Januar 1933 bis 15. Januar 1934, das er an der Medizinischen Klinik Heidelberg und an der Chirurgischen Klinik Heidelberg absolvierte, promovierte er 1934. Als so bezeichnetem „Reichsdeutschen“ (RD) wurde ihm die Approbation jedoch „nicht erteilt“. Er promovierte 1937 erneut, diesmal an der Universität Graz. Nach der Okkupation Österreichs durch die deutsche Wehrmacht änderten sich die Bedingungen, wodurch seine österreichische Approbation im Deutschen Reich anerkannt wurde. Als Medizinalpraktikant hatte er sich in Heidelberg tuberkulös infiziert. Dies hatte zur Folge, dass er seine Tätigkeit als Arzt 1939/40 ruhen lassen musste. Als er im Juni 1940 am Röntgeninstitut des Rudolf-Virchow-Krankenhauses in Berlin und am Psychotherapeutischen Institut in Berlin dienstverpflichtet wurde, musste er diese Tätigkeiten bereits im Herbst desselben Jahres wieder aufgeben. Ab Ostern 1941 wurde er in der Deutschen Heilstätte in Davos behandelt. Er verstarb im Alter von nur 39 Jahren.[132]
- Otto Gründler, Stiefsohn von Alfred Kubin, war nach dem Besuch einer Privatschule von August 1907 bis März 1914 Schüler der Freien Schulgemeinde,[133] wo er sich insbesondere mit Otto Braun und Ernst Putz eng befreundete.[84] Er arbeitete als Autor an der Jugendzeitung Der Anfang von Selig Bernfeld und Georges Barbizon mit. Da das Internat zu dieser Zeit noch keine Reifeprüfung abnehmen durfte, schloss er seine Schulzeit an der Oberrealschule in Sonneberg ab,[134] studierte anschließend Theologie an der Ludwig-Maximilians-Universität in München, arbeitete als Journalist, wurde Chefredakteur, Schriftsteller und Publizist.
- Vlasta „Asta“ Libusche Josephine Hájek (1909–1990), in Breslau geboren, war von Januar 1922 bis März 1927 Schülerin der Freien Schulgemeinde und gehörte der Kameradschaft von Josephine Dellisch (1891–1970) an. Sie legte wie ihr in Bielitz geborener Bruder Fritz (* 1908), der das Internat zeitgleich besuchte, die Reifeprüfung ab.[76] Die jüngere Schwester der beiden, die in Breslau geborene Libussa (* 1914), war von April 1924 bis März 1927 in der FSG. Asta unterrichtete dort ab 1930 als Hilfslehrkraft das Fach Französisch und war ab 1932 mit Schulleiter Jaap Kool verheiratet, mit dem sie zwei Kinder bekam, Stefan (* 1933) und Sibylle (* 1938). Beide Kinder besuchten nach Kriegsende 1945/46 Wickersdorfer Schulen, Stefan das Internat, Sibylle die Dorfschule.[32][135]

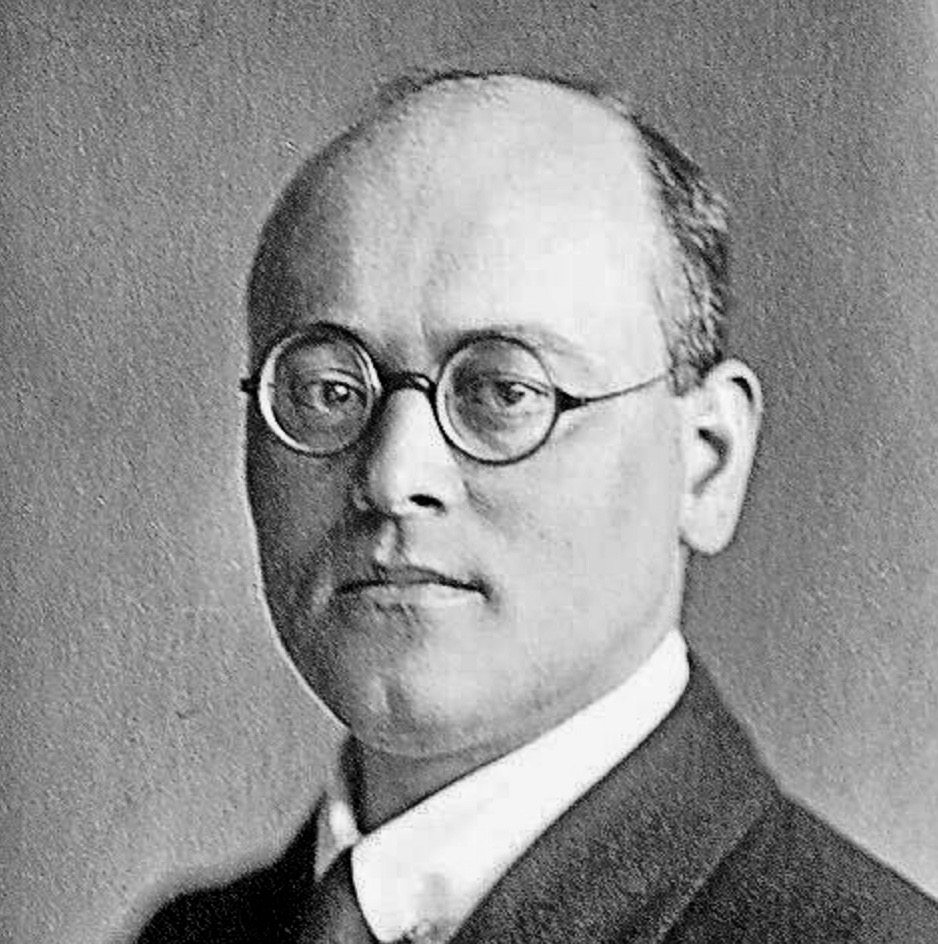
Ernst Herdieckerhoff, um 1925

- Ernst Herdieckerhoff war ein promovierter Chemiker bei der Bayer AG, der sowohl christlich als auch völkisch orientiert war. Er war bis 1906 Schüler des Deutschen Landerziehungsheimes Haubinda (D.L.E.H.) und von 1906 bis 1912 Schüler der Freien Schulgemeinde in Wickersdorf. Am D.L.E.H. hatte er zusammen mit Martin Luserke die Kameradschaft der „Bären“ gegründet,[136] die Luserke sowohl nach Wickersdorf als auch nach Juist folgte. Herdieckerhoff hielt mit Martin Luserke zeitlebens Kontakt und unterstützte die Schule am Meer, die er auch aufsuchte. Bei der Bayer AG freundete er sich mit seinem Arbeitskollegen Robert Ley an, dem späteren Reichsleiter der NSDAP und Leiter der Deutschen Arbeitsfront (DAF). 1924 wurde Herdieckerhoff Mitbegründer der NSDAP-Ortsgruppe in Opladen und stellvertretender Ortsgruppenleiter, außerdem zusammen mit Oskar Wilhelm, dem späteren Ortsgruppenleiter Leverkusens, Herausgeber des Westdeutschen Beobachters. 1928 überwarf sich Herdieckerhoff mit Ley, in diesem Kontext auch mit der NSDAP, und erklärte seinen Parteiaustritt.[137]
- Hans Hess OBE (1908–1975), Sohn des Erfurter Schuhfabrikanten, Kunstsammlers und -mäzens Alfred Hess und dessen Ehefrau Thekla (1884–1968), geborene Pauson, besuchte zunächst die südhessische Odenwaldschule, bevor er 1923 zur Freien Schulgemeinde nach Thüringen wechselte und dort bis 1926 blieb. Sein anschließendes Studium der Kunstgeschichte musste er 1931 abbrechen, nachdem sein Vater sehr früh verstorben war. Stattdessen musste er sich um die Schuhfabriken seines Vaters kümmern, die durch die Weltwirtschaftskrise in Turbulenzen geraten waren. 1933 vor antisemitischer Verfolgung durch die Nationalsozialisten nach Frankreich emigriert, war er zunächst in der Werbung tätig, bevor er 1935 nach England ging, wo er in der Leicester Art Gallery arbeiten konnte. Nach Kriegsausbruch 1939 wurde er als Enemy Alien im Hutchinson Internment Camp auf der Isle of Man interniert und später nach Kanada deportiert, bevor er 1942 nach England zurückkehren, dort bleiben und wieder beruflich tätig werden durfte. 1947 wurde er Direktor der City Art Gallery in York, begründete das York Festival und leitete dieses bis 1966. 1958 wurde ihm von Königin Elizabeth II. der Orden The Most Excellent Order of the British Empire verliehen. Bis 1975 lehrte Hess an der Sussex University Kunsttheorie und Geschichte.

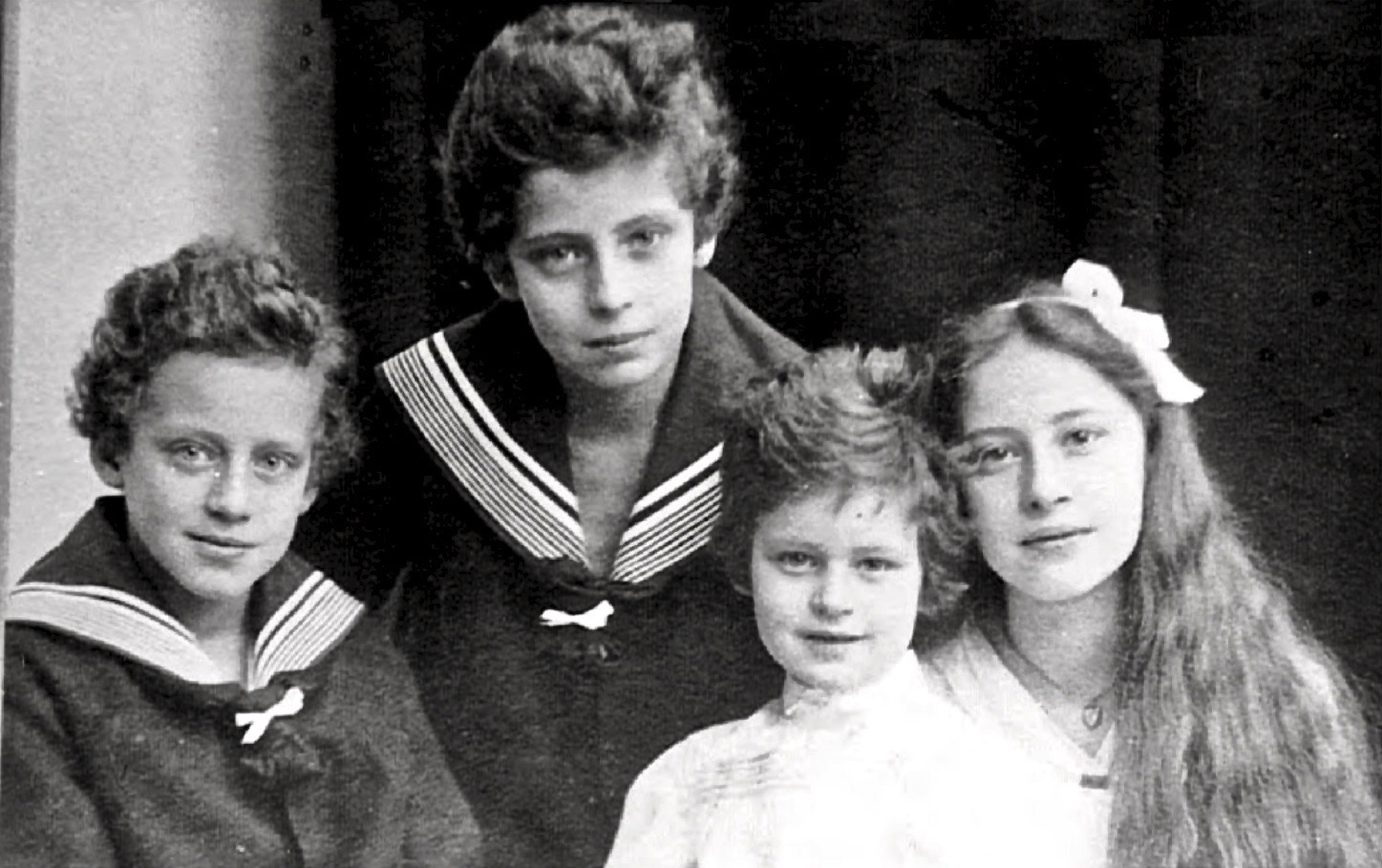
Horst Horster (3. von links), um 1908

- Horst Horster (1903–1981), ein Sohn des Zauberkünstlers Conradi-Horster und dessen Ehefrau Paula, geborene Breckling,[138] war vom 7. April 1913 bis zum 1. März 1920 Schüler der Freien Schulgemeinde, in der er der Kameradschaft von Hedda Gagliardi-Korsch angehörte und die KJVD-Gruppe des Internats mitbegründete. Als er zwei Jahre alt war, hatten sich seine Eltern scheiden lassen.[139] Seine Lehrerin und deren Ehemann Karl Korsch gerieten daher während der Internatszeit zu seinen Ersatzeltern, umgekehrt wurde er von diesen als Sohn angesehen. Beide waren mit Bertolt Brecht und Helene Weigel befreundet, so dass Horst diese ebenfalls kennenlernte. Nach seinem Schulabbruch besuchte er die Unterrichtsanstalt des Kunstgewerbemuseums in Berlin, machte dort bei Waldemar Raemisch eine Ausbildung zum Silberschmied und unterrichtete von 1923 bis 1926 als Lehrer in Wickersdorf das Fach Werken. 1926 heiratete er Karl Korschs Sekretärin Angelina Grochowalska, die im italienischen Brescia geboren wurde und in Paris aufgewachsen war. 1928 soll er sich in Berlin-Reinickendorf eine eigene Werkstatt eingerichtet und als Metallbildhauer gearbeitet haben.[140] Nach dem Suizid von Ernst Putz 1933 rieten ihm Hedda und Karl Korsch zur Emigration. Er ging mit seiner Familie nach Dänemark, wo er in Kopenhagen eine Silberschmiedwerkstatt einrichtete und als Hobby ein deutschsprachiges Marionettentheater betrieb.[141][134][142]

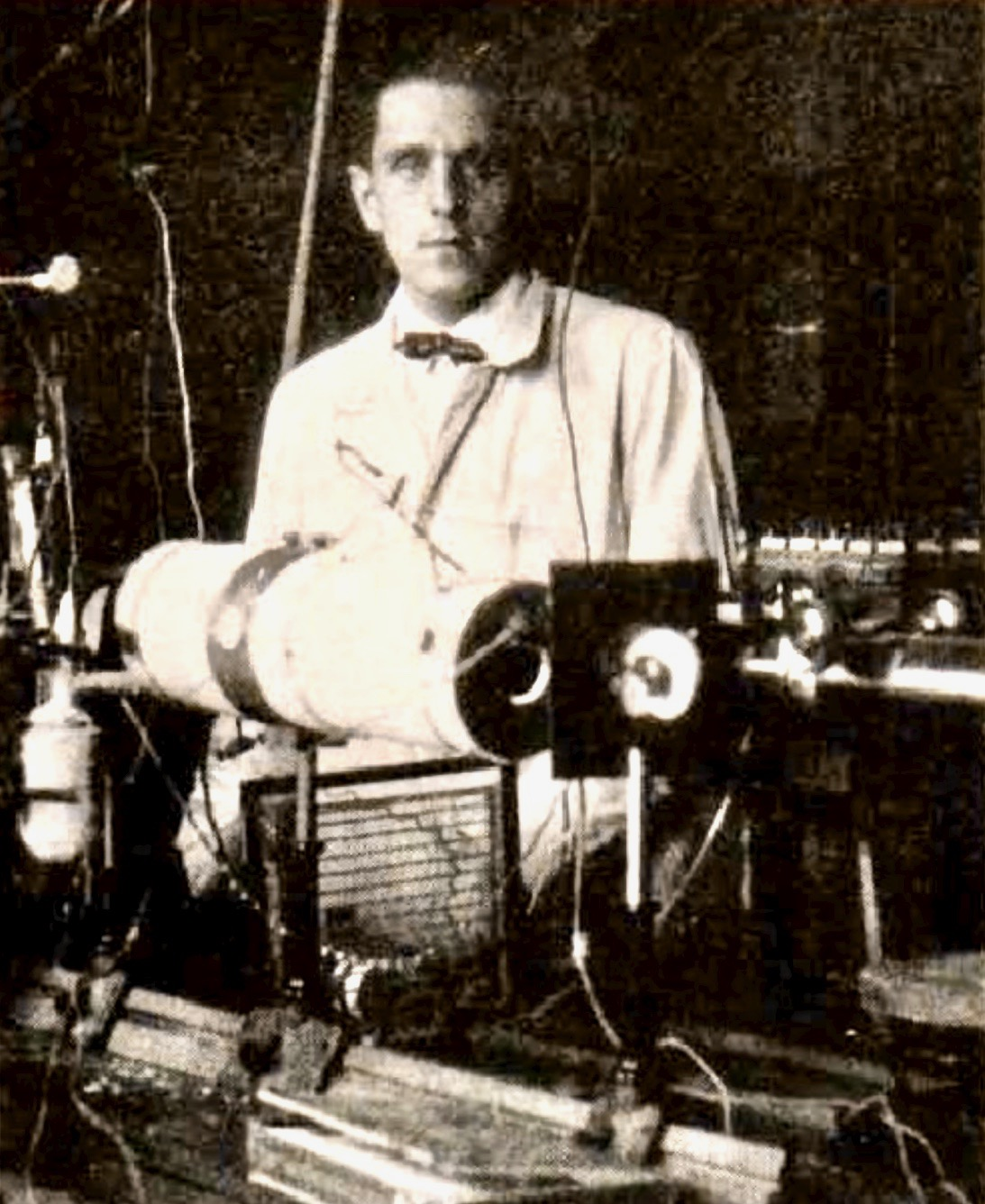
Fritz Houtermans, 1927

- Friedrich Georg Houtermans besuchte von 1919 bis 1921[143] das Wickersdorfer Internat. Er gilt als eine der originellsten und einfallsreichsten Physiker-Persönlichkeiten, die in der ersten Hälfte des 20. Jahrhunderts im deutschsprachigen Raum gewirkt haben.[144] Sein Vater war der in Zoppot lebende promovierte Jurist und Bankier Otto Houtermans (1878–1936).[145] Fritz kam aus Wien, wo er seit etwa 1906/07 bei seiner alleinerziehenden Mutter, der promovierten Chemikerin Elsa Houtermans (1878–1942), geborene Wanek, aufgewachsen war.[146] Er hatte dort das Akademische Gymnasium besucht, war jedoch von diesem verwiesen worden, nachdem er am 1. Mai 1919 in dessen Foyer aus dem Kommunistische Manifest rezitiert hatte.[147] So gelangte der Primaner für seine beiden letzten Schuljahre in die FSG nach Wickersdorf und bestand seine Reifeprüfung 1921 als Externer an der Oberrealschule im thüringisch-fränkischen Sonneberg.[148] Fritz studierte von 1922 bis 1928 an der Georg-August-Universität in Göttingen Physik und promovierte mit einer Dissertation Über die Bandenfluoreszenz des Quecksilberdampfes bei James Franck. Anschließend nahm er an der Technischen Hochschule Berlin eine Assistenz bei dem Physiker und Nobelpreisträger Gustav Hertz wahr. 1930 heiratete er Charlotte Houtermans, geborene Riefenstahl, seine Kommilitonin.[149][150] Als Mitglied der KPD musste er nach der Machtabtretung an die Nationalsozialisten emigrieren und ging via Kopenhagen nach England, wo er kurzzeitig in einem Industrielabor der EMI (Electrical and Musical Instruments Ltd., bekannt durch die Marke His Master’s Voice) arbeitete. Diese Arbeit lag ihm jedoch nicht. Seine kommunistische Orientierung wurde jedoch auch dort nicht gern gesehen, so dass er 1934 in die Sowjetunion übersiedelte.[147][151] Dort war er am Ukrainischen Physikalisch-Technischen Institut in Charkow als Laborleiter tätig. Dort befasste er sich mit der Physik thermischer Neutronen. Während der Stalinistischen Säuberungsaktionen wurde er am 1. Dezember 1937 inhaftiert und gefoltert. 1940 wurde er in das Deutsche Reich abgeschoben und dort durch die Gestapo inhaftiert. Der Physik-Nobelpreisträger Max von Laue erreichte seine Freilassung und vermittelte ihm eine Anstellung am privaten Forschungsinstitut von Manfred von Ardenne in Berlin-Lichterfelde.[152] Während der NS-Zeit galt Fritz Houtermans als „Mischling 2. Grades“, weil dessen Großmutter mütterlicherseits jüdischer Abstammung war. Diese gehörte der Wiener Familie Karplus an.[147][153] An Ardennes Institut befasste er sich u. a. mit der Physik der Kernspaltung. Er ließ sich auf der Basis geltenden NS-Eherechts von seiner in den USA lebenden Ehefrau Charlotte scheiden, ohne dass diese in den USA darüber informiert wurde. Dies brachte ihm in der Nachkriegszeit den Vorwurf der Bigamie ein.[153] 1944 heiratete er Ilse Bartz, die an Ardennes Institut als Chemikerin tätig war. 1944 bis 1945 arbeitete er an der Physikalisch-Technischen Reichsanstalt in Berlin. Nach Kriegsende arbeitete er bis 1952 als außerplanmäßiger Professor an der Georg-August-Universität in Göttingen.[154] 1950 veröffentlichte er gemeinsam mit einem Leidensgenossen ein Buch über seine Erfahrungen in sowjetischen Gefängnissen. Von 1952 bis zu seinem Tod 1966 nahm er eine ordentliche Professur am Physikalischen Institut der Universität Bern wahr.[155][156][157] Er zählt zu den Begründern der Nukleargeologie. 1953 heiratete er seine erste Ehefrau Charlotte erneut.[158] 1955 heiratete er Lore Müller. Aus erster Ehe hatte er zwei, aus zweiter Ehe drei Kinder und aus vierter Ehe ein weiteres Kind. Im Jahr 1973 wurde ein Mondkrater nach ihm benannt.[159] Die European Association of Geochemistry vergibt seit 1990 jährlich den Houtermans Award.[160]
- Walter Jacobi wurde von 1933 bis 1935in der Schulgemeinde Wickersdorf unterrichtet. Er studierte an der Ingenieurschule Technikum Ilmenau[161] und arbeitete von 1940 bis 1945 im Stab von Wernher von Braun in der Versuchsstelle des Heeres Peenemünde auf der Ostseeinsel Usedom. Dadurch gehörte er nach Kriegsende zu den deutschen Wissenschaftlern, die in der Operation Paperclip in die Vereinigten Staaten verbracht wurden, um dort die Raketenentwicklung weiter fortzusetzen. In der Folge zählte er zu den NASA-Raumfahrtpionieren.[162][163] Er galt als Experte für Treibstoffventile für die V2 und die Saturn V.[164][165]

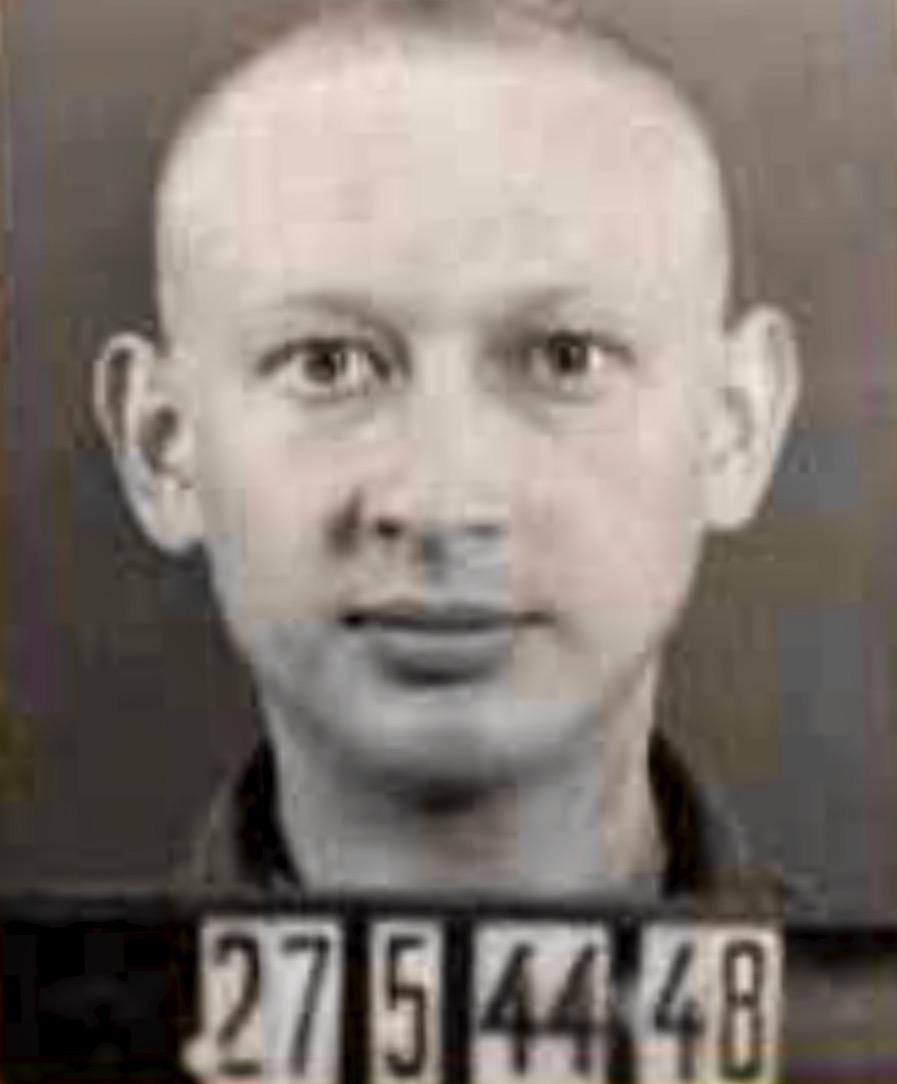
Max Kahn als KZ-Häftling 1944

- Max Joseph Julius Kahn (* 21. Juli 1919 in Magdeburg; † 2. November 1982 in Berlin) war der Sohn des in Magdeburgs Eichendorffstraße 10 ansässigen (jüdischen) Arztes Julius Kahn (* 1. Dezember 1885 in Altenbamberg, Rheinland-Pfalz; † 1. April 1939 in Magdeburg) und dessen Ehefrau Helene Marie Luise (* 19. März 1895 in Schönebeck, Sachsen-Anhalt; † 3. März 1948 in Magdeburg), geborene Gans.[166] Nach dem Besuch der Volksschule und ab Ostern 1929 der Sexta des Realgymnasiums in Magdeburg wechselte Max 1930 zur Freien Schulgemeinde nach Wickersdorf. Dort freundete er sich eng mit Arnold Fanck jun. an. Er wollte die Reifeprüfung ablegen und wie sein Vater Mediziner werden. Der während der NS-Zeit als so genannter „Mischling 1. Grades“ („Halbjude“) klassifizierte blonde und blauäugige Max Kahn erlitt am 17. Februar 1934 in Wickersdorf durch seinen Mitschüler Walter Helmuth Külz (* 15. Juli 1918 in München; † 1986 in San Francisco) einen Steckschuss in den Hals, ein Querschläger, der vom Kugelfang einer Zielscheibe abprallte.[167][168] Walter Külz entschied sich Arzt zu werden und emigrierte 1953 in die Vereinigten Staaten.[169][170] Max Kahn erhielt nach seinem Ende September 1934 erfolgten Abgang von der Schulgemeinde Wickersdorf eine Ausbildung als Autoschlosser bei der Magdeburger Firma Carl Camin in der Landwehrstraße 6. Diese brach er ab, weil er aufgrund des Bekanntheitsgrades seines Vaters als örtlich praktizierender jüdischer Arzt antisemitischer Diskriminierung seitens Arbeitskollegen ausgesetzt war. Er zog deshalb nach Berlin, wo ihn niemand kannte, und beendete dort seine Ausbildung bei der Firma E. Schuster in Berlin SW 29 (Kreuzberg). Im Kontext der Novemberpogrome 1938 wurde sein Vater am 10. November 1938 festgenommen.[171] Wenige Monate später verstarb er im Alter von nur 53 Jahren;[172] als Ursache sind brutale Verhörmethoden (Gewehrkolben – innere Blutungen) familiär überliefert, die jedoch in der amtlich dokumentierten Todesursache nicht erwähnt wurden. In den Jahren 1940/41 diente Max als Kraftfahrer der Gebirgsjäger in der Wehrmacht und war im Kontext des Unternehmens Weserübung für den Nachschub der Truppe auf der rund 1850 km langen Route zwischen Oslo und Kirkenes eingesetzt. 1941 wurde er aufgrund seiner Klassifizierung als „Mischling 1. Grades“ („Halbjude“) aus der Wehrmacht entlassen. In Magdeburg lernte er eine jüdische Frau kennen, mit der er einen Sohn bekam. Durch die Geburt des Kindes wurde die Beziehung amtlich bekannt. Am 23. Februar 1944 wurde er deshalb 24-jährig wegen Rassenschande festgenommen und durch die Staatspolizeileitstelle (StaPo LSt) in Magdeburg zunächst in das Gestapo-Auffanglager Magdeburg-Rothensee und am 27. Mai 1944 als politischer Gefangener (Häftlingsnummer 9754) in das „Schutzhaftlager“ des Konzentrationslagers Buchenwald deportiert.[173] Von dort aus wurde er aufgrund seiner Berufsausbildung in der Schlosserei der Deutschen Ausrüstungswerke (DAW), eines Rüstungsunternehmens der SS, beschäftigt. Frau und Kind sollen in einem Vernichtungslager ermordet worden sein. Nach rund einem Jahr wurde Max Kahn durch die anrückende US-Armee aus Buchenwald befreit und am 7. Mai 1945 formell aus der Lagerhaft entlassen.[174] Als Bürgen gab er zu diesem Anlass neben seiner Mutter den in Magdeburg niedergelassenen Arzt und früheren SPD-Stadtrat Ernst Thesing und den Chirurgen Georg Friedrich Hestermann (* 22. Juni 1892 in Wilhelmshaven) an.[175] Max heiratete am 9. Juli 1945 die Kinderpflegerin Ruth Weineck (1927–2009). Aus dieser Ehe gingen drei Kinder hervor, zwei Töchter (* 1947; * 1953) und ein Sohn (* 1952). Max Kahn war in der zweiten Hälfte der 1940er Jahre in seiner Geburtsstadt als Hundeführer bei der Polizei tätig. Im Jahr 1948 starb seine Mutter im Alter von 52 Jahren.[176] Kurz vor der Staatsgründung der DDR flüchtete das Paar mit seiner Tochter am 16. Juli 1949 nach West-Berlin.[177] Dort konnte Max Kahn an seinen erlernten Beruf anknüpfen; später war er bei den Berliner Verkehrsbetrieben (BVG) beschäftigt. Um 1951 plante die Familie eine Emigration nach Kanada, die jedoch nicht realisiert wurde.[178] Eine zeitlebens andauernde Freundschaft verband Max Kahn mit seinem Wickersdorfer Lehrer und Kameradschaftsführer Arthur Armin Helbling (* 3. Januar 1907 in Epsach, Kanton Bern, Schweiz), nach dem er seinem Sohn den Vornamen Armin gab. Spätestens in den 1970er Jahren suchte Max Kahn wieder mit Schulfreunden Kontakt, neben Arnold Ernst Fanck und Werner Mehr auch mit Friedrich Schönfelder. Er verstarb im Alter von 63 Jahren nach langer Krankheit.[179]
- Gottfried-Karl Kindermann besuchte 1941 die Schulgemeinde in Wickersdorf. Auf Wunsch seiner Eltern musste er dieses Internat verlassen und zu einer anderen Schule wechseln. Er besetzte 1967 den ersten Lehrstuhl für Internationale Politik am Geschwister-Scholl-Institut der Ludwig-Maximilians-Universität in München.[180]
- Ernst Klink, Sohn des NS-Bezirksleiters in Offenburg, Eugen Klink (1894–1930),[181] und der NS-Reichsfrauenführerin Gertrud Scholtz-Klink,[182] besuchte die Freie Schulgemeinde von 1938 bis 1940. Im Sommer 1941 trat er der SS bei und wurde zur Leibstandarte SS Adolf Hitler abkommandiert. Als Angehöriger der 11. Kompanie unter Joachim Peiper nahm er 1943 an der Schlacht bei Charkow teil. Der SS-Unterscharführer wurde gleich zu Beginn des Unternehmens Zitadelle, am 5. Juli 1943, schwer verwundet, so dass er in der Folge nicht mehr an der Front eingesetzt werden konnte.[183] Nach dem Krieg studierte er an der Eberhard Karls Universität Tübingen Geschichte, Germanistik, Philosophie und Anglistik. Nach einem längeren Studienaufenthalt in Finnland promovierte er 1957[184] bei Hans Rothfels[185] mit Untersuchungen zum finnisch-schwedischen Streit um die Ålandsinseln, 1917–1921. Später wurde Mitarbeiter der Schriftenreihe Geschichte und Politik.[184] Er war Mitglied der Hilfsgemeinschaft auf Gegenseitigkeit der Angehörigen der ehemaligen Waffen-SS (HIAG), der Veteranenorganisation der Waffen-SS, und arbeitete 1958 als Pressesprecher für deren Tübinger Sektion.[183] Im Oktober 1958 wurde Klink Mitarbeiter des neuen Militärgeschichtlichen Forschungsamtes (MGFA)in Freiburg im Breisgau. Dort war Klinks Mitgliedschaft in der Waffen-SS bekannt, seine Mitgliedschaft in der HIAG und seine andauernde Freundschaft mit Joachim Peiper jedoch nur wenigen.[186] Klink hielt Kontakt zu den Veteranen der Waffen-SS, neben Peiper zu Walter Harzer, der die Formulierung der Historie von SS-Divisionen für die HIAG koordinierte.[187] Klink kooperierte mit Peiper und Harzer hinsichtlich einer Darstellung der Schlacht bei Charkow.[188] Klink besorgte der HIAG Dokumente aus dem Bundesarchiv, half mit Auskünften und Vorträgen.[187] Er bereinigte persönliche Unterlagen von SS-Veteranen und eliminierte belastende Geständnisse.[189] Klink nutzte seine Stellung als Historiker im MGFA für die Sache der Waffen-SS durch gezielte Beeinflussung von Journalisten.[190] 1976 beriet er den Regisseur Jost von Morr für eine Dokumentation über das Malmedy-Massaker. Der fertige Film orientierte sich an der Perspektive der Veteranen, wonach die SS für einen ungeklärten Vorfall während der Ardennen-Offensive verantwortlich gemacht worden sei. Auch für eine mehrseitige Reportage in der Illustrierten Quick stellte Klink das Material zur Verfügung.[191] Innerhalb des Militärgeschichtlichen Forschungsamtes kam es zwischen Klink und anderen Historikern zu Konflikten, sobald es um die tatsächliche Rolle der Waffen-SS und deren historische Einschätzung ging.[192] Der Historiker Jens Westemeier beurteilt Klink als einen „der wichtigsten Lobbyisten für die hauseigene Geschichtsklitterung“ der HIAG.[187]
- Heinz Kohn kam 13-jährig gemeinsam mit seinem 14-jährigen Cousin Walter (* 1906) in die Freie Schulgemeinde. Während Walter bereits im selben Jahr erneut die Schule wechselte (er war später in Arizona Bibliothekar in der Library des Universitätsklinikums),[193] blieb Heinz bis 1923 und gehörte der Kameradschaft von Carl Maria Weber an.[194] Bei Peter Suhrkamp hatte er 1920/21 Deutschunterricht, eine Bekanntschaft, auf die er nach dem Zweiten Weltkrieg zurückgreifen konnte. Mit der Mittleren Reife verließ Heinz die FSG und machte in Augsburg eine Lehre im Buchhandel. Nach deren Abschluss arbeitete er in Bremerhaven für den SPD-nahen Verlag der Norddeutschen Volksstimme, danach in der Reichshauptstadt Berlin für die Büchergilde Gutenberg. Mit seinem Freund Friedrich Oetinger leitete er in Hamburg die Heinrich Heine-Buchhandlung. Die beiden gaben nebenbei Schriften gegen den Nationalsozialismus heraus. 1933 flüchtete der 26-jährige Heinz in die Niederlande, wo er seinen Vornamen auf „Hein“ verkürzte. Dort gründete er noch im selben Jahr den Exilverlag Boekenvrienden Solidariteit, 1936 den Exilverlag Het Nederlandsche Boekengilde, und gab bis 1940 rund 75 Bücher heraus, insbesondere solche, die im Deutschen Reich verbrannt bzw. verboten worden waren.[195] Nach dem Überfall auf die Niederlande durch die deutsche Wehrmacht wurde er 1942 bei einer Razzia verhaftet und in ein Arbeitslager gebracht, aus dem er jedoch fliehen konnte. Bis 1945 hielt er sich in seinem eigenen Haus versteckt.[196][197] 1951 gründete er in Amsterdam das Internationaal Literatuur Bureau, wozu er auf alte Kontakte zu Bertolt Brecht, Thomas Mann und Peter Suhrkamp zurückgreifen konnte. Als Verleger und Literaturagent brachte er den Niederländern nach dem Krieg die deutsche Literatur wieder nahe. Mit Gustav Wyneken hatte er nach dem Krieg ebenfalls wieder Kontakt.[193] Aus seiner Ehe mit Rosel, geborene Sirch, ging der Sohn Menno (* 1945) hervor.[198]

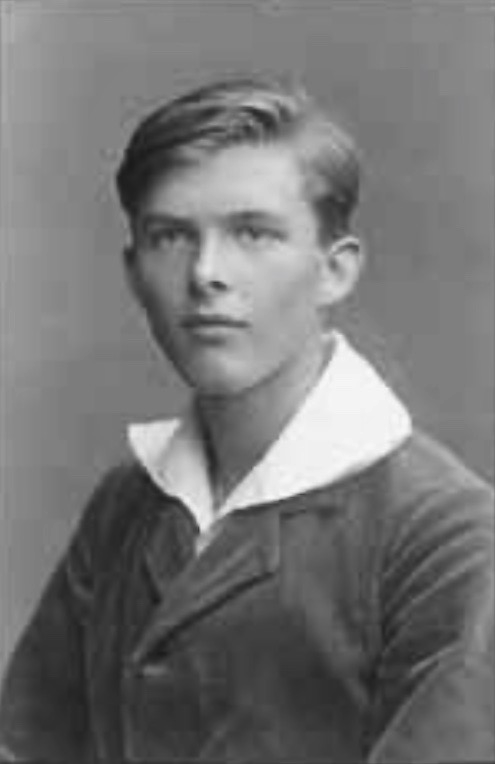
Erich Krems, um 1913

- Erich Krems war einer der Lieblingsschüler Gustav Wynekens,[69] um dessen Freundschaft Wyneken geradezu buhlte.[199] Erich gehörte mit Walter Benjamin, Hans Blüher, Ernst Joëll, Hans und Walter Koch, Hans Kollwitz, Alfred Kurella und Alexander Rüstow dem so genannten Westender Kreis an,[200] der den linken Flügel der bürgerlichen Jugendbewegung zusammenführte.[201] Er war bis zum Beginn der Sommerferien 1914 in der Freien Schulgemeinde und meldete sich als Kriegsfreiwilliger. Knapp zwei Jahre später fiel er am 10. März 1916 in der Schlacht um Verdun[202] als Leutnant der Reserve des Reserve-Infanterie-Regiments Nr. 23, das der 12. Infanterie-Division unterstand. Er war sehr eng mit Peter Kollwitz (1896–1914) befreundet, dem jüngsten Sohn der Bildhauerin Käthe Kollwitz,[203][202] die sich von Erich sehr beeindruckt zeigte. Er, Hans Koch, Peter Kollwitz und Richard Noll waren in den Sommerferien 1914 gemeinsam zum Wandern in Norwegen gewesen, hatten dort gemeinsam den Plan gefasst, in den Krieg zu ziehen, und den Urlaub sofort abgebrochen.[204][205] Die Nachricht von Peter Kollwitz’ Tod in der Nacht vom 22. auf den 23. Oktober 1914 gab Erich per Feldpostbrief an seinen verehrten Lehrer Gustav Wyneken weiter. Erich schrieb: „Glaub bloß keine von den üblichen Redensarten von dem »vorzüglichen Geist in unserem Heer«. Es gibt nichts, was der Soldat draußen mehr wünscht, als den Frieden… Das Gefühl ist allgemein: Welch sinnloses, fürchterliches Ding der Krieg ist! Wie ihn keiner gewollt, nicht der Belgier, der auf mich zielt, nicht der Engländer, auf den ich anlege“.[206] Käthe Kollwitz, die an den Freunden ihres Sohnes intensiv Anteil nahm, bezog sich am 11. Oktober 1916 in ihrem Tagebuch auf Erich Krems: „Peter, Erich, Richard, alle stellten ihr Leben unter die Idee der Vaterlandsliebe. Dasselbe taten die englischen, die russischen, die französischen Jünglinge. […] Ist also die Jugend in all diesen Ländern betrogen worden? Hat man ihre Fähigkeit zur Hingabe benutzt, um den Krieg zustande zu bringen? […] Ist es ein Massenwahnsinn gewesen? Und wann und wie wird das Aufwachen sein.“[207] Im Jahr 1920 fertigte sie im Rahmen ihrer Holzschnitt-Folge Krieg das Werk „Die Freiwilligen“,[208] die wie in Trance dem trommelnden Tod folgen. Erich ist darin dargestellt. Über ihn ist ein Video im Online-Angebot der Deutschen Welle sowie bei YouTube abrufbar.[209][210]
- Walter Georg Kühne, Sohn des FSG-Kunstlehrers, Malers, Grafikers und Zeichners Walter Kühne (1875–1956), wechselte Ostern 1925 zur Schule am Meer nach Juist, wo er 1930 seine Reifeprüfung bestand.[211] Zeitlebens befreundet war er mit FSG-Schüler Ernst Putz. Kühne emigrierte zur Zeit des Nationalsozialismus nach Großbritannien. Zu Beginn des Zweiten Weltkrieges begeisterte er die Paläontologen der University of Cambridge, denen er Stoßzähne von selbst entdeckten Mammuts vorlegte.[212][213][214][215] Nach dem Krieg nach Deutschland zurückgekehrt, studierte und promovierte er und wurde habilitiert. Er lehrte später an der Freien Universität in Berlin, deren Institut für Paläontologie er 1958 begründete.[216] Er wurde auch als Fachbuchautor bekannt.
- Erika Susanna Landsberg (1906–1979) besuchte vom 13. August 1918 bis zum 30. Juni 1921 die F.S.G. und wurde dann „krankheitshalber“ nach Breitbrunn am Ammersee abgemeldet. Anschließend besuchte sie das Töchterpensionat Wieler der jüdischen Geschwister Anna (1889–1941) und Irma Wieler (1882–1942) in Konstanz am Bodensee, das von 1912 bis etwa 1933 bestand und danach bis 1938 als „Familien-Pension Wieler“ geführt wurde. Sie führte u. v. a. eine Beziehung mit  Manfred Hausmann und war insgesamt sechs Mal verheiratet, mit dem Kaufmann Theodor Ernst Simon (1897–1965), dem Sohn des Großindustriellen und Kunstsammlers Eduard Georg Simon, mit dem Bankier und Kunstförderer Gustav Glück, mit dem britischen Autor, Politiker und Spezialisten für psychologische Kriegsführung, Richard Howard Stafford Crossman, mit dem Schweizer Autor, Filmschauspieler und Abenteurer Hans von Meiss-Teuffen, mit dem Schweizer Ingenieur Herman L. Sieber (1919–1982) sowie dem Physiker Fritz Levi (1901–1966). Aus ihrer ersten und ihrer fünften Ehe ging je eine Tochter hervor.[217][218][219][220][221]

Elsy Leitz

- Elsy Anna Grace Leitz aus Wetzlar besuchte zunächst die Höhere Töchterschule ihrer Heimatstadt, danach von 1917 bis 1920 die Freie Schulgemeinde in Wickersdorf. Da die FSG zu dieser Zeit noch keine Reifeprüfung abnehmen durfte, wechselte Elsie 1921 zu diesem Zweck an die Oberrealschule Berlin-Mariendorf. In Frankfurt am Main studierte sie Volkswirtschaften und Sprachen, wechselte nach München an die Handelshochschule und erhielt dort 1924 ihr Diplom als Kauffrau. Ebenfalls in München schloss sie ein Jurastudium an und schloss dieses in Berlin als Kammergerichtsreferendarin ab. Ihr Referendariat absolvierte sie in  Bad Vilbel am dortigen Amtsgericht, anschließend am Amts-, Landes- und Oberlandesgericht Frankfurt am Main. Sie promovierte „cum laude“ an der Johann Wolfgang Goethe-Universität mit einer Dissertation zu Reformen der Ehegesetzgebung.[222] Mit der Machtabtretung an die Nationalsozialisten sanken ihre Chancen auf eine Tätigkeit als Rechtsanwältin drastisch, da dies von deren Rollenverständnis abwich. 1935 heiratete sie den Volkswirtschaftler Kurt Kühn, der für die Adlerwerke tätig war. Aus der Ehe gingen drei Kinder hervor.[223][224] 1943 wurde sie von der Gestapo verhaftet und saß ein halbes Jahr in Frankfurt am Main ein. Der Vorwurf lautete, sie habe sich gegenüber so genannten Ostarbeiterinnen (Zwangsarbeiterinnen) zu human verhalten und zudem einer Jüdin bei der Flucht geholfen. 1948 wurde ihre Ehe geschieden. 1957 machte sie sich um die Aussöhnung mit Frankreich verdient und begründete die Vereinigung Deutsch-Französischer Gesellschaften für Europa (VDFG). Beeindruckt von Albert Schweitzer engagierte sie sich für dessen Projekte in Afrika.[225] Im Jahr 1979 wurde sie wie zuvor ihr Vater und Großvater zur Ehrenbürgerin ihrer Heimatstadt ernannt.[226] Sie war auch Ehrenbürgerin der französischen Stadt Avignon. Sie erhielt das Große Verdienstkreuz des Verdienstordens der Bundesrepublik Deutschland und den Orden der Palmes Académiques der Republik Frankreich.[227] Der Elsie-Kühn-Leitz-Preis wird seit 1986 vergeben. 2015 wurde eine Straße in Wetzlar nach ihr benannt.[228]
- Ernst Leitz III war von 1915 bis 1920 Schüler der Freien Schulgemeinde. Ernst III bestand 1924 die Reifeprüfung und war als Kaufmann im optischen Unternehmen seiner Familie tätig. Nach 1945 engagierte er sich politisch in der CDU.[229]
- Günther Leitz, ab 1920 in der Freien Schulgemeinde, wechselte Ostern 1925 zur Schule am Meer nach Juist. Den Schulalltag dokumentierte er fotografisch mit einer Leica-Kleinbildkamera.[230] Nach einer kaufmännischen Ausbildung übernahm Günther Leitz die Geschäftsführung der Ernst Leitz GmbH. Er widmete sich vorrangig dem Aufbau einer Forschungsabteilung für optische Gläser und dem Aufbau eines Werks in Canada. Direkt vor ihm hatten auch seine drei älteren Geschwister die FSG besucht, Elsie (1903–1985) von 1917 bis 1920, Ernst von 1915 bis 1920 und Ludwig (1907–1992) von 1916 bis 1920.[76]
- Erhart Löhnberg (1903–1989) war vom 7. April 1913 bis zum 1. Oktober 1917 sowie von Ostern bis Herbst 1920 Schüler der Freien Schulgemeinde.[76] In den 1920er Jahren schloss er sich in Berlin pazifistischen Gruppen an, studierte Soziologie und Psychologie an der Humboldt-Universität zu Berlin und fungierte als Vorstandsmitglied und Schriftführer des Wissenschaftlich-humanitären Komitees am Berliner Institut für Sexualwissenschaft. 1933 promovierte er bei Alfred Vierkandt[231] und arbeitete zunächst als Hauslehrer bei jüdischen Familien. Nach Verhören durch die Gestapo emigrierte Erhart über die Schweiz und Belgien nach Südamerika. In Boliviens Hauptstadt La Paz arbeitete er als Lehrer und Korrespondent und schloss sich sozialdemokratischen Gruppen an, die gegen das NS-Regime agierten. 1952 siedelte er nach England um und war dort in Sheffield und Newcastle als Lehrer für Mathematik und Naturwissenschaften tätig. 1958 kehrte er nach Deutschland zurück, wo er in Heidelberg und Nürnberg als Lehrer an Privatschulen arbeitete. 1964 ließ er sich in West-Berlin nieder und gab 1975 ein zweibändiges kommentiertes Werk zur Einführung in Das Kapital von Karl Marx heraus.[232][233]
- Der in Wickersdorf geborene Klaus Luserke (* 5. Oktober 1912) war von 1921 bis 1925 Schüler der Freien Schulgemeinde und wechselte 1925 zur Schule am Meer nach Juist. Dort legte er im Frühjahr 1931 seine Reifeprüfung ab,[234] um danach ein Studium aufzunehmen. Er war zunächst im Verlagswesen tätig, als Reichsredner der völkischen Deutschen Glaubensbewegung aktiv, Mitarbeiter des Volksbundes für das Deutschtum im Ausland und Mitglied des Nationalsozialistischen Deutschen Studentenbundes. 1935 bewarb er sich für die SS und beteiligte sich im selben Jahr erstmals an der musikalischen Gestaltung der Weihnachtsfeier für die SS-Hauptämter,[235] die für ihr Schulungsamt gezielt akademisch gebildete Männer von außen anwarben.[236] Er arbeitete in dem für die Indoktrination der SS-Angehörigen zuständigen SS-Schulungsamt, das zunächst dem Rasse- und Siedlungshauptamt der SS (RuS H.A.) unterstellt war, ab August 1938 dann dem SS-Hauptamt (SS-H.A.). Dort war er in dessen Hauptabteilung III Kulturelle Gestaltung in der Abteilung A Feiergestaltung unter Kurt Eggers Referent für „Stoffsammlung“ und in Personalunion zugleich in der Abteilung B Referent für „Musiker“,[237] wo er wiederholt die kultischen Thingspiele der SS anlässlich der Sonnenwende einstudierte.[238][239] Dann jedoch wurde der SS-Unterscharführer Klaus Luserke, SS-Nr. 277 005, im Juli 1937 aus disziplinarischen Gründen aus der SS ausgeschlossen,[240] weil seine Verbindungen zu einem Käufer pornographischer Literatur bekannt wurden. Für die SS galt das als ehrrührig. Klaus Luserke richtete daraufhin ein „Gnaden- und Wiederaufnahmegesuch“ an Heinrich Himmler persönlich, das von diesem angenommen wurde, weil es sich um eine „ausgeprägte Jugendtorheit“ gehandelt habe, Klaus Luserke aber „im Grunde anständig und ordentlich“ sei. Himmler ordnete an, die SS solle ihm bei der Ergreifung des Schriftsteller-Berufes helfen und ihm eine Aufwandsentschädigung für den Besuch der Reichspresseschule zahlen.[241] Himmler ließ ihn zwecks Bewährung zu den SS-Totenkopfverbänden einziehen und erteilte ihm den persönlichen Befehl, „bis Weihnachten zu heiraten“.[238]
- Von 1927 bis 1928 war die aus Königsberg in Ostpreußen stammende spätere Schauspielerin, Kinder- und Jugendbuchautorin Eva Marder (* 10. August 1916 in Königsberg, Ostpreußen; † 16. September 1987 in München) Schülerin der Freien Schulgemeinde.[76] Sie kam aus dem Haushalt eines Arztehepaares und war sehr am Darstellenden Spiel sowie am schriftstellerischen Schreiben interessiert. Sie besuchte später eine Berliner Schauspielschule. Nach ihrer Heirat mit einem Arzt, ihrer dadurch bedingten Namensänderung zu Eva Cremer und der Geburt ihrer Tochter in Berlin, siedelte sie wegen der dortigen Bombengefahr während des Zweiten Weltkrieges nach Bayern an den Tegernsee um, bekam in München noch einen Sohn und arbeitete ab 1947 als Autorin und Rezensentin für den Hörfunk des Bayerischen Rundfunks in München, dabei vor allem für das Kinderprogramm und den Schulfunk.[242] Ihren Mädchennamen verwendete sie weiter als Autorenpseudonym. Einige der Sendungen mit ihren selbstverfassten Geschichten für Grundschulkinder des 1. und 2. Schuljahres wurden vom Hessischen Rundfunk und dem Süddeutschen Rundfunk übernommen.[243]
- Hanskarl Müller-Buschbaum besuchte von 1942 bis 1949 die Schulgemeinde in Wickersdorf. Er studierte danach Chemie an der Ernst-Moritz-Arndt-Universität in Greifswald. Dort promovierte er 1960 bei Hans Witzmann Zum Emissionsverhalten samariumaktivierter Phosphore und floh vor dem Bau der Mauer in die Bundesrepublik. Dort arbeitete er zunächst in München bei der Siemens & Halske AG und später bei Wilhelm Klemm an der Westfälischen Wilhelms-Universität in Münster. 1966 habilitierte er bei Rudolf Hoppe an der Justus-Liebig-Universität in Gießen Über ein Verfahren zur Erzeugung sehr hoher Temperaturen im Laboratorium und seine Anwendung auf dem Gebiet der Festkörperchemie, mit Ergebnissen zur Darstellung und Strukturuntersuchung ternärer Oxoverbindungen vom Typ M2+M23+O4 sowie seltener Erdmetallsesquioxide. 1969 erhielt er einen Ruf an die Christian-Albrechts-Universität zu Kiel, wo er nach Ablehnung eines 1977 erfolgten Rufs an die Albert-Ludwigs-Universität nach Freiburg im Breisgau bis zu seiner Emeritierung im Jahr 1996 als ordentlicher Professor lehrte und Direktor des Kieler Instituts für Anorganische Chemie war.[244] Seine Pionierarbeiten über Oxocuprate schufen die Basis für Untersuchungen zu supraleitenden keramischen Materialien, für die Johann Georg Bednorz und Karl Alexander Müller 1987 den Nobelpreis für Physik erhielten.[245]

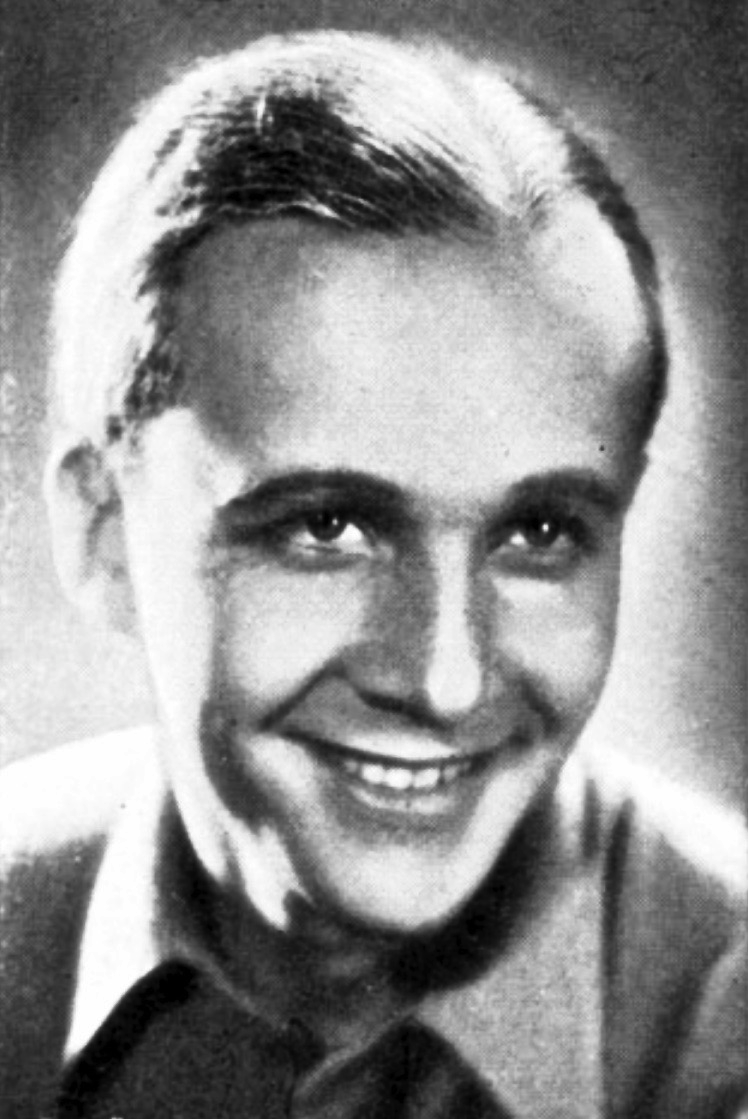
Fritz Erik Signy Odemar (frühe 1930er Jahre)

- Fritz Erik Signy Odemar (Künstlername: Erik Ode) war vom 1. Februar 1921 bis zum 15. Februar 1923 Schüler der Freien Schulgemeinde. Erik trat während seiner Wickersdorfer Schulzeit als Zwölfjähriger erstmals in einem deutschen Stummfilm als kindlicher Jesus auf.[246] Er war zuvor mehrmals von Schulen verwiesen worden und musste auch die FSG nach wiederholten Diebstählen verlassen.[247] Dennoch erinnerte er sich 1972 in seiner Autobiographie gern an diese Zeit zurück.[248][249] Als Schauspieler wurde er in den 1960er und 1970er Jahren einem breiten Publikum als Der Kommissar bekannt, stand aber auch als Regisseur hinter der Kamera und wirkte als Drehbuchautor.[250]
- Martin Okrusch war 1945 Schüler der Schulgemeinde Wickersdorf,[76] wechselte von dort an die Schule in Guben und 1953 weiter nach West-Berlin, weil er in Guben aus weltanschaulichen Gründen zwischen schriftlicher und mündlicher Reifeprüfung vom Schulbesuch ausgeschlossen worden war. An der'Freien Universität studierte er ab 1954 Erdwissenschaften, ab 1956 an der Julius-Maximilians-Universität in Würzburg Mineralogie mit den Beifächern Geologie und Physikalische Chemie. 1961 promovierte er und habilitierte sich 1968 für das Fach Mineralogie. Als Stipendiat der Deutschen Forschungsgemeinschaft ging er 1968/69 in die Vereinigten Staaten an die University of California. Nach seiner Rückkehr war er ab 1970 Wissenschaftlicher Rat und Professor an der Universität zu Köln, ab 1972 ordentlicher Professor an der Technischen Universität in Braunschweig, ab 1982 an der Julius-Maximilians-Universität in Würzburg. Im Oktober 2000 wurde er emeritiert,[251] ging jedoch weiterhin seiner Forschung nach. Nach ihm wurde das Mineral Okruschit benannt.[252]
- Kurt Pätzold besuchte die Freie Schulgemeinde von 1945 bis 1948. Er studierte danach an der Friedrich-Schiller-Universität in Jena Geschichte, Philosophie und politische Ökonomie, promovierte 1963 und habilitierte sich 1973 an der Berliner Humboldt-Universität. Er war in der DDR an der Relegation politisch missliebiger Studierender beteiligt und wurde 1992 entlassen.[253]
- Ernst Putz gehörte der 1906 von Luserke gegründeten Kameradschaft der „Bären“ an. In der Freien Schulgemeinde freundete er sich besonders mit seinem englischen Mitschüler Roland „Ro“ Friend (* 1897), mit Otto Gründler,[254] Walter Georg Kühne und Wilhelm „Will“ Jerosch (1898–1917) an.[255] Er gründete 1919 mit Max Bondy die Freie Schul- und Werkgemeinschaft Sinntalhof. Ernst Putz wurde von seiner Lehrerin Hedda Gagliardi-Korsch und deren Ehemann Karl Korsch politisiert, setzte sich – zuerst parteilos, später als KPD-Mitglied – für die Belange verarmter Landwirte ein und wirkte später als Reichstagsabgeordneter. Von den Nationalsozialisten in „Schutzhaft“ genommen, beging er 1933 Suizid. In Aufzeichnungen hielt er seine Erinnerungen an Wickersdorf fest, die seine enge Verbundenheit mit der Landschaft und den Menschen zeigen.[16]
- Hildegard Ilse Rasmussen (* 2. August 1905; † 20. Oktober 1939), in Chemnitz geboren, war in den Jahren 1919 und 1920 in der Freien Schulgemeinde. Ihr Vater Jørgen Skafte Rasmussen nahm beim Zusammenschluss zur Auto Union AG eine Schlüsselrolle ein. Ilse war mit Max Henning Krause (1891–1970) verheiratet, mit dem sie zwei Kinder hatte. Sie verstarb 34-jährig.
- Hans Werner Skafte Rasmussen war von 1917 bis 1924 in der Freien Schulgemeinde.[76] Er heiratete die FSG-Schülerin Clara Cordes (1907–1985). Nach seinem Schulabschluss machte er eine Ausbildung zum Techniker und wurde 28-jährig Technischer Direktor und Geschäftsführer eines Unternehmens seines Vaters Jørgen Skafte Rasmussen. Weil der Betrieb nach 1945 von der Sowjetischen Militäradministration als Rüstungsbetrieb eingestuft worden war, wurde er aufgrund seiner führenden Funktion in ein Lager des NKWD gebracht und kam dort nach zehn Wochen um.
- Ove Skafte Rasmussen war ab 1919 in der Freien Schulgemeinde. Er wechselte Ostern 1925 zur Schule am Meer.[256] Als Student der Staatswirtschaft in München war er ab Frühjahr 1930 Mitglied der Außengemeinde der Schule am Meer[257] und einer von deren Vertrauensleuten.[258] Er schloss mit zweifacher Promotion (Dr. oec. publ. et rer. pol.) ab und war später Geschäftsführer der Eisenwerk Erla G.m.b.H., die sein Vater 1928 übernommen hatte. 1949 gründete Ove in der Nähe von Frankfurt am Main die Rasmussen GmbH.[259]
- Edith Rothe war die Tochter des Politikers Carl Wilhelm August Rothe. Ihr älterer Bruder war Hans Rothe. Nach dem Besuch einer Höheren Mädchenschule in Leipzig war sie 1914 kurzzeitig in der Freien Schulgemeinde,[76] bis der Erste Weltkrieg ausbrach. Nach Kriegsende erhielt sie das Reifezeugnis eines Realgymnasiums. Sie studierte in Jena, Heidelberg, Kiel und Leipzig Germanistik, Kunstgeschichte und Geschichte und promovierte 1925 in Leipzig. Nach ihrem Volontariat in der Universitätsbibliothek Leipzig bestand sie zwei Jahre später die Staatsexamen für den höheren Dienst an wissenschaftlichen Bibliotheken und wurde zunächst an der Stadt- und Universitätsbibliothek in Frankfurt am Main tätig. Von dort wechselte sie nach Dresden, wo sie die Bibliothek des sächsischen Königshauses nach Schloss Moritzburg überführte, um dort eine Bibliothek aufzubauen. Sie absolvierte Studienaufenthalte in Paris und Rom, wirkte in großen Privatbibliotheken, erhielt als Frau aber keine dauerhaften Arbeitsverhältnisse in wissenschaftlichen Bibliotheken. 1933 versuchte sie daher, einen dritten beruflichen Abschluss zu erlangen. Im westpommerschen Stettin ließ sie sich von Erwin Ackerknecht im Volksbüchereiwesen ausbilden. Eine Festanstellung im Öffentlichen Dienst stand nun jedoch unter nationalsozialistischen Vorgaben. Die folgenden Jahre arbeitete sie jeweils kurzzeitig in Berlin, in London, in Halle an der Saale und in München. 1939 rief sie Prinz Ernst Heinrich von Sachsen an die Dante-Bibliothek seines Großvaters König Johann von Sachsen. Dort durfte sie frei wissenschaftlich arbeiten und erstellte den 1942 veröffentlichten Katalog dieser Bibliothek.[260] Die Dante-Bibliothek wurde in der Nacht vom 13. auf den 14. Februar 1945 bei den Luftangriffen auf Dresden komplett zerstört, obwohl sie sie von Schloss Moritzburg nach Dresden auf das Westufer der Elbe in die Keller der dort ansässigen Verwaltung ausgelagert hatte. 1945 bewarb sie sich bei der Stadtbibliothek Leipzig und fungierte ab November 1945 zunächst als deren kommissarische Leiterin und ab September 1946 als deren Leiterin, wo sie den 1943 auch dort verbrannten Buchbestand in Barthels Hof am Markt wieder neu aufbaute. Ab 1950 ermittelte der SED-Apparat (Ermittlungs- und Vollzugsamt der Stadtverwaltung Leipzig) gegen sie. Moniert wurde, dass ihre Personalzusammenstellung den führenden politischen Kräften in der DDR nicht entspreche und die Stadtbibliothek als „unpolitische Insel“ mit Einfluss auf das Lesepublikum gelten könne. In der Folge wurden Vorwände gesucht und im Buchbestand gefunden, um sie 1951 zu kündigen. Eine neue Anstellung fand sie über mehrere Jahre nicht. 1954 erhielt sie von der Sächsischen Akademie der Wissenschaften den Auftrag, die Bibliographie zur Geschichte der Stadt Leipzig zusammenzustellen. Sie arbeitete nach streng wissenschaftlichen Kriterien und weigerte sich demzufolge, politisch unliebsame Titel aus dem Verzeichnis zu entfernen. 1967 zog sie 70-jährig nach Heidelberg.[261][262]
- Hans-Heinz Sanden (1914–2003), ein Neffe des Kommunalpolitikers Bruno Asch und Sohn von dessen Bruder Hans,[263][264] war von 1928 bis 1932 an der Freien Schulgemeinde und dort zeitweise mit Rosemarie Bernfeld befreundet, einer Tochter von Siegfried Bernfeld. In seiner 1990 veröffentlichten Autobiographie erinnerte Hans-Heinz sanden an den „Eros Paidekos, dem in dieser Schule viel gehuldigt wurde“. Er erwähnte die sexuellen Übergriffe einer Reihe von Lehrern wie Joachim Georg Boeckh und Otto Peltzer auf Schüler sowie die Beziehung zwischen Gustav Wyneken und dem Schüler Herbert Könitzer und führte aus: „Ein weiteres Problem bestand nach dem Weggang von Peter Suhrkamp [im April 1929] in der wieder aufflammenden Homosexualität, die so weit ging, dass sich die normal veranlagten Jugendlichen geradezu in eine Außenseiterrolle gedrängt sahen. Wer nach Spitzenleistungen und entsprechender Förderung strebte, kam nicht umhin, sich die homophilen Neigungen vieler Erzieher gefallen zu lassen“.[265] Das pädagogische Konzept in Wickersdorf betrachtete er als schädlich: „Wir wurden uns aber auch klar darüber, daß die Wickersdorfer Erziehungsmethoden, wie sie damals praktiziert wurden, großen Schaden anrichteten. Der Primat absoluter jugendlicher Freiheit, und damit der Verzicht auf Strafen und Disziplin, hatte bei vielen eine geistige Verwahrlosung zur Folge. Wickersdorf versäumte es, das Lernen zu lehren. Die Aufnahme der vielfältigen geistigen Nahrung erfolgte wahllos; weshalb die meisten sich mit oberflächlichen Kenntnissen begnügten und dennoch glaubten, überall mitreden zu können. Die übermäßige Begeisterung der Lehrer über einige Genieblitze, wie sie in diesem Alter fast jeder einmal produziert, verschob die normalen Werteskalen und ließ in manchem die Meinung aufkommen, zu Außerordentlichem berufen zu sein“.[266]
- Kurt Sanderling war 1922 Schüler der FSG Wickersdorf. Als Jude wurde er 1935 von den Nationalsozialisten ausgebürgert und emigrierte nach Moskau, wo sein Onkel lebte.[162] Zwischen 1960 und 1977 wirkte er in Ost-Berlin als Chefdirigent des Berliner Sinfonie-Orchesters und leitete parallel dazu von 1964 bis 1967 die Sächsische Staatskapelle Dresden.
- 1919 gehörte der spätere Schriftsteller und Kritiker Heinrich Satter (1908–1992) zur Schülerschaft,[75] Sohn der Schauspielerin und Übersetzerin Ida Orloff und des Schauspielers Karl Satter.[267]

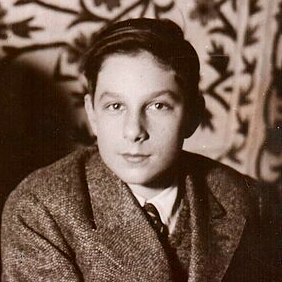
Algirdas Savickis, um 1930

- Algirdas Savickis (1917–1943) war der älteste Sohn von Jurgis Savickis und dessen Ehefrau, der Zahnärztin Ida Trakiner-Savickienė (1894–1944), deren (jüdische) Familie in Sankt Petersburg lebte und eine Fabrik zur Produktion und Verarbeitung von Glas besaß.[268] Algirdas war zwischen 1930 und 1935 Schüler der FSG, wo der 15-Jährige Anfang 1933 seinen Lehrer Otto Peltzer des sexuellen Missbrauchs beschuldigte. Denselben Vorwurf erhob im selben Jahr auch sein jüngerer Mitschüler Arnold Ernst Fanck (1919–1994).[269][270] Algirdas studierte in Deutschland und in der Schweiz Englisch. Nach der Scheidung seiner Eltern kehrte er 1938 zu seiner Mutter und seinem jüngeren Bruder Augustinas (1919–2012) nach Kaunas zurück. Dort heiratete er ein jüdisches Mädchen namens Julija und adoptierte deren Baby Regina. An der litauischen Kunstschule Kauno meno mokyklą (KMM) studierte er zwischen 1938 und 1940 Malerei und war 1940 an der Vytautas-Magnus-Universität in Kaunas tätig. Als die deutsche Wehrmacht im Juni und Juli 1941 Litauen besetzte, gelang seinem jüngeren Bruder Augustinas die Flucht in die Sowjetunion; Algirdas jedoch begleitete, ohne dazu durch NS-Verordnungen gezwungen gewesen zu sein, seine Mutter und seine junge Ehefrau, deren kleines Kind, seine Schwiegermutter und eine kranke Schwester seiner Frau in das Ghetto Kauen. Dort wurde er am 1. Oktober 1943 von einem Wachtposten namens Kučinskas erschossen. Algirdas hatte zuvor versucht, diesen von seiner jungen Frau abzuhalten.[271]
- Friedrich Schoenfelder war nach dem Besuch des Städtischen Gymnasiums in Frankfurt an der Oder gemeinsam mit seiner in Berlin geborenen und drei Jahre älteren Schwester Angelika (* 1913) von 1928 bis 1932 Schüler der Freien Schulgemeinde. Während diese in Wickersdorf ihre Reifeprüfung ablegen konnte, musste Friedrich aus finanziellen Gründen das private Landerziehungsheim verlassen. Dennoch nahm er neben intensiven Erfahrungen im Wintersport auch einen ersten Eindruck vom Bewegungsspiel (Darstellendes Spiel) mit, an dem er sich über vier Schuljahre hinweg engagiert beteiligt hatte. „Doch trotz dieser Bühnenerfahrungen steht bei mir damals noch keineswegs fest, daß ich mal beim Theater landen werde. Aber einen kleinen Schubs in diese Richtung gibt es wohl doch, eine erste, ganz zarte, unbewußte Impfung mit dem Theatervirus …“ Am FSG-Sportlehrer Otto Peltzer störte ihn dessen Fixiertheit auf die Leichtathletik.[51]
- Hedwig „Hetty“ Schuler (1900–1945) aus Köln war von 1917 bis 1921 Schülerin in der Freien Schulgemeinde, wo sie der Kameradschaft von Rudolf Aeschlimann angehörte. Ihr Kontakt zum Lehrer-Ehepaar Aeschlimann blieb zeitlebens erhalten. Ihre ältere Schwester Else (* 1897) war nahezu zeitgleich von 1917 bis 1920 FSG-Schülerin. Beide legten die Reifeprüfung ab. Hetty Schuler machte eine Ausbildung als Kinderkrankenpflegerin. Sie wurde ab 1926 von dem Maler, Zeichner und Graphiker Franz Joseph Esser porträtiert, den sie 1933 heiratete.[272] Sie malte auch selbst; mehr als siebzig Werke von ihr sind erhalten. Von spätestens 1928 bis 1934 zählte Hetty zu den Vertrauensleuten der Schule am Meer auf der Nordseeinsel Juist, wo sie sich von etwa Mitte Juni bis Ende Juli 1927 aufhielt.[273]
- Wolfgang Schuller war von 1945 bis 1946 Schüler in der Schulgemeinde Wickersdorf unterrichtet.[180] Nach 1955 in Lüneburg bestandenem Abitur studierte er von 1955 bis 1957 an der Ruprecht-Karls-Universität in Heidelberg, 1957 für ein Semester an der Universität Lausanne und ab 1957/58 an der Universität Hamburg Rechtswissenschaft. Nach dem ersten juristischen Staatsexamen 1961 war er bis 1965 Referendar in West-Berlin und legte im selben Jahr sein zweites Staatsexamen ab. Noch während der Ausarbeitung seiner Dissertation schrieb er sich in Hamburg für ein weiteres Studium der Klassischen Altertumswissenschaften, der Ägyptologie und der Geschichte ein. 1967 wurde er zum Dr. iur. promoviert und arbeitete 1968 als wissenschaftlicher Assistent an der Freien Universität in Berlin. 1971 schloss er sein Zweitstudium in Berlin ab und habilitierte sich in Alter Geschichte. Ab 1972 lehrte er als ordentlicher Professor an der Pädagogischen Hochschule Berlin, von 1976 bis zu seiner Emeritierung Anfang 2004 an der Universität Konstanz.[274] Er veröffentlichte unter anderem Biographien zu Cicero und Kleopatra.[275]
- René Schwachhofer war zwischen 1925 und 1927 Schüler an der Freien Schulgemeinde und legte dort seine Reifeprüfung ab.[180] Von 1926 bis 1930 studierte er in Leipzig und Berlin Germanistik und Zeitungskunde. Er war bis zur Machtabtretung an die Nationalsozialisten journalistisch für liberale Presseorgane tätig. 1932 fungierte er als Herausgeber der revolutionär-sozialistischen Zeitschrift Der Funke, die nach drei Ausgaben verboten wurde. Ab 1933 war er journalistisch für die Neue Leipziger Zeitung aktiv. Von 1942 bis 1945 war er Soldat in der deutschen Wehrmacht. 1946 konnte er als Neulehrer arbeiten und war 1946 bis 1948 Referent für Literatur beim Mitteldeutschen Rundfunk, Sender Leipzig. 1950 fungierte er als Chefredakteur der Zeitschrift Das Leben. Ab 1953 war er als freier Schriftsteller tätig und verfasste insbesondere Lyrik, Kurzprosa und Essays.[276]
- Giselher Schweitzer (1924–1975) besuchte die Freie Schulgemeinde im Jahr 1942 für sieben Monate. Auf den Wunsch seiner Mutter, die eine Buch- und Kunsthandlung in Köln betrieb, verließ er das Internat vorzeitig.[277] Er promovierte 1949 an der Ludwig-Maximilians-Universität München zum Thema Der Journalist und Theaterleiter Heinrich Laube in seiner Stellung zur dramatischen Weltliteratur.[278][279] Er wurde als Schauspieler, Hörspielsprecher und Regisseur tätig.[280][281][282][283] Er wirkte u. a. am Stadttheater Bremerhaven, an den Bühnen der Landeshauptstadt Kiel, an den Städtischen Bühnen in Frankfurt am Main, während der Berliner Festspiele (Theatertreffen) 1974 am Hebbeltheater und an der Volksbühne Berlin und bei den Bad Hersfelder Festspielen. 1968 wurde er mit dem Großen Hersfeld-Preis ausgezeichnet.[284][285] Er wirkte u. v. a. neben Kollegen wie Walter Jokisch, Pit Krüger, Friedrich Luft, Gerd Mayen, Witta Pohl, Klaus Schwarzkopf und Edda Seippel.
- Wolfgang Freiherr von Tettau (1921–1999) kam in Berlin-Charlottenburg als Sohn von Hans Eberhard Hugo Hermann Freiherr von Tettau (1890–1945) und dessen Ehefrau Freya Magdalena Ada Freifrau von Tettau (1893–1977), geborene Tesdorpf, zur Welt. Nach der Volksschule in Berlin-Lankwitz ab 1927 besuchte er ebenda das Realgymnasium,[286] bevor er von 1935 bis 1936 Internatsschüler der Schulgemeinde in Wickersdorf war. Danach wechselte er zur Oberschule nach Berlin-Zehlendorf, absolvierte dort am 11. November 1939 sein Abitur und schrieb sich an der Deutschen Hochschule für Politik ein. Schon vier Tage nach seinem Abitur war er in der Wehrmacht und nahm an einem Lehrgang für Funker in der Luftwaffennachrichtenschule in Halle an der Saale teil. Ab April 1941 war er im Rang eines Leutnants rund drei Monate an der Ostfront eingesetzt, bevor er zum Deutschen Afrikakorps abkommandiert wurde. In Tunesien geriet er im März 1943 in US-amerikanische Gefangenschaft, seine Beförderung zum Oberleutnant wurde per 1. Mai 1943 datiert. Im selben Monat erhielt er das EK II und das EK I für Tapferkeit vor dem Feind. Im Juli dieses Jahres wurde er per Schiff nach Texas transportiert und dort im Prisoners of War (PoW) Camp Mexia interniert.[287] Nach Kriegsende erfolgte eine Verlegung nach Arizona ins PoW Camp Florence.[288] Dort wurde er im März 1946 entlassen und erfuhr vom Tod seines Vaters, der am 25. November 1945 im Lager 7832/g Kolesniki an der Straße Moskau–Minsk umgekommen war. Danach war er bis 1949 in einem Depot der britischen Streitkräfte in Deutschland als Lohn- und Gehaltsbuchhalter dienstverpflichtet, begann aber nebenbei ab 1948/49 als freier Journalist für die Bergedorfer Zeitung, die parteipolitische Publikation Der Freie Demokrat und Die Welt zu arbeiten. 1949 war er Gründungsmitglied der FDP und deren Schriftführer im Kreisverband Herzogtum Lauenburg. Im August dieses Jahres heiratete er Margot Juliane Freifrau von Tettau (* 1928), geborene Hinrichs.[289] Aus der Ehe ging ein Sohn hervor, der spätere Unternehmer Michael Freiherr von Tettau (* 1950).[290] Zwischen 1949 und 1984 war Wolfgang von Tettau bei Hamburger Unternehmen als Hauptbuchhalter und Leiter der Bilanzbuchhaltung beschäftigt. Zwischen 1977 und 1986 fungierte er als Schatzmeister des FDP-Kreisverbandes Herzogtum Lauenburg.[291][292]

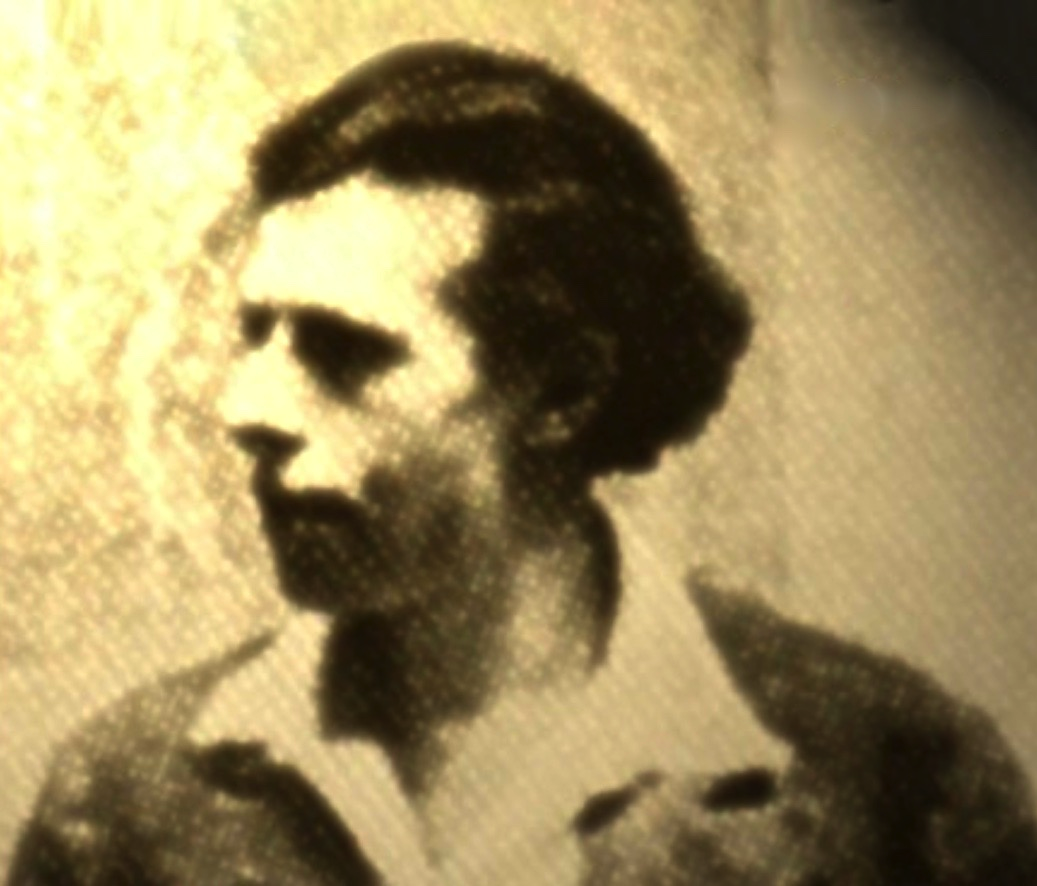
Kalistros Thielicke, vermutl. 1920er Jahre

- Kalistros Max Thielicke (1905–1944), auch: Thielecke, genannt „Cali“ und „Calis Sujamani“ (= „Calis, der Bedrängte“),[293] war von 1919 bis 1923 Schüler der Freien Schulgemeinde. Sein Vorname Kalistros ist auf eine gleichnamige Zigarettenmarke zurückzuführen, die seinerzeit von seinem Vater, dem Berliner Unternehmer Otto Krüger, in der Tabakwarenfabrik Clistros produziert wurde. Der Junge mochte diesen Vornamen nicht und suchte ihn, je älter er wurde, eigenmächtig zu ändern. Zeitweise dachte er sich Phantasienamen aus und nutzte diese für sich. Der unehelich geborene Kalistros erfuhr die Identität seines Vaters und seiner beiden Halbgeschwister wohl erst im Alter von 18 Jahren, obwohl er dessen Familie schon früher als Bekannte seiner Mutter kennengelernt hatte und zeitweise in deren Haus in Michendorf bei Potsdam wohnte. Seine als besitzergreifend, streitsüchtig, tyrannisch und nymphomanisch beschriebene Mutter Camilla stammte aus Sachsen und arbeitete als selbständige Schneiderin. Diese hielt ihren Sohn während seiner frühen Kindheit in einer beengten Kellerwohnung in Berlin-Halensee nahe dem Kurfürstendamm streckenweise völlig isoliert.[294] Um nicht mit Gleichaltrigen in Kontakt kommen zu können, sollte er auf ihre Veranlassung zunächst keine Schule besuchen und wurde deshalb zuhause von einem Privatlehrer unterrichtet. Wegen eines hinzuziehenden neuen Liebhabers der Mutter musste der neunjährige Kalistros aus der Wohnung und wurde deshalb bei der Familie seines leiblichen Vaters einquartiert, ohne von diesem zu wissen. Gleichzeitig kam er so von 1915 bis 1917 in die Goethe-Schule, ein Reform-Realgymnasium in Berlin-Wilmersdorf.[295] Der Junge entwickelte ein besonderes Faible für Sprachen und Kulturen. Insbesondere die verschiedenen Stämme und Idiome der nordamerikanischen Ureinwohner faszinierten ihn. Er beherrschte schließlich eine Reihe von indianischen Dialekten und erlernte später durch intensiven Kontakt zu ausschließlich jüdischen Mitschülern und Lehrern in Ostpreußen und Litauen das Jiddische. Kalistros studierte schon früh und sehr umfangreich Fachliteratur, war Gasthörer an der Deutschen Hochschule für Politik (DHfP), verfasste zahlreiche feuilletonistische Essays, hatte schriftstellerische Ambitionen, bezeichnete sich als journalistischer Assistent,[296] engagierte sich in einer von seinem Freund Emanuel bin Gorion (1903–1987) in Berlin gegründeten literarischen Gesellschaft und korrespondierte mit Wissenschaftlern. Er arbeitete in der Preußischen Staatsbibliothek und im Berliner Museum für Völkerkunde, wo er den Ethnologen und Sprachwissenschaftler Franz Boas kennenlernte. Auch mit dem Philosophen Herman Schmalenbach hatte er Kontakt. Der Schriftsteller und Literatur-Nobelpreisträger Gerhart Hauptmann wurde auf ihn aufmerksam, evtl. durch dessen Schwager Moritz Heimann, und ermöglichte ihm den Besuch eines reformpädagogischen Landerziehungsheims.[297] Kalistros besuchte 1918 die Odenwaldschule im südhessischen Ober-Hambach, etwas später die Freie Schulgemeinde in Wickersdorf. Als Vierzehnjähriger wurde er von dem FSG-Lehrer Fernand Petitpierre vermutlich unter Einsatz körperlicher Gewalt missbraucht. Als sich Kalistros seiner Mutter anvertraute, wies diese ihn ab und billigte den Übergriff, weil „es besser sei als sich mit dreckigen Weibern abzugeben“. Für Kalistros war Petitpierres Vergehen eine „einschneidende Geschichte“, ebenso wie das Verhalten seiner Mutter. Petitpierre wurde nicht zur Rechenschaft gezogen, allerdings habe Kalistros nach dem Vorfall versucht, seinen Lehrer mit einem Messer zu attackieren.[298] Einige Jahre später habe die Mutter gegenüber ihrem jugendlichen Sohn sexuelle Avancen gemacht. Kalistros wich diesem Ansinnen, das seine Moralvorstellungen verletzte, erst nach Paris und dann in die nordamerikanischen Reservate der dortigen Ureinwohner aus.[297] Nach seiner Rückkehr führte seine Heirat vom März 1929 mit der Näherin Margarete (* 1906), geborene Schlei, zur Eskalation mit seiner Mutter. Mit seiner Ehefrau bekam Kalistros im Dezember 1929 eine Tochter.[299] Die hochproblematische Beziehung zwischen Kalistros und seiner Mutter Camilla, eine Hassliebe, gipfelte darin, dass er sie 1930 tötete. Ihre Leiche verschnürte er nach einem indianischen Ritus. Danach stellte er sich der Polizei; Arthur Nebe verhörte ihn. 1931 wurde er wegen Totschlags an einem Verwandten in aufsteigender Linie (§ 215 RStGB) und intellektueller Urkundenfälschung zu zehn Jahren und einer Woche Haft verurteilt. Bei der Strafzumessung wurde die Untersuchungshaft angerechnet. Die ihm zur Last gelegte Urkundenfälschung beruhte darauf, dass er seinen ungeliebten Namen eigenmächtig hatte ändern wollen.[300] Nach Verbüßung seiner Haft bat er ausgerechnet Nebe, der zwischenzeitlich eine steile NS-Karriere gemacht hatte, ihm die Rückkehr in ein bürgerliches Leben zu ermöglichen. Stattdessen wurde er, evtl. auf Nebes Veranlassung, der SS-Sondereinheit Dirlewanger zugewiesen, einer mit Billigung Heinrich Himmlers besonders skrupellos agierenden Spezialeinheit, in der Kriminelle eine „Bewährungsmöglichkeit“ erhalten sollten. Innerhalb dieser Einheit, später als „SS-Sonderbataillon“, „SS-Sonderregiment“ und „SS-Sturmbrigade“ bezeichnet, wurde willkürlich und oft grundlos verprügelt und getötet. Dirlewanger-Angehörige galten offiziell nicht als in die Waffen-SS aufgenommen, auch wenn sie unberechtigt teils vollständige SS-Uniformen trugen.[301] Die hinter der Front marodierende und Zehntausende von Zivilisten ermordende Einheit zog durch das Generalgouvernement, durch Weißrussland, kämpfte kurzzeitig an der Front und war schließlich maßgeblich an der Niederschlagung des Warschauer Aufstandes beteiligt. Dabei wurde Kalistros auf der Straße zwischen Błonie und Sochaczew westlich von Warschau durch den Schuss eines Partisanen schwer am Kopf verwundet. Der nie beförderte und offenbar nicht ausgezeichnete SS-Sturmmann, der sich demzufolge in dieser verbrecherischen Einheit wohl nie im Sinn seiner Befehlshaber profiliert hatte,[302] verstarb 38-jährig am 21. August 1944 im Feldlazarett 29 und wurde auf dem „Heldenfriedhof“ Seroki beigesetzt, zwölf Kilometer westlich von Błonie.[303] Seinen Anteil an den begangenen Kriegsverbrechen dieser hochkriminellen Truppe hatte Kalistros zwangsläufig.

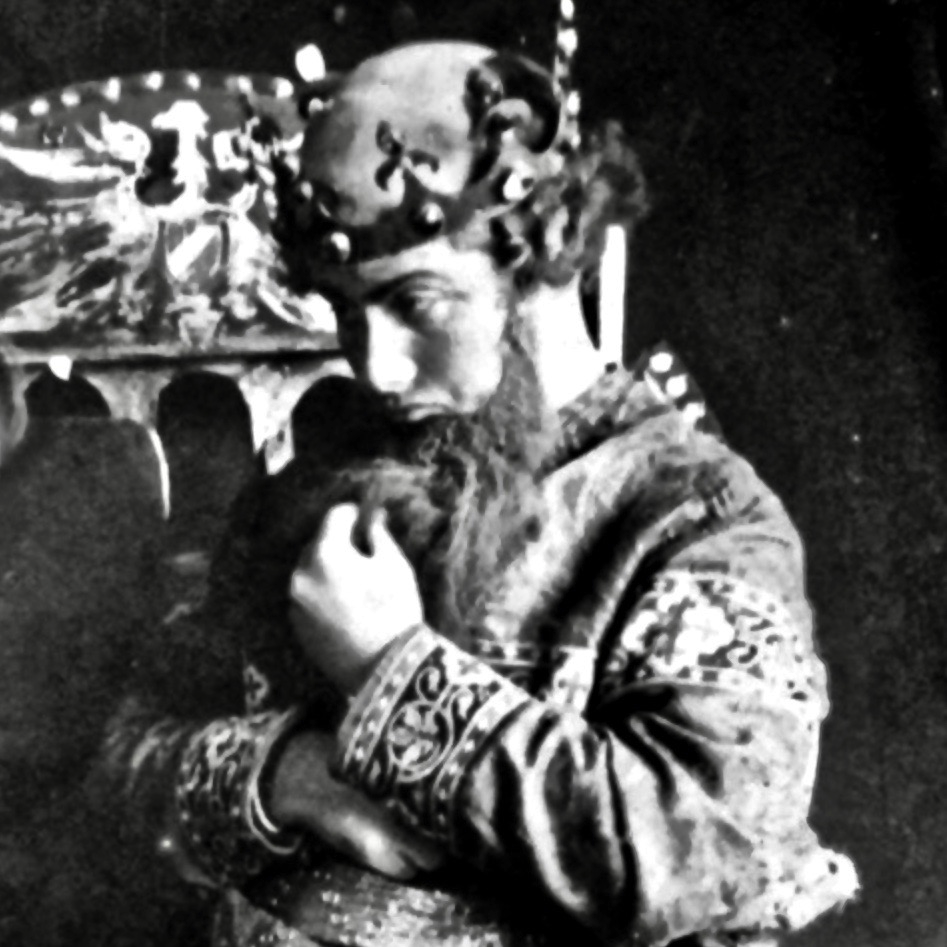
Hermann Thimig, 1907

- Hermann Thimig war von 1906 bis 1908 einer der ersten Schüler der Freien Schulgemeinde. Er blühte durch Luserkes „Bewegungsspiel“ nach Shakespeare förmlich auf und wurde später Schauspieler. Sein Bruder Fritz Thimig (1893–1936), der die FSG von 1906 bis 1907 besuchte, wurde hingegen in Wickersdorf weniger glücklich. Beide hatten bereits seit 1902 Hermann-Lietz-Landerziehungsheime besucht und waren 1906 mit Paul Geheeb nach Wickersdorf gewechselt.[304] 1933 stand Hermann Thimig mit Fritz Odemar, dem Vater des FSG-Schülers Erik Ode, für den UFA-Spielfilm Viktor und Viktoria gemeinsam vor der Kamera.[305]
- Ilse Trautschold war von 1918 bis 1921 in der Freien Schulgemeinde, wo sie ihrem älteren Bruder Walter (1902–1969) Gesellschaft leistete, der das Internat von 1916 bis 1920 besuchte.[180] Der Vater der beiden, Gustav Trautschold,[306] war in Berlin Schauspieler, Theater- und Filmregisseur. Ilse trat als 14-Jährige zunächst als Chorsängerin auf und absolvierte an der Volksbühne Berlin eine Schauspielausbildung. Ihr erstes Engagement hatte sie 1921 in Berlin, weitere im westpommerschen Köslin, in Bremen und im oberschlesischen Beuthen. In der Titelrolle von Gerhart Hauptmanns Hanneles Himmelfahrt war sie sehr erfolgreich. Ab 1925 gehörte sie zum Ensemble des Berliner Kabaretts Die Wespe, sang Chansons und das von Claus Clauberg vertonte Lied Mutterns Hände von Kurt Tucholsky.[307] Dort lernte sie 1926 den Schauspieler Friedrich Gnaß kennen, der später ihr Lebenspartner wurde. Ilse Trautschold war politisch engagiert: Die Wespen traten bei Veranstaltungen der KPD auf, Ilse übernahm die Hauptrolle in dem Bergarbeiterstück Heer ohne Helden. 1929 erhielt sie in dem berühmten Stummfilm Mutter Krausens Fahrt ins Glück ihre erste Rolle als Filmdarstellerin.[308][309][310] Dieser Film entstand zu Ehren des damals gerade verstorbenen Heinrich Zille und war einer der größten Kinoerfolge dieses Jahres. Er wurde allerdings aufgrund seiner klassenkämpferischen Tendenz nur in einer stark gekürzten Fassung gezeigt. Unter der Regie von Phil Jutzi verkörperte Ilse eine junge Berlinerin aus dem Arbeitermilieu, das junge Mädchen Erna, die allmählich ein Klassenbewusstsein entwickelt.[311] Für ihre darstellerische Leistung wurde Ilse hoch gelobt. Der Kritiker Siegfried Kracauer schrieb in der renommierten Frankfurter Zeitung: „Das verzweifelte Krause-Töchterchen sucht die Reihen nach ihrem Freund ab, den sie um Hilfe bitten will. Sie entdeckt ihn und schreitet nun mit im Zug, da sie ihn anders nicht sprechen kann. Kann sie ihn sprechen? Nein, sie muß singen wie die Genossen, denn es wird demonstriert. Wundervoll ist die allmähliche Wandlung ihres Gesichts: wie aus dem Tränengrund zögernd die Freude erblickt. […] Ilse Trautschold, die der jungen Schauspielergeneration angehört, erbringt in der Rolle der Tochter einen starken Befähigungsnachweis. Mit ihrem herben Profil verkörpert sie ursprüngliche Reinheit, die dem Schmutz standhält.“[312] Aufgrund dieses großen Erfolgs wurde Ilse Trautschold oft auf eine Rolle als Arbeitermädchen festgelegt und somit in ihrer schauspielerischen Vielfalt stark begrenzt. Der große Durchbruch blieb ihr verwehrt, zumal 1933 den Nationalsozialisten die Macht übertragen wurde. 1930 gründete sie mit der Gruppe junger Schauspieler das ebenfalls in der Reichshauptstadt ansässige Kabarett Die Pille.[313] Im selben Jahr stand sie für den Antikriegsfilm Westfront 1918 vor der Kamera. 1932 trat sie neben Hans Albers in dem Kino-Kassenschlager F.P.1 antwortet nicht auf, 1936 in dem Film Der Favorit der Kaiserin, 1937 in dem Melodram Zu neuen Ufern, 1938 in Kleiner Mann – ganz groß. Nach dem Zweiten Weltkrieg konnte sie beruflich wieder anknüpfen, als sie ab 1948 in dem legendären Berliner Kabarett Die Insulaner auftrat. Zu ihren Insulaner-Kollegen zählten Bruno Fritz, Walter Gross, Tatjana Sais, Edith Schollwer, Ewald Wenck und Agnes Windeck. Ab 1948 übernahm sie auch wieder Filmrollen, beispielsweise in Berliner Ballade (1948) und in Erich Engels Adaption Der Biberpelz (1949) nach Gerhart Hauptmann. Filmrollen fand sie zunächst bei der ostdeutschen DEFA, später auch im Westen Deutschlands. Sie spielte 1955 in Emil Surmanns Verfilmung des Oscar-Wilde-Stücks Das Gespenst von Canterville (deutscher Filmtitel: Das Sandmännchen), gehörte zur Besetzung von Der letzte Zeuge (1960) und Schloß Gripsholm (1963). Auf der Theaterbühne feierte sie an der Freien Volksbühne (Zum guten Nachbarn), an der Schaubühne (Lügen-Billy) und am Hansa-Theater (Zu ville Promille) Erfolge, auch in Stücken wie Carlo Goldonis Mirandolina und Ephraim Kishons Der Trauschein. Sie geriet sogar zu einer derb agierenden Berliner Lokalgröße mit Witz, Schlagfertigkeit und einer gewissen Robustheit, die sie trotz ihrer zierlichen und schlanken Erscheinung in Szene zu setzen wusste. Gelegentlich spielte sie neben anderen Berliner Lokalgrößen wie Brigitte Mira und Günter Pfitzmann.[314] Bis 1985 reicht ihre Filmografie, die auch Fernsehserien umfasst, wonach sie mehr als ein halbes Jahrhundert auf der Bühne bzw. vor der Filmkamera stand. Für ihr langjähriges und herausragendes Wirken im deutschen Film wurde sie 1987 mit dem Filmband in Gold ausgezeichnet.[315] Ilse Trautschold lebte vor und nach dem Zweiten Weltkrieg ebenso wie ihr Bruder Walter in der Künstlerkolonie Berlin. Sie verstarb im Alter von 85 Jahren und wurde auf dem Waldfriedhof Dahlem neben ihrem Bruder beigesetzt.[316]
- Walter Trautschold besuchte die Freie Schulgemeinde von 1916 bis 1920, seine Schwester Ilse von 1918 bis 1921.[180] Walter verließ das Landerziehungsheim vorzeitig, weil er sich dort unverstanden fühlte. Er studierte ab 1921 an der Unterrichtsanstalt des Kunstgewerbemuseums in Berlin bei Eduard Suhr und wurde Maler, Bildhauer, Bühnenbildner, Zeichner, Illustrator und Karikaturist, beispielsweise für die Zeitschrift Die Weltbühne. Er zeichnete für die Literaturzeitschrift Der Orchideengarten und das Satiremagazin Lachen links, das im Dietz-Verlag der SPD erschien. Sein Stil orientierte sich zu dieser Zeit am Jugendstil. In den 1930er Jahren war Walter als Bühnenbildner tätig, z. B. für das Lustspielhaus in der Friedrichstraße 236. Er zeichnete und illustrierte für Werner Fincks berühmtes Kabarett Die Katakombe. Durch diese Arbeiten sahen sich die Nationalsozialisten wiederholt provoziert.[317] Am 10. Mai 1935 verfügte Joseph Goebbels daher eigenhändig, die Katakombe (gleichzeitig das Tingel-Tangel-Theater von Friedrich Hollaender und Günther Lüders) zu schließen, die Katakombe-Angehörigen in so genannte „Schutzhaft“ zu nehmen und zwecks körperlicher Arbeit ins KZ Esterwegen zu überführen.[318][319][320] Die bekannte Schauspielerin Käthe Dorsch verwandte sich jedoch bei ihrem Jugendfreund Hermann Göring, Goebbels’ Widersacher, zugunsten der Katakombe-Angehörigen.[321] Görings Referent schrieb daraufhin am 25. Juni 1935 an Berlins Gestapo-Chef Reinhard Heydrich: „Der Herr Ministerpräsident wünscht, daß die Verhafteten aus der Haft entlassen werden und daß gegen sie ein ordentliches Verfahren eingeleitet wird“.[322] Das Verfahren endete für das gesamte Ensemble mit einem Freispruch. Ab 1938 soll Walter Trautschold in der Presseabteilung der Filmgesellschaft Tobis Filmkunst gearbeitet haben. Vor und nach dem Zweiten Weltkrieg lebte er ebenso wie seine Schwester Ilse in der Künstlerkolonie Berlin. Einige seiner Werke wurden auf der Großen Berliner Kunstausstellung ausgestellt. Walter Trautschold verstarb im Alter von 67 Jahren und wurde auf dem Waldfriedhof Dahlem neben seiner Schwester Ilse beigesetzt.
- Paul Vogler.
- Hans-Joachim Wedekind besuchte zunächst das Grunewald-Gymnasium in Berlin. Seine beiden letzten Schuljahre 1940 bis 1942 absolvierte Hans-Joachim Wedekind in der Wickersdorfer Schulgemeinde, wo er seine Reifeprüfung bestand.[277] Nach Kriegsende verfasste er Hörspiele und Drehbücher und wirkte in den 1950er Jahren als Autor und Co-Autor an zahlreichen deutschen Spielfilmen mit, von denen wohl Ich denke oft an Piroschka der erfolgreichste gewesen ist.[323] Im Alter von 38 Jahren beging er in München Suizid.[324]
- Ror Wolf war von 1943 bis 1946 Schüler der Schulgemeinde Wickersdorf.[180] Im Jahr 1951 legte er die Reifeprüfung ab. Da er in der DDR nicht studieren durfte, wechselte er 1953 in die Bundesrepublik. In Frankfurt am Main studierte er an der Johann Wolfgang Goethe-Universität Literatur, Philosophie und Soziologie. Nach einer Tätigkeit als Feuilletonredakteur bei einer Zeitung für Studierende wurde er Literaturredakteur beim Hessischen Rundfunk. Seit 1963 arbeitete er als freier Schriftsteller, aber auch als bildender Künstler. Collagen hatte er bereits für die Zeitung für Studierende erstellt, in denen er Originalmaterial aus der Gründerzeit verarbeitete.[325][326] Für sein Werk wurde er vielfach ausgezeichnet.[327]
- Heinz von Zobeltitz| gehörte dem sächsischen Adelsgeschlecht Zobeltitz an.[328] Er zählte zwischen 1906 und 1908 zu den ersten Schülern der Freien Schulgemeinde.[329] Von Wickersdorf aus ging er an die Großherzoglich-Sächsische Kunstschule Weimar, die Académie Ranson in Paris und die private Schule des Münchner Malers Moritz Heymann. Heinz von Zobeltitz wirkte als Landschaftsmaler.[330] Im Oktober 1918 heiratete er die aus dem niederschlesischen Namslau stammende Miniaturmalerin und Kunstwirkerin Erna, geborene Haselbach. Die Ehe blieb kinderlos. Heinz von Zobeltitz verstarb im Alter von 46 Jahren an Krebs.[331][332]

## Bekannte Eltern
- Otto Bamberger

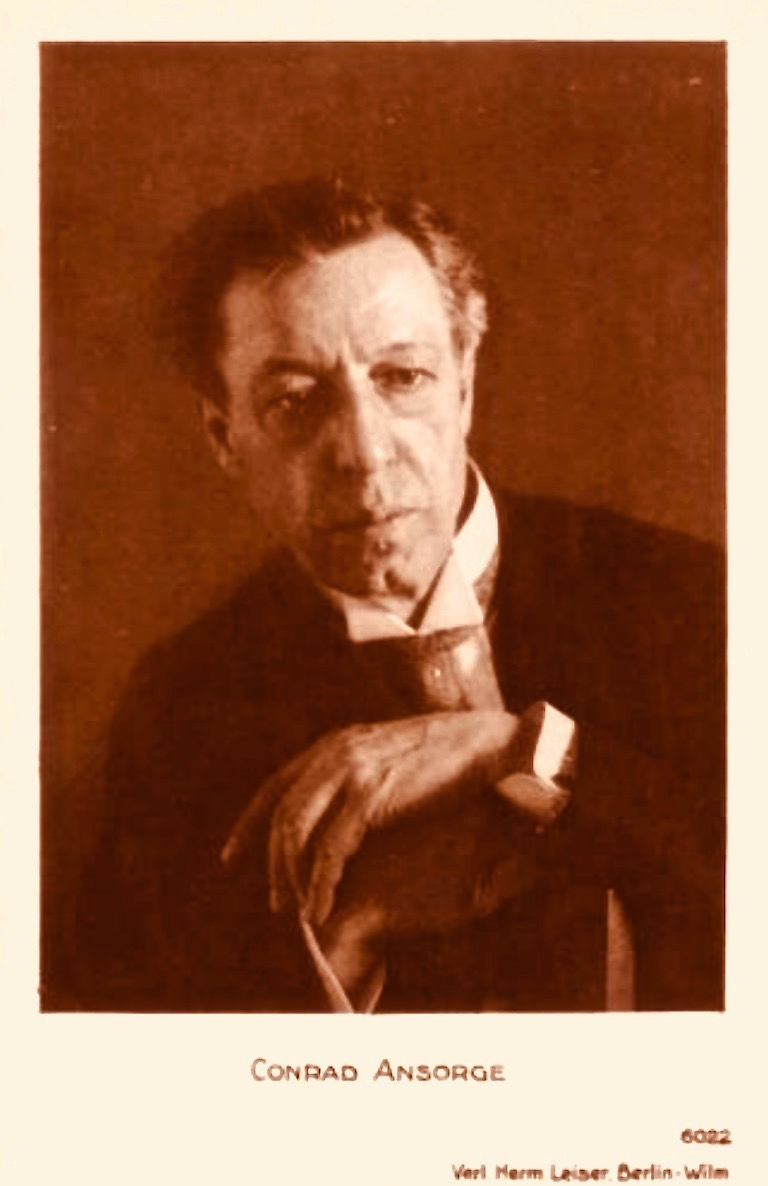
Conrad Ansorge, um 1914

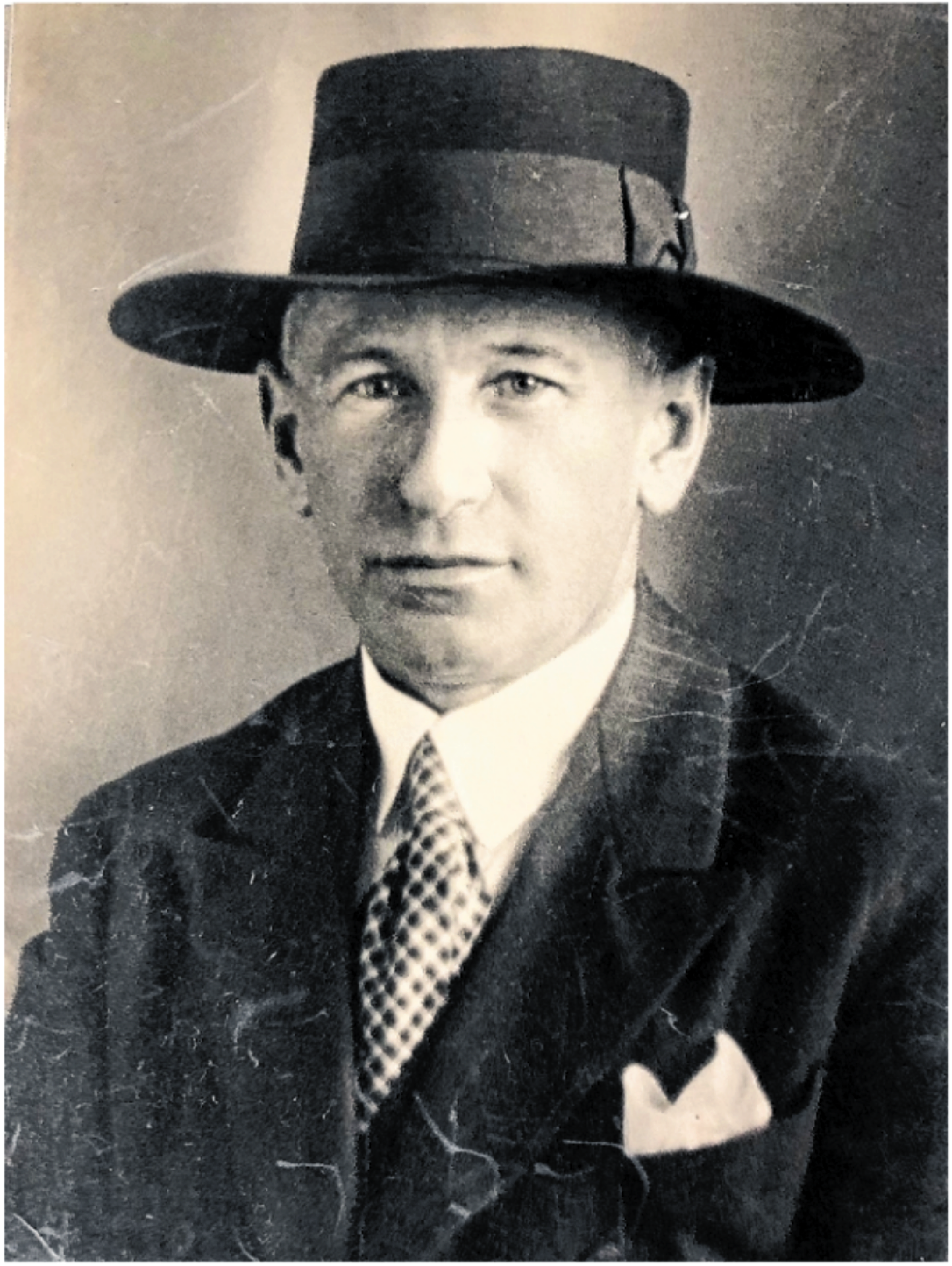
Otto Bamberger, 1928

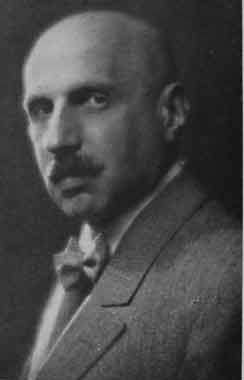
Bruno Bauer, vor 1930

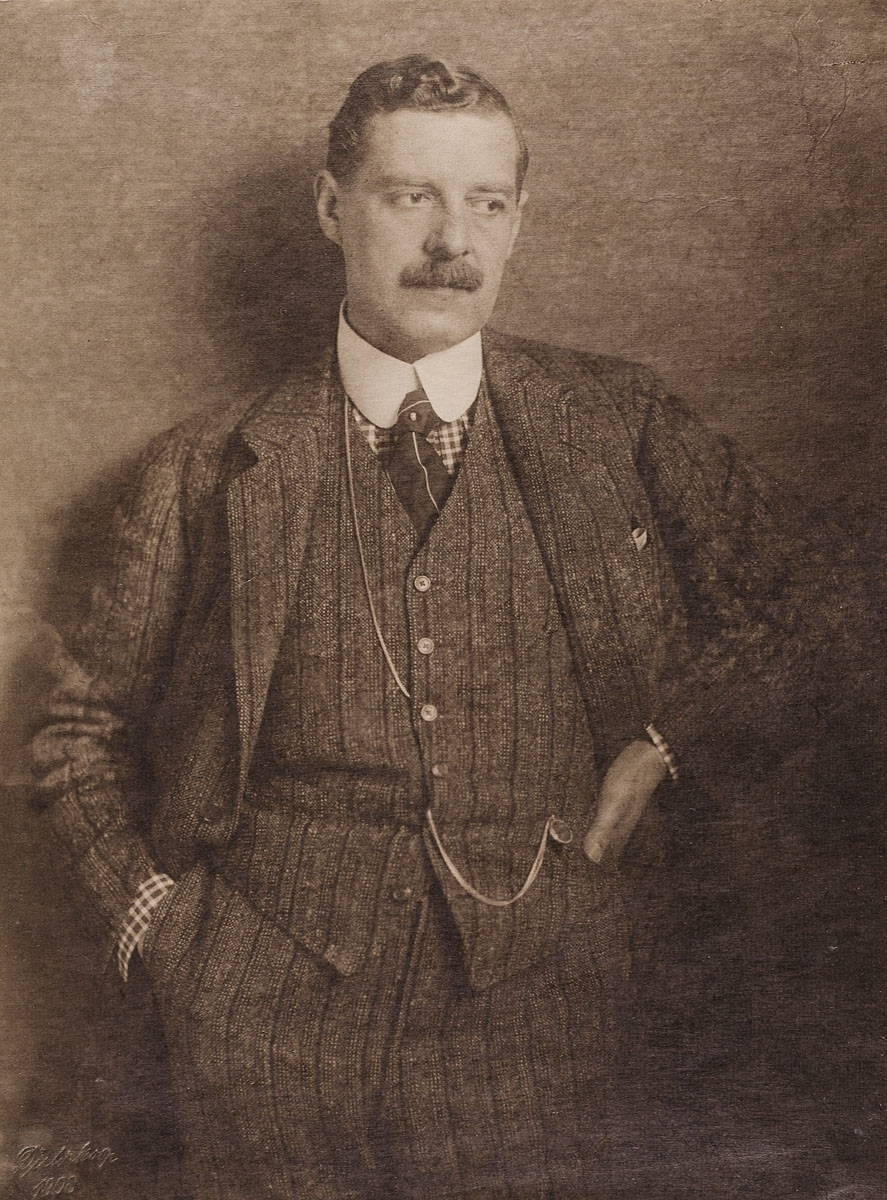
Peter Behrens, 1908

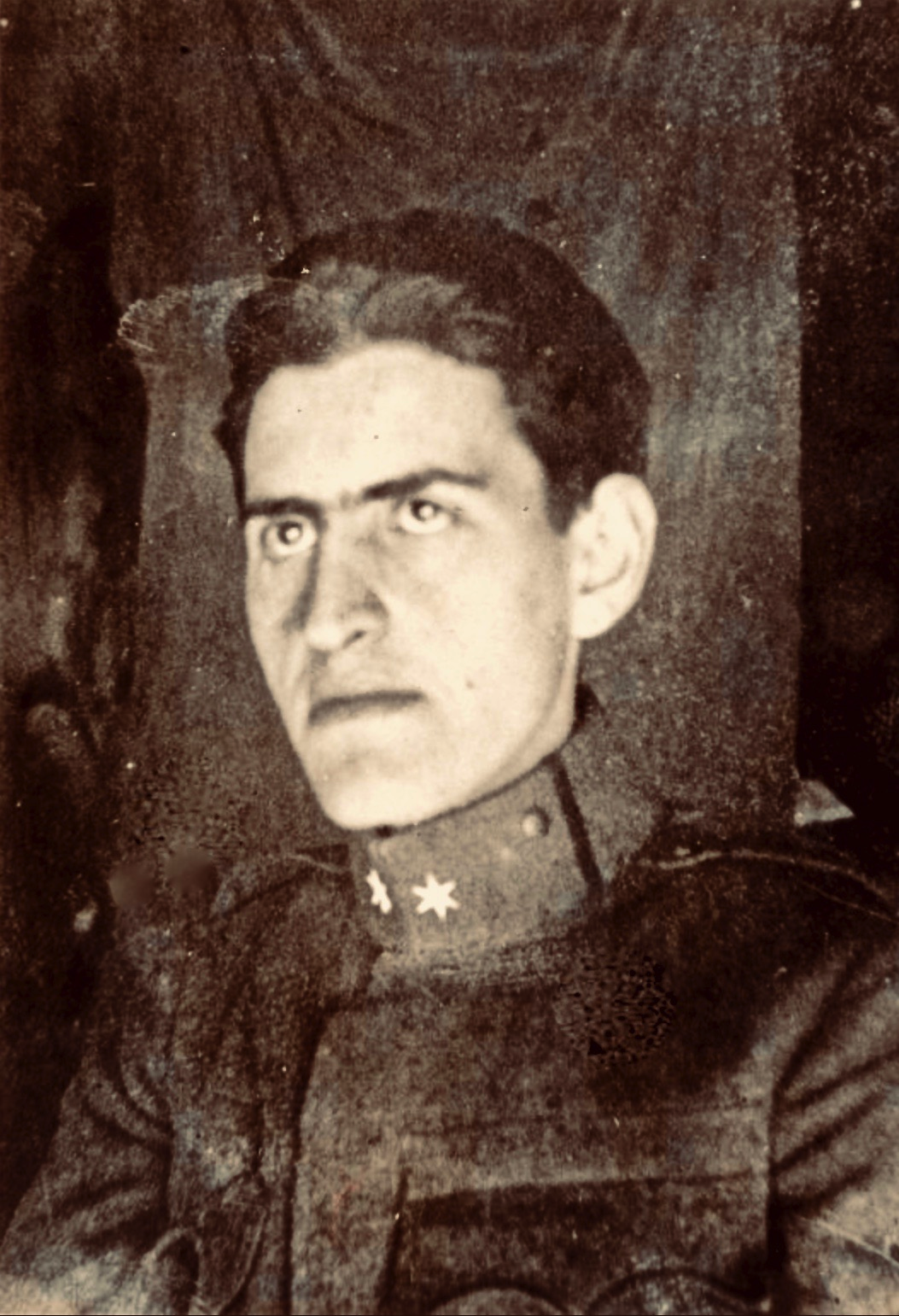
Selig Bernfeld, um 1915

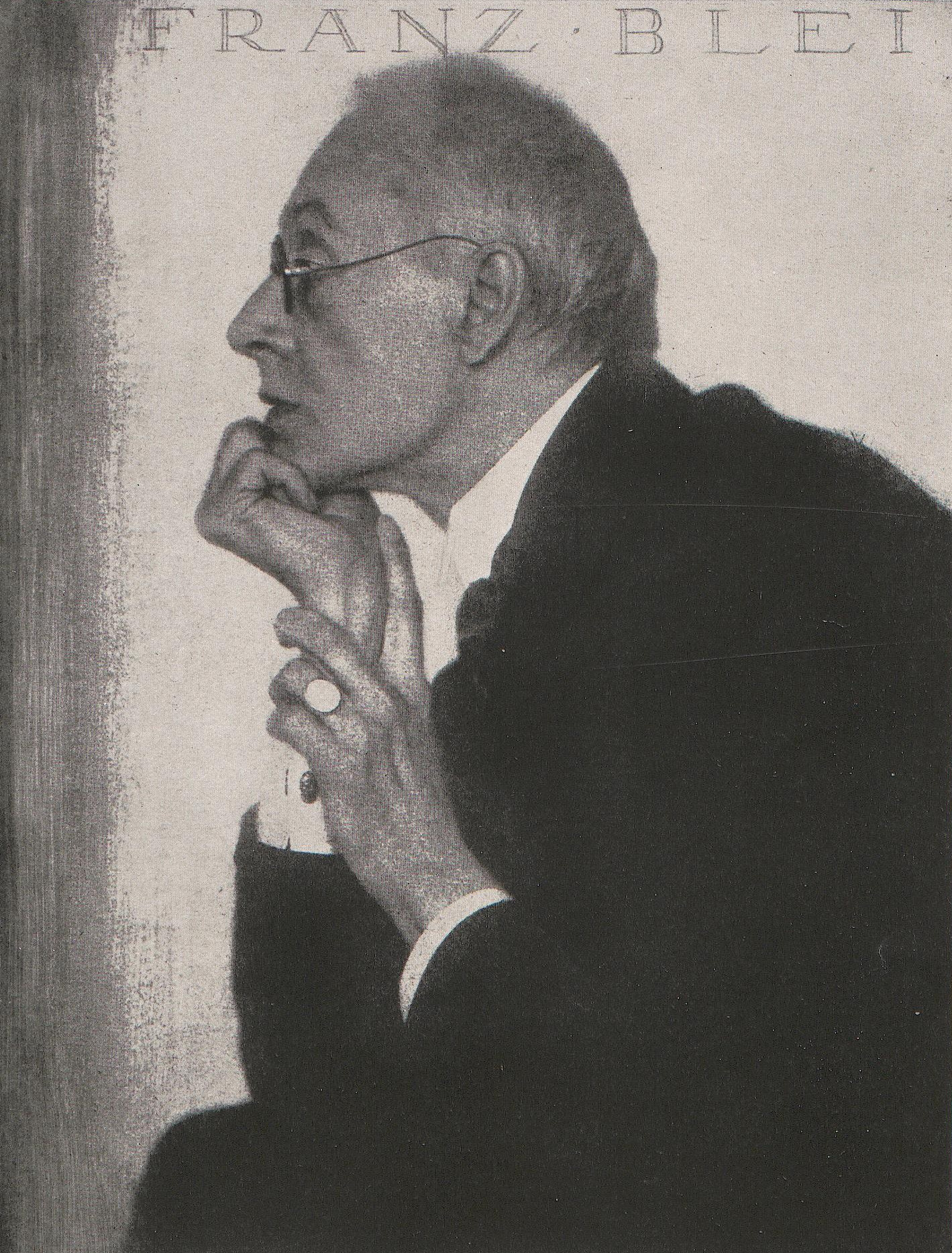
Franz Blei, 1918

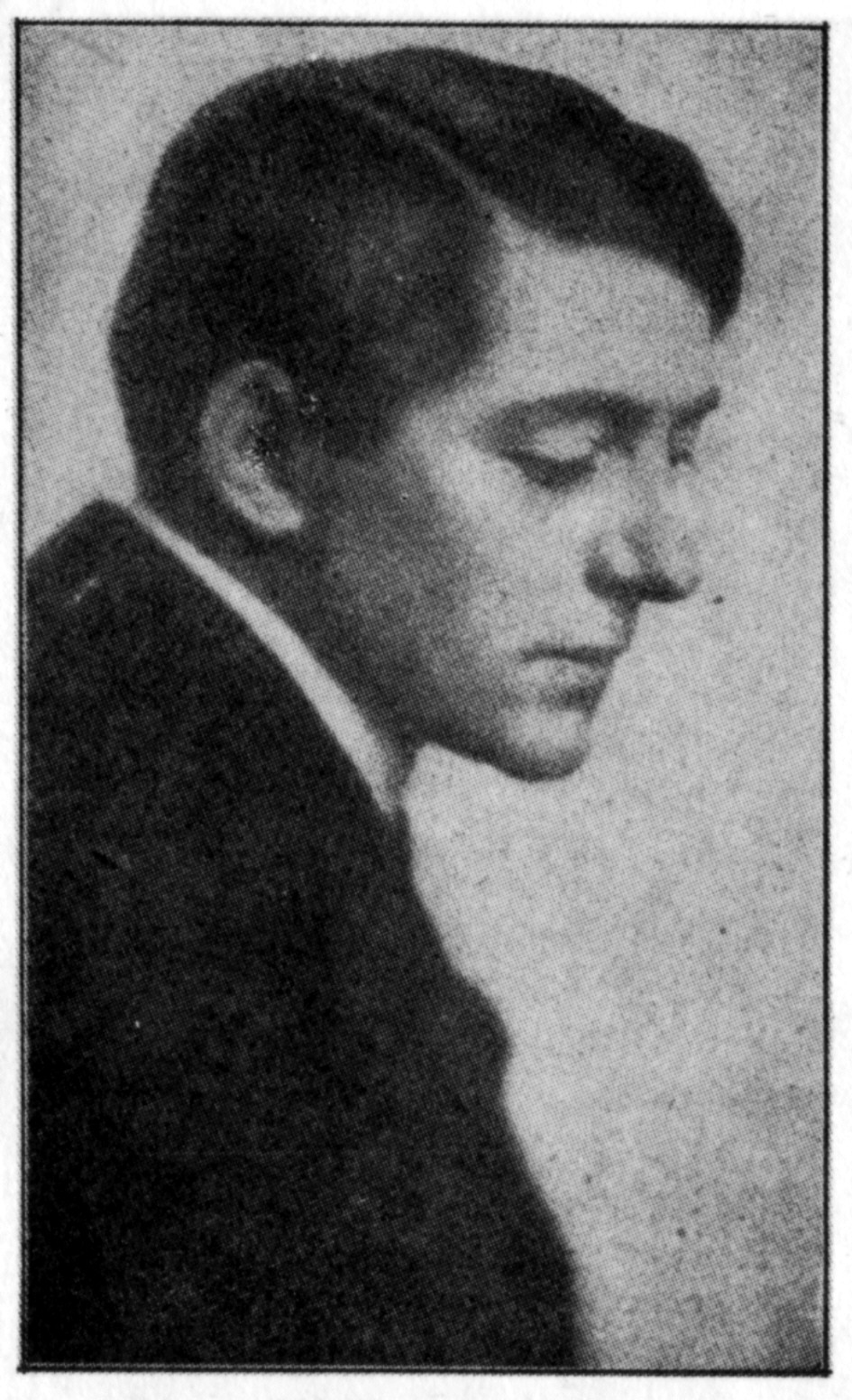
Waldemar Bonsels, 1923

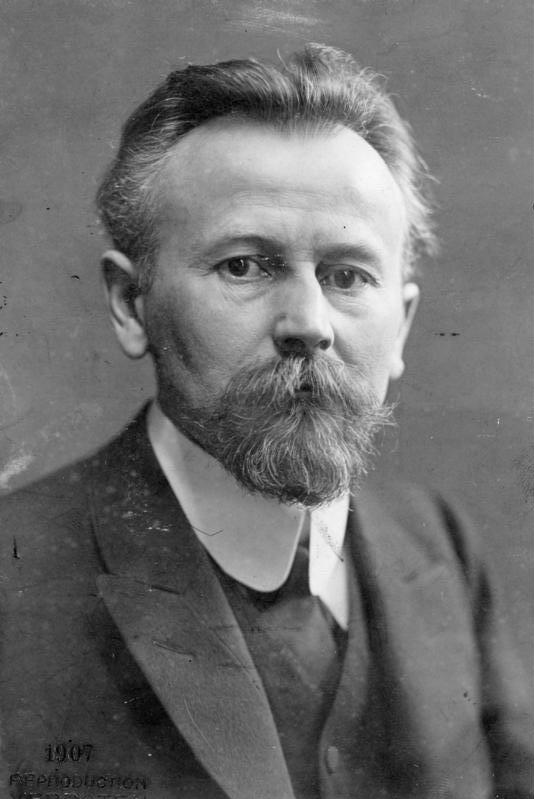
Eduard David, 1907

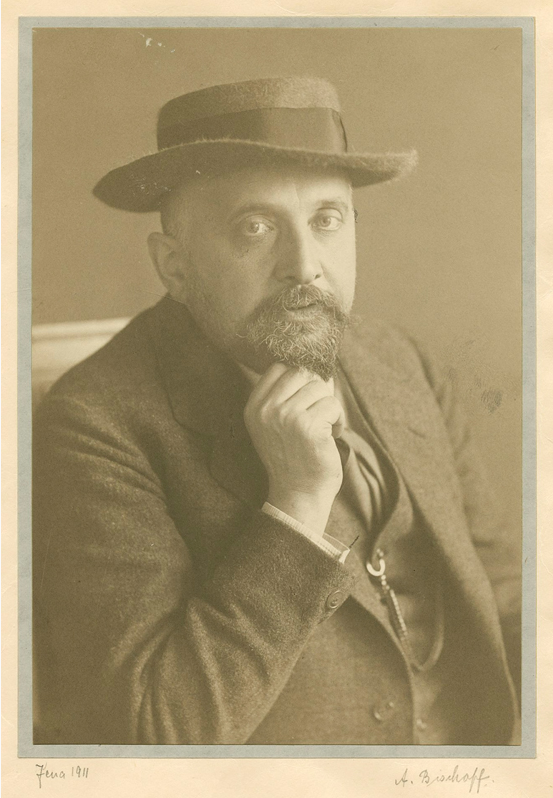
Eugen Diederichs, 1911

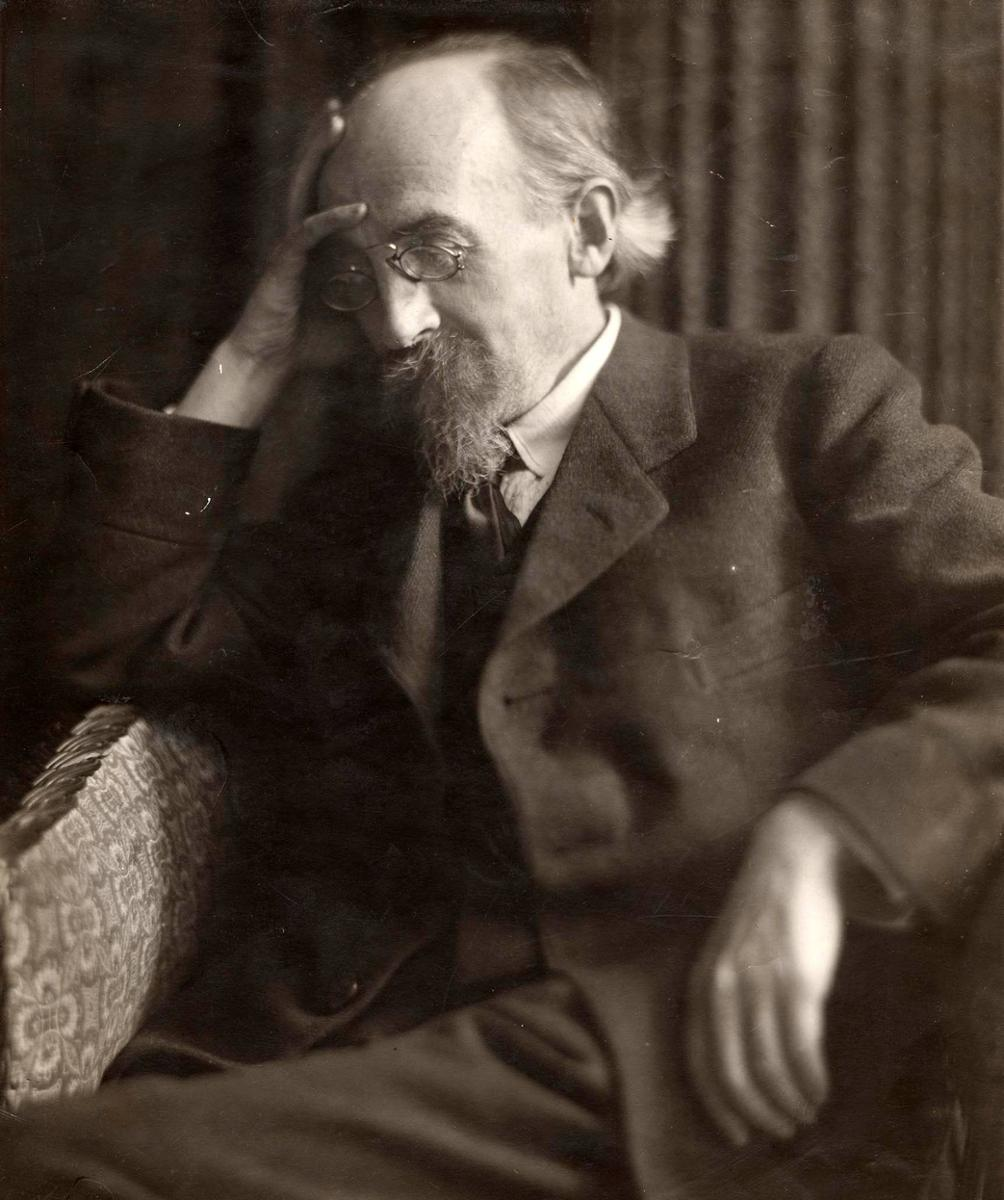
Kurt Eisner, vor 1919

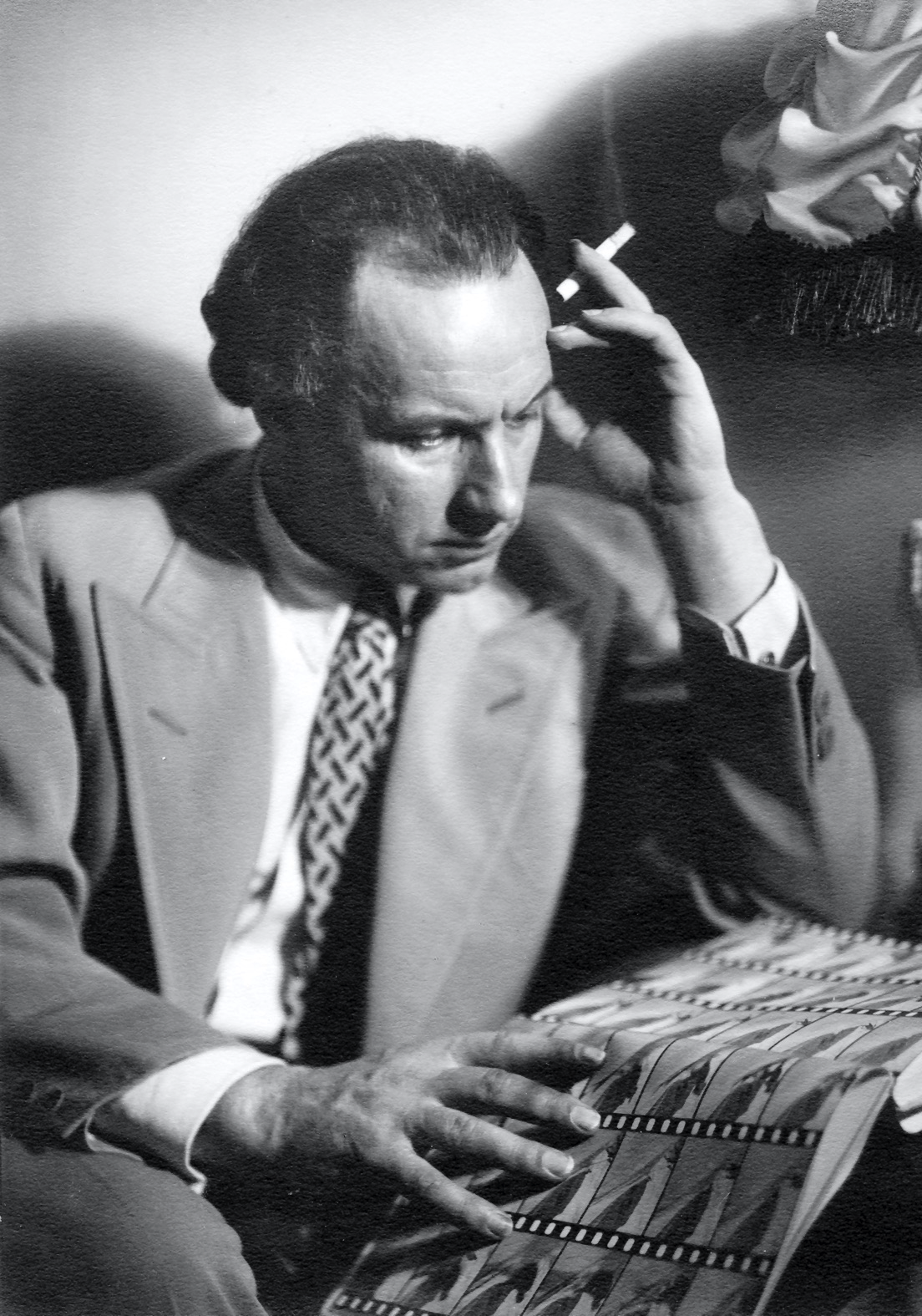
Arnold Fanck, um 1932

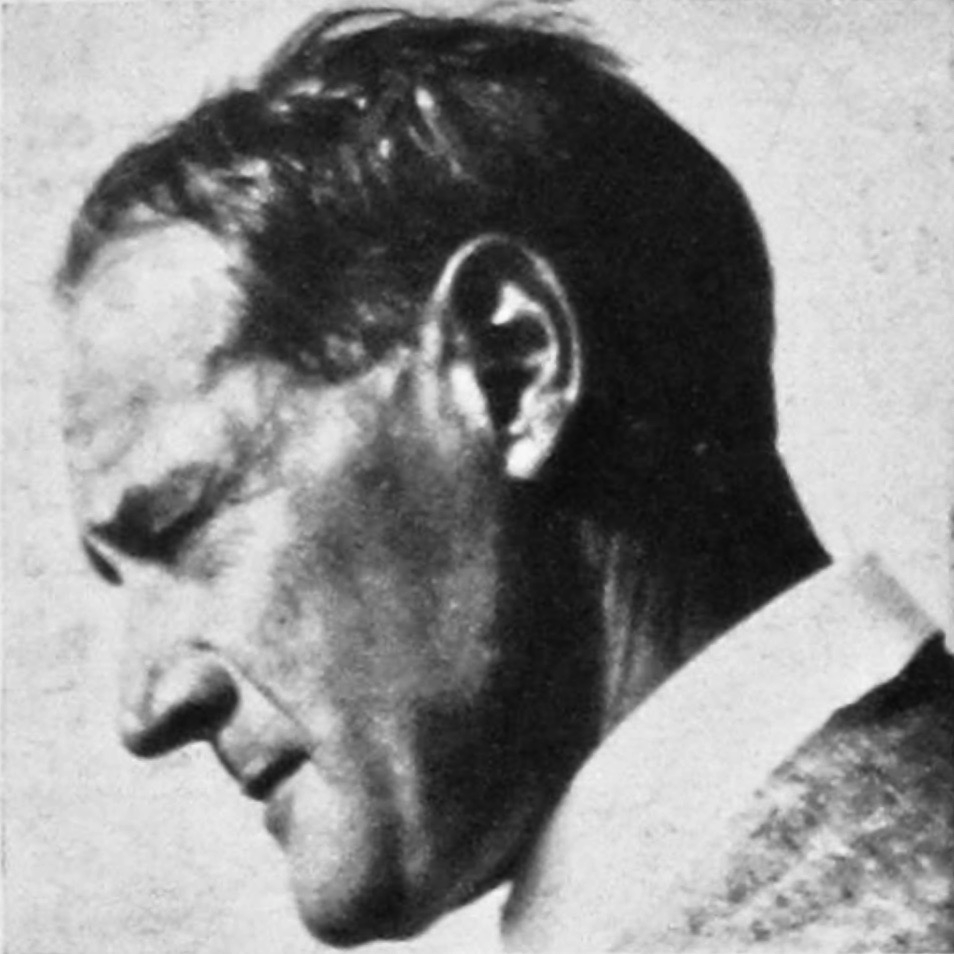
Lyonel Feininger, 1928

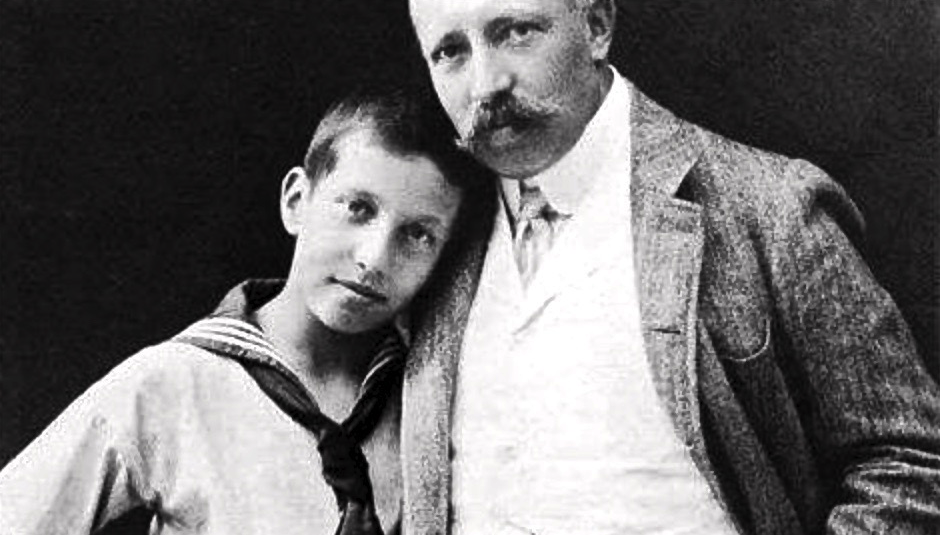
Samuel Fischer mit Sohn Gerhart, 1905

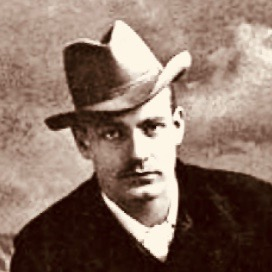
Willy Gretor, um 1905

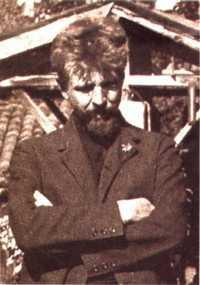
Otto Gross, um 1907

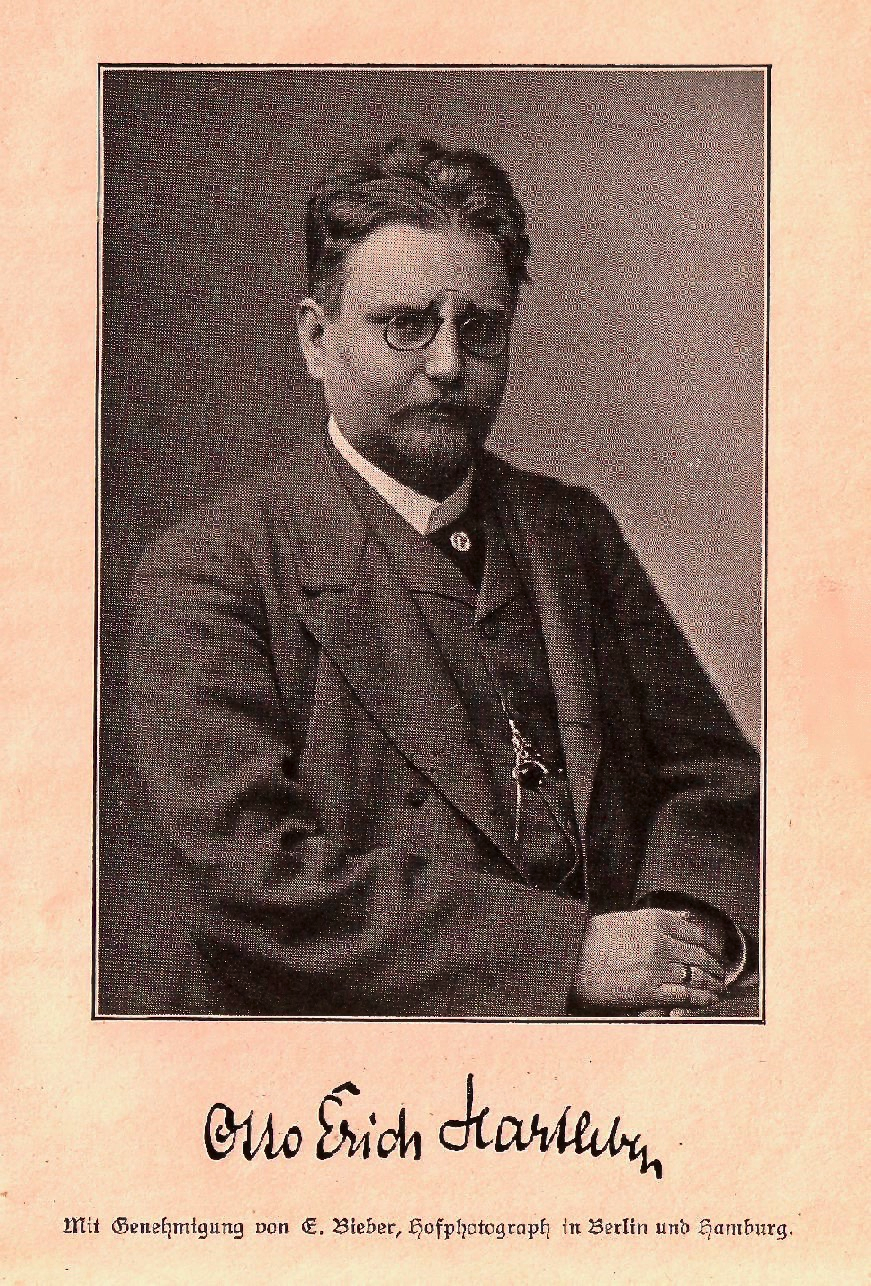
Otto Erich Hartleben, um 1905

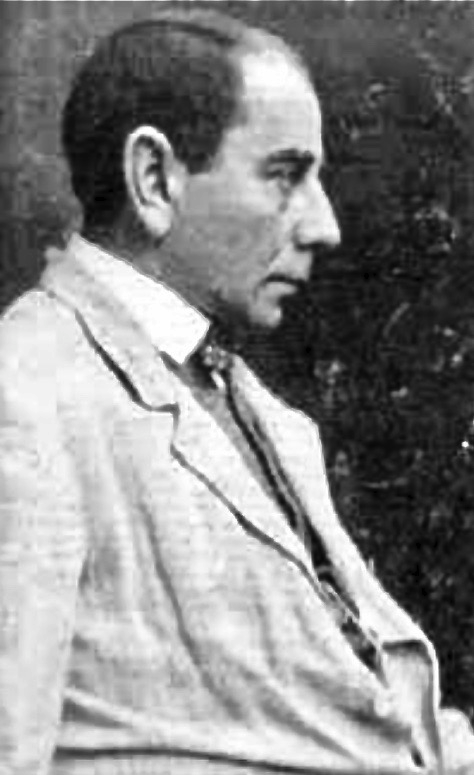
Moritz Heimann, um 1920

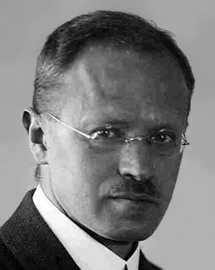
Karl Járay, um 1925

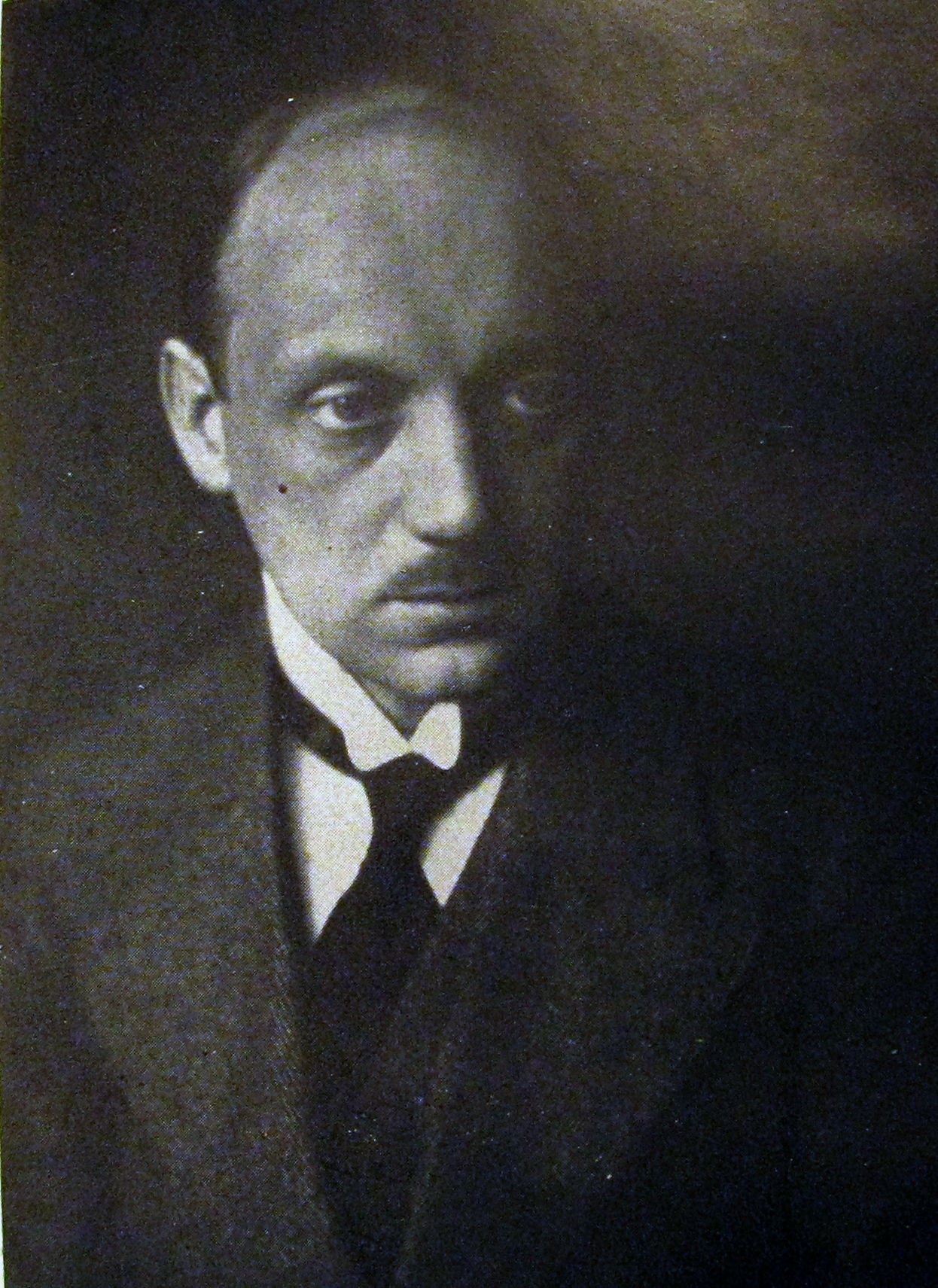
Georg Kaiser, vor 1921

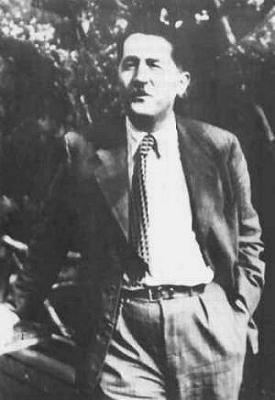
Karl Korsch, 1936

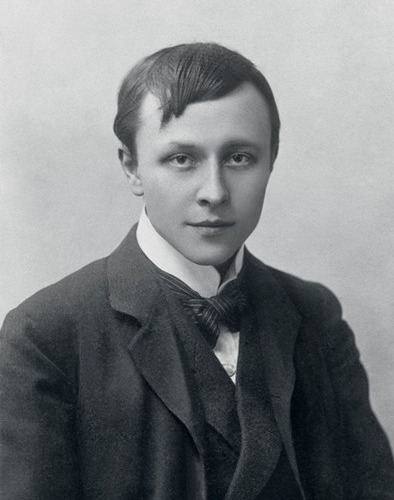
Alfred Kubin, 1904

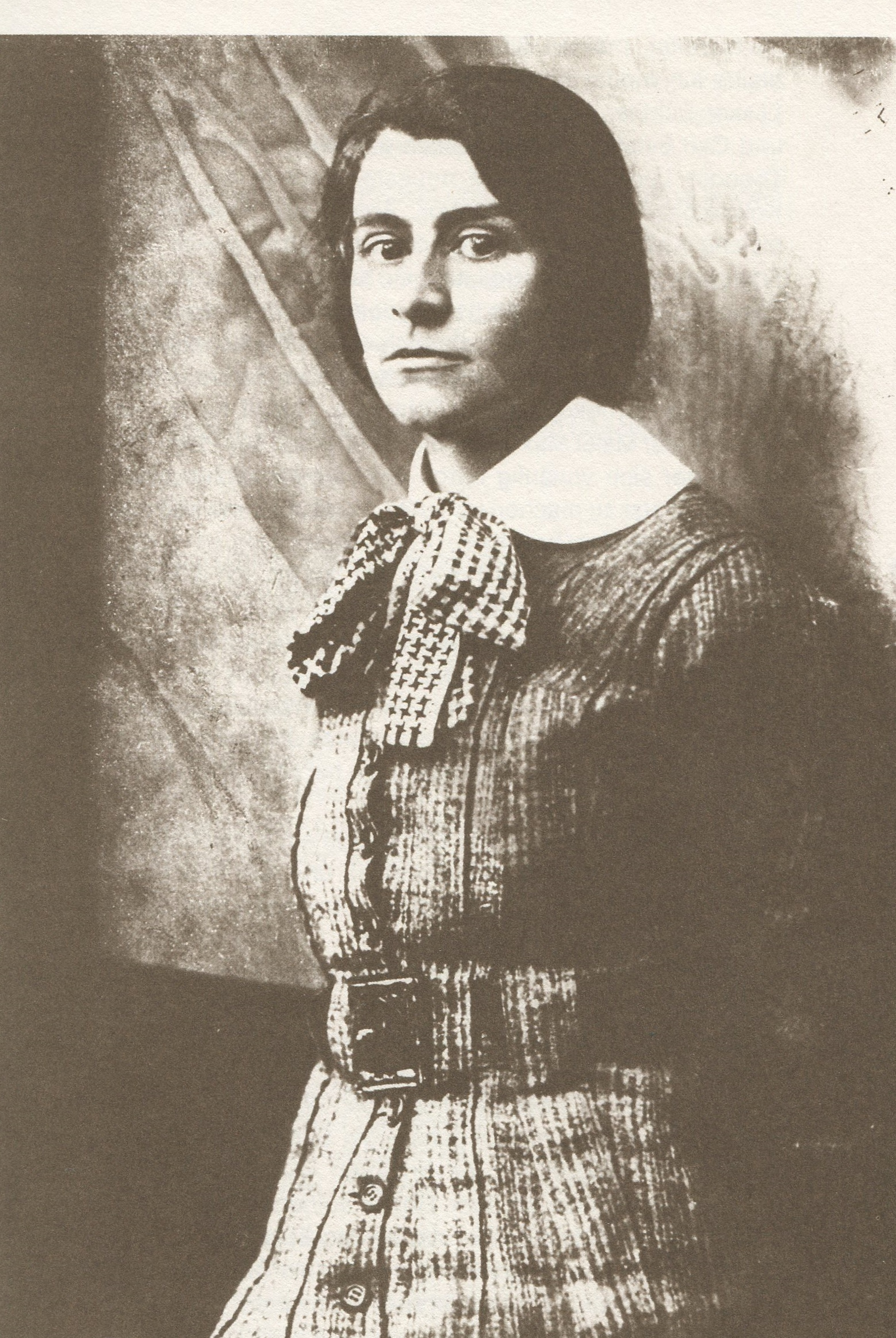
Else Lasker-Schüler, 1907

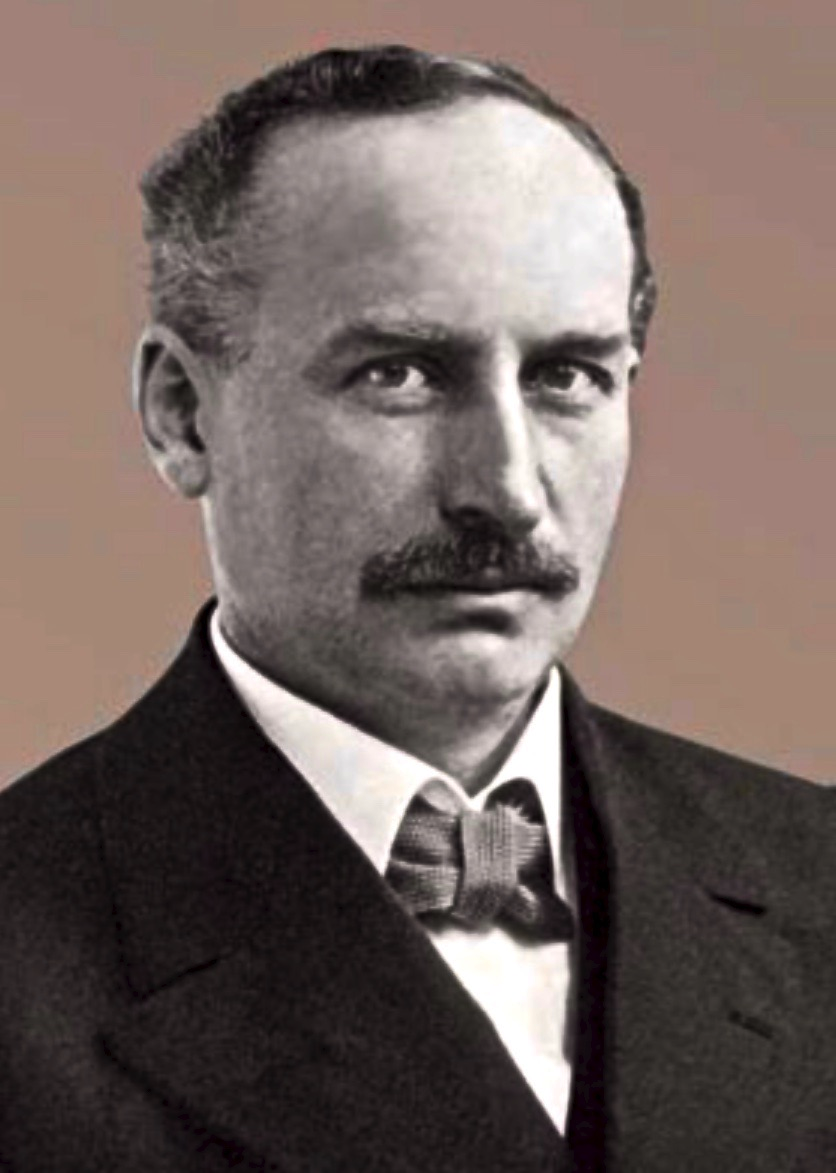
Ernst Leitz II, um 1925

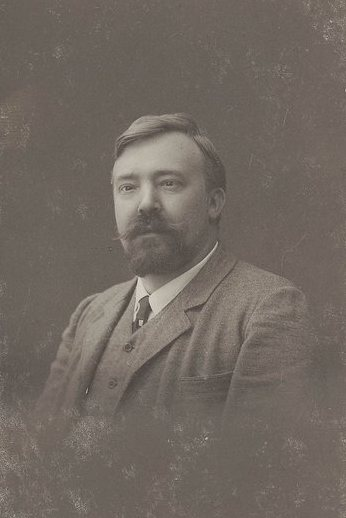
Max Maurenbrecher, um 1920

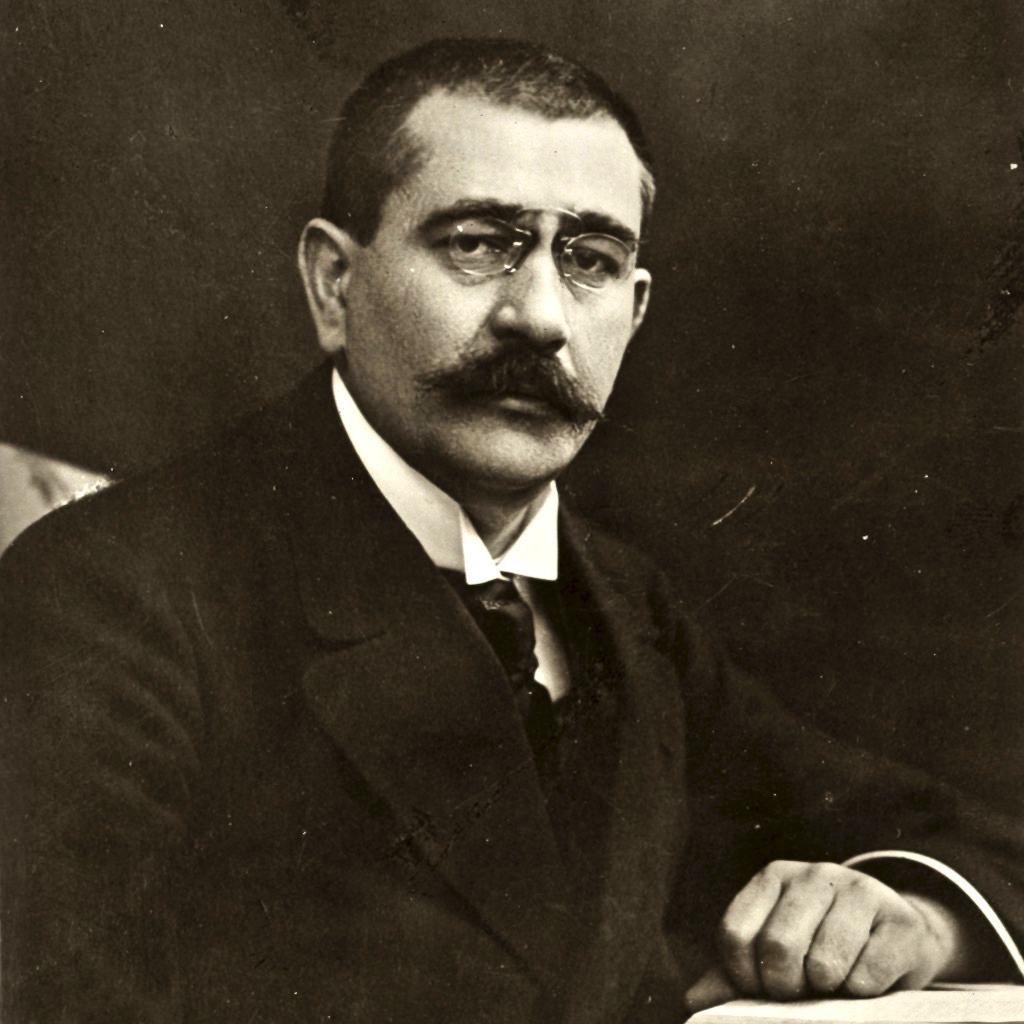
Gustav Noske, vor 1918

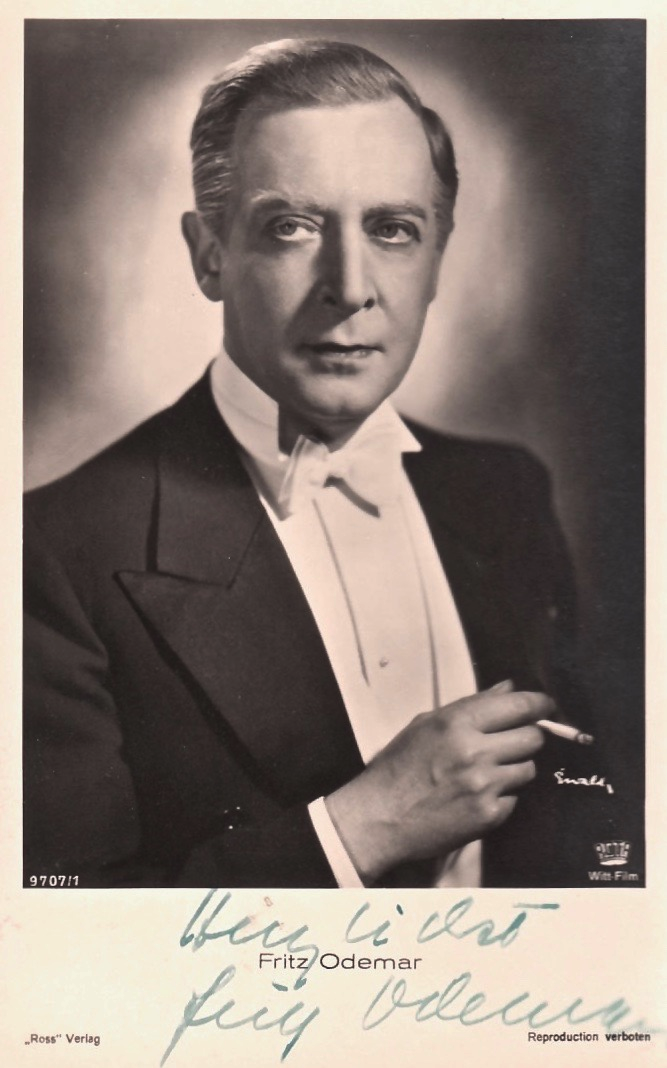
Fritz Odemar, 1930er Jahre

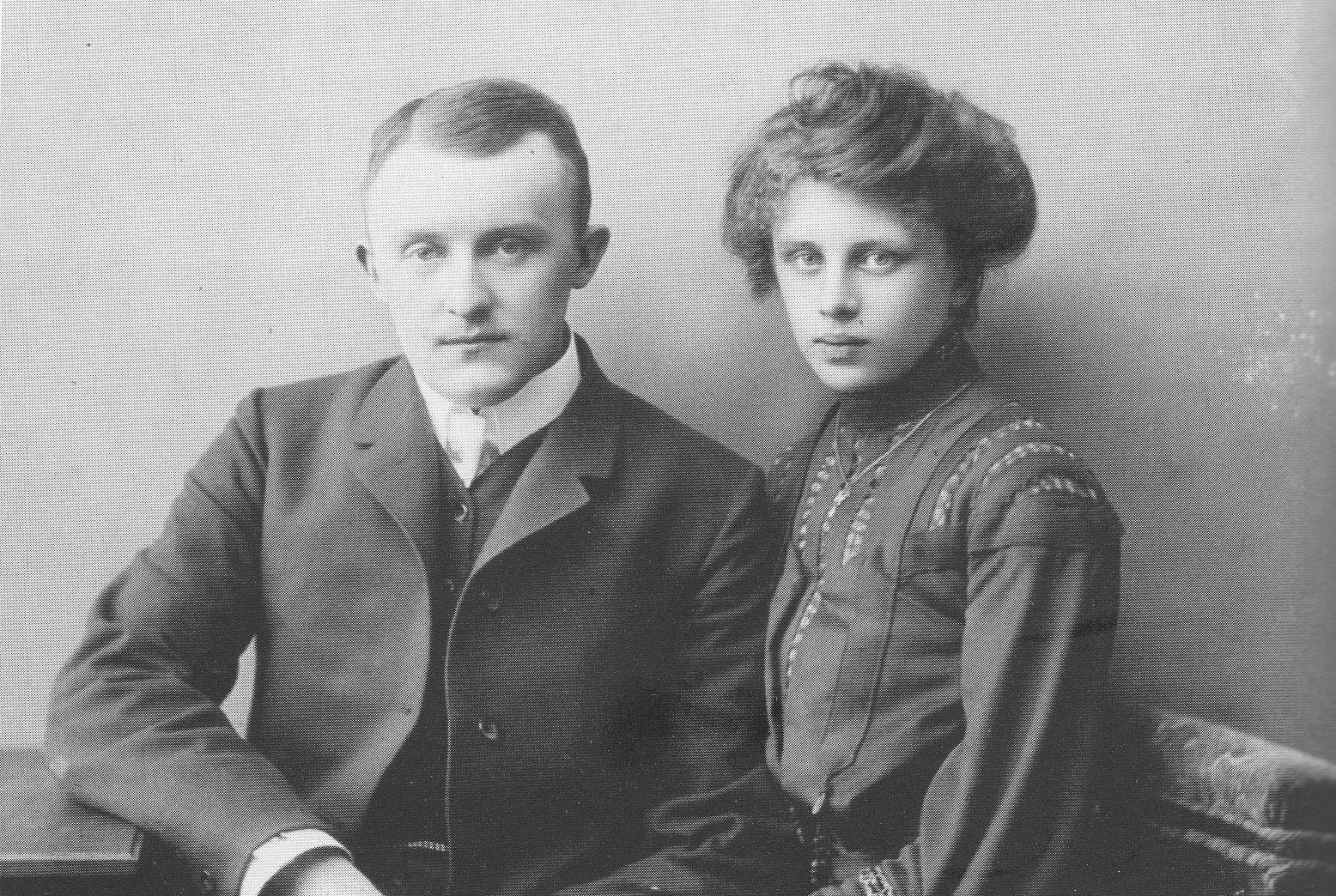
Jørgen Skafte Rasmussen und seine Ehefrau Therese, 1904

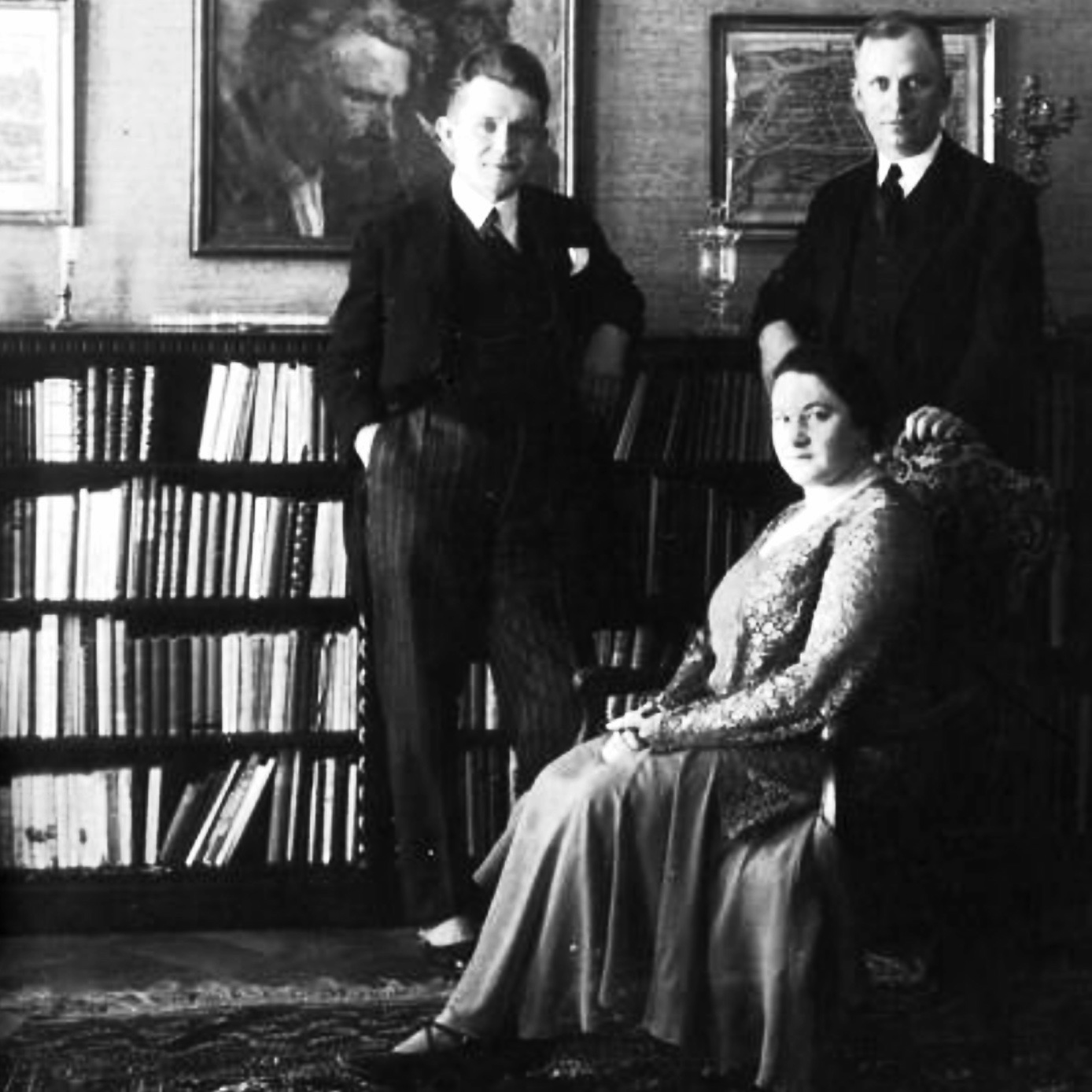
Jurgis Savickis (rechts) und seine Ehefrau Ida Trakiner-Savickienė, um 1932

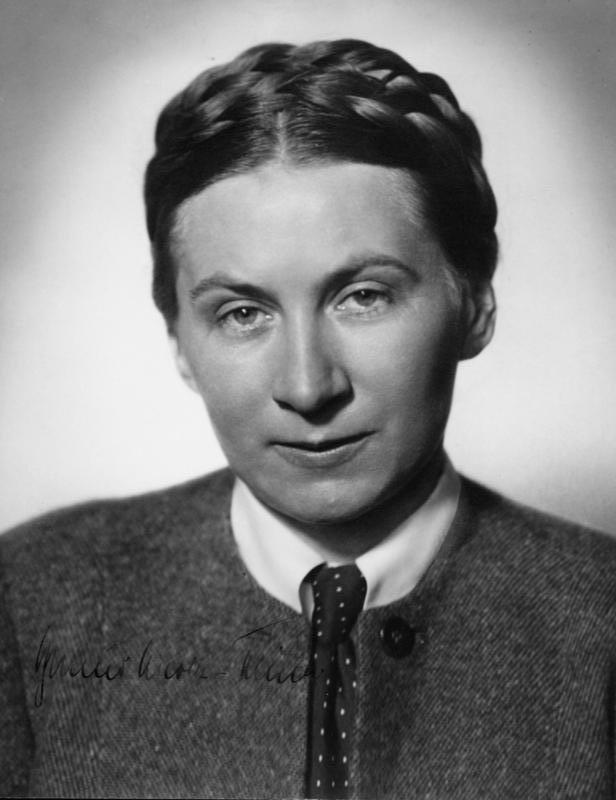
Gertrud Scholtz-Klink, 1934

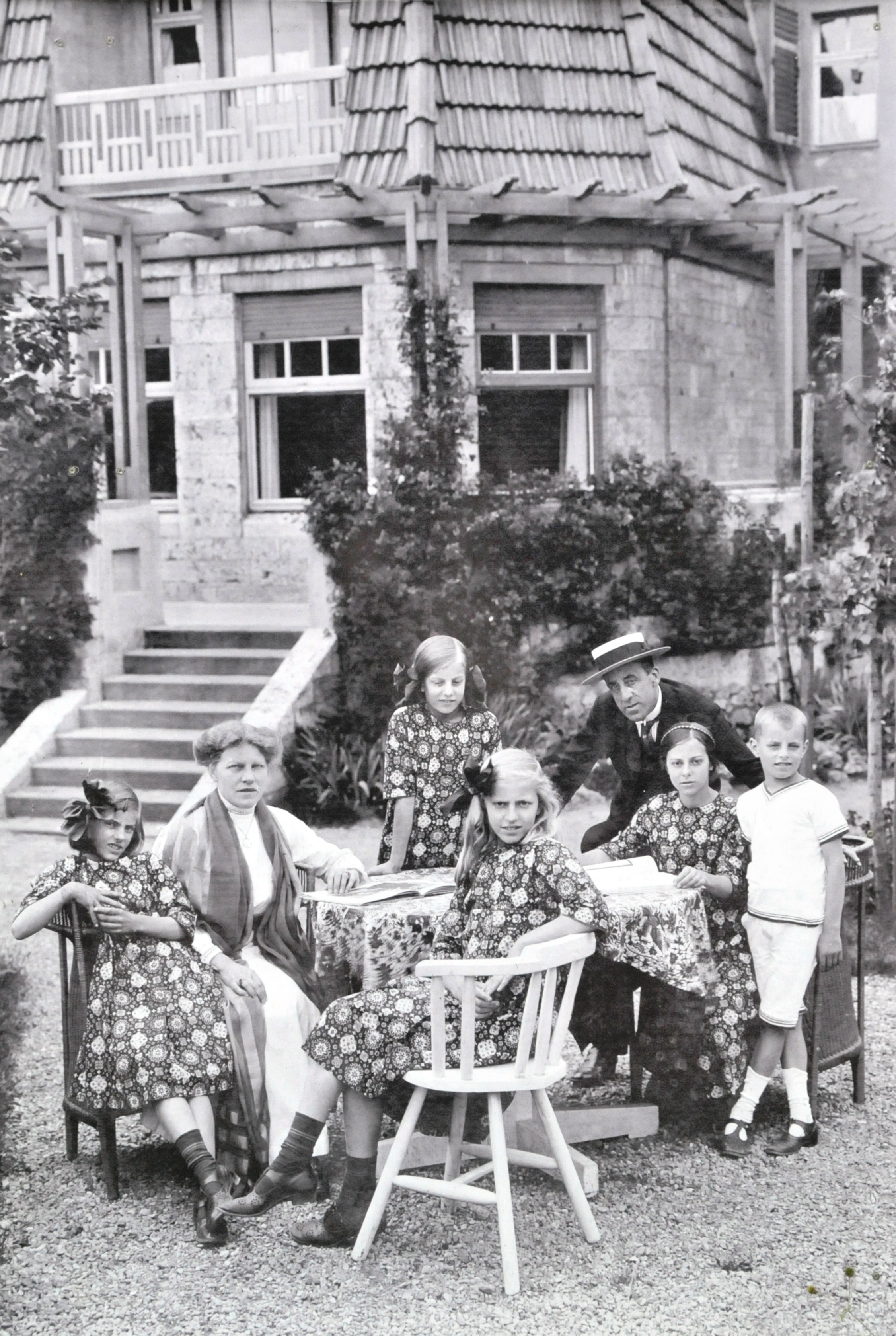
Familie van de Velde vor ihrem Haus Hohe Pappeln in Weimar

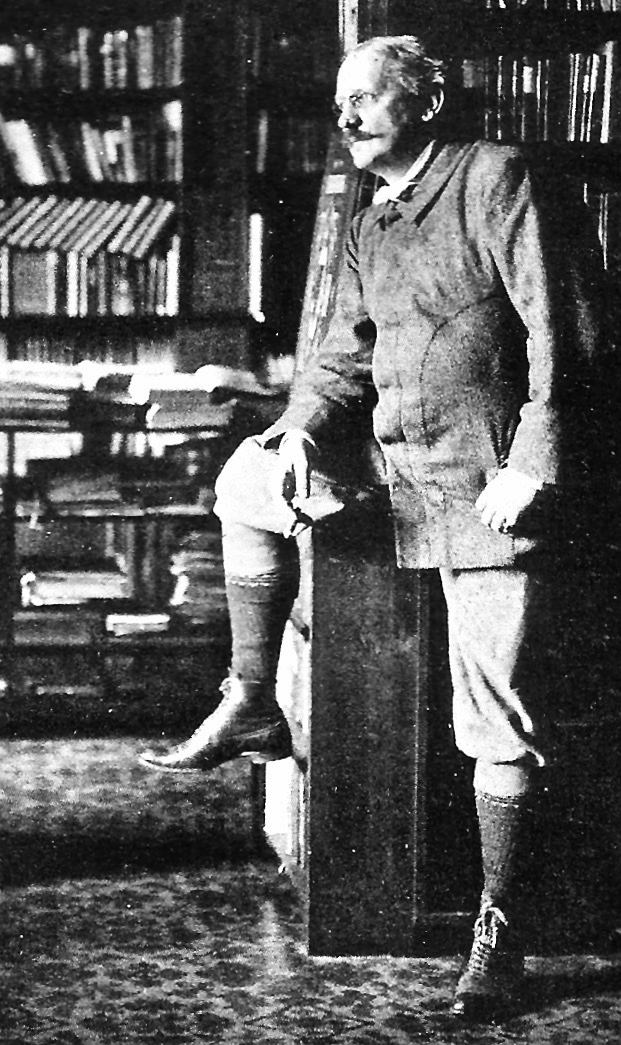
Fedor von Zobeltitz, ca. 1909

- Bruno Bauer finanzierte zwischen 1920 und 1929 seinem Sohn Wilhelm Moriz (1911–1986) den Besuch der FSG Wickersdorf, an der dieser auch seine Reifeprüfung ablegte.[180]
- Peter Behrens, ein Architekt, Maler, Designer und Typograph, der auch für seine Bühnenarchitektur bekannt war, und seine Ehefrau Lilli Behrens, eine Zeichnerin und Textilkünstlerin, ermöglichten es ihrem Sohn Viktor (1903–1987), zwischen 1918 und 1920 die FSG Wickersdorf zu besuchen. Dort gehörte er zur Kameradschaft Wynekens.[131]
- Der Wiener Pädagoge und Psychoanalytiker Siegfried Bernfeld (eigentlich Selig Bernfeld) war seit 8. Januar 1915 mit der ehemaligen FSG-Schülerin Anna Hedwig „Anne“ Salomon (1892–1941), einer Ärztin und Marxistin, nach mosaischem Ritus verheiratet. Beide hatten in Freiburg im Breisgau studiert, er Pädagogik, sie Medizin.[333] Nach der Scheidung ihrer Ehe wurden die gemeinsamen Töchter Rosemarie (1915–1984) bis 1931 und Ruth (1919–2012) bis 1932 zur FSG geschickt. Siegfried Bernfeld verehrte Gustav Wyneken und gehörte Ende der 1920er Jahre dem Aufsichtsrat der Trägergesellschaft der FSG an.[334] Bernfeld hatte zusammen mit dem FSG-Schüler Georges Barbizon die Jugendzeitschrift Der Anfang herausgegeben. Bernfelds eigene Ausführungen aus dem Jahr 1916 zum „Eros der Jugend“, eines Systems „libidinöser Beziehungen“, hatte er wohl nie auf ein mögliches Gefährdungspotenzial hin durchdacht: Jugend sei auf Führung angewiesen. Sie könne aus sich heraus keine „neuen Werte“ schaffen, stattdessen bedürfe sie dazu „hingebender Gefolgschaft“. „Denn der Eros der Jugend […] findet seine reinste und jugendgemäßeste Gestaltung in der Ehrfurcht der Jünger vor dem Meister der Worte, vor ihrem Führer auf der rechten Bahn“.[335] Anne Salomon ging nach Moskau, wo sie erneut heiratete. Als 1941 die Wehrmacht vor Moskau stand, nahm sie sich – mittellos in scheinbar aussichtsloser Situation – das Leben.[336]
- 1925 brachte der sozialdemokratische thüringische Landtagsabgeordnete Bruno Bieligk (1889–1969), Mitbegründer des Landes Thüringen, seine Tochter Anna (* 1912) und seinen Sohn Heinz (1914–1942) in die FSG. Anna verließ das Internat 1927, Heinz absolvierte dort 1935 seine Reifeprüfung. Bruno Bieligk gehörte Ende der 1920er Jahre dem Aufsichtsrat der Trägergesellschaft der FSG an.[337]
- Der Großindustrielle und Königlich Sächsische Kommerzienrat Moritz Erwin Bienert (1859–1930) und seine Ehefrau Ida Bienert, geborene Suckert, brachten ihre zwei Töchter Margret (1893–1945) 1908 bis 1912 und Maria-Louisa „Ise“ (* 1894) 1910 bis 1912 zur FSG nach Wickersdorf.[337] Marie-Louisa studierte ab 1919 am Bauhaus in Weimar.[338] Auch die Nichte des Ehepaars, Alice Esther Bienert (1894–1980), Tochter von Theodor Bienert (1857–1935), besuchte die FSG. Moritz Erwin Bienert, dessen Vorfahren seit dem 14. Jahrhundert Müller waren, gehörten die Dresdner Bienertmühle und die Hafenmühle.[339] 1906 stiftete er die erste Volksbibliothek Sachsens, die Freie Öffentliche Bibliothek Dresden-Plauen, und ebenda den Oberen Bienertpark.[340] Seine Ehefrau richtete die Bibliothek ein, das Ehepaar avancierte als seinerzeit bedeutendste Kunstmäzene Sachsens. Das Ehepaar hielt FSG-Gesellschafteranteile. Die Bienert-Werke bestanden auch in der DDR weiter, bis sie 1972 zum VEB Dresdner Mühlen- und Brotwerke verstaatlicht und 1991 endgültig geschlossen wurden.
- Der mit Robert Musil zeitlebens befreundete Wiener Schriftsteller Franz Blei ermöglichte seiner Tochter Maria Eva Sibylla Blei (1897–1962) zwischen 1908 und 1912 den Besuch der FSG.[337]
- Der seinerzeit meistgelesene deutsche Schriftsteller Waldemar Bonsels (Biene Maja) aus Ahrensburg und seine Ehefrau Klara, geborene Brandenburg (die Schwester seines Freundes Hans Brandenburg),[341] finanzierten ihren beiden Söhnen Frank Lothar Bonsels (1906–1944) und Bernd Holger Bonsels (1907–1978) zwischen 1917 und 1920 den Aufenthalt in der FSG.[131]
- Der SPD-Politiker und Publizist Heinrich Braun und seine Ehefrau, die Journalistin, Frauenrechtlerin, Sozialdemokratin und Schriftstellerin Lily Braun, ermöglichten ihrem Sohn Otto Braun den Internatsbesuch in Wickersdorf.[337] 1916 erlitt Lily Braun einen Schlaganfall, als sie auf dem Postamt nach einem sehnlichst erwarteten Brief ihres Sohnes fragte. Dieser traf noch am selben Tag von der Front kommend zuhause ein und erfuhr schockiert vom Tod seiner Mutter.[342]
- Der Diplomat und Dolmetscher Herbert Cuno Eberhard von Borch (1876–1961) und seine Ehefrau Emilie Margarete Elsbeth, geborene Schmidt, gaben ihrem in China geborenen Sohn Herbert von Borch die Möglichkeit, die FSG zu besuchen. Dessen Vater war nach dem Ersten Weltkrieg als Generalkonsul in Kanton damit beauftragt, in Peking mit China Verhandlungen über einen Friedensvertrag aufzunehmen, der am 20. Mai 1921 unterzeichnet werden konnte. Ab 1924 war er Leiter der Ostasienabteilung (Abt. IV) des Auswärtigen Amtes in Berlin. Von 1928 bis 1931 war er als deutscher Gesandter Missionschef der Deutschen Botschaft in Peking und hatte seinen Dienstsitz in Nanking.[343][344][345][346]
- Der Zauberkünstler Conradi-Horster (bürgerlich: Friedrich Wilhelm Conrad Horster) und dessen Ehefrau Paula, geborene Breckling, waren die Eltern des FSG-Schülers Horst Horster (1903–1981). Sein Vater kreierte Zauberkunststücke, gründete die „Akademie für magische Kunst“, und schuf Zauberapparaturen, die er ab 1904 in seinem Ladengeschäft in der Berliner Friedrichstraße zum Verkauf anbot. Über den von ihm gegründeten Horsterschen Verlag vertrieb er im Laufe der Zeit mehr als fünfzig selbst verfasste Publikationen rund um die Magie. Er belieferte die jährlich durchgeführten Nordlandreisen[347][348] von Wilhelm II. mit der Staatsyacht Hohenzollern, betrachtete sich deshalb als kaiserlicher Hoflieferant, erhielt diesen Titel jedoch nicht.[349]
- Heinrich Cordes, einziger europäischer Zeuge des Mordes an Clemens von Ketteler, war im auswärtigen Dienst des Auswärtigen Amtes als Dolmetscher an der deutschen Gesandtschaft und deutschen Konsulaten in China tätig und ab 1901 Bankdirektor der Deutsch-Asiatischen Bank (DAB) in Tientsin, ab 1905 auch in Peking. Er war mit Yuksin Chou verheiratet.[92] Er bezahlte seiner Tochter Clara (1907–1985) den Besuch der FSG Wickersdorf und nach ihrem Wechsel ab Ostern 1925 auch den Besuch der Schule am Meer.
- Der Gymnasiallehrer, Redakteur und SPD-Politiker Eduard Heinrich Rudolf David sowie seine Ehefrau Gertrud (1872–1936), geborene Swiderski, eine Journalistin, Filmregisseurin und -produzentin,[350] finanzierten ihrer Tochter Sonja (* 1897) den Besuch des Landerziehungsheimes in Wickersdorf.[351]
- Der mit Wyneken befreundete Jenaer Verleger Eugen Diederichs und seine Ehefrau Helene Voigt-Diederichs finanzierten ihrem ältesten Sohn Jürgen Alexander Justus (1901–1976) zwischen 1913 und 1921 den Internatsaufenthalt in Wickersdorf, wo dieser der Kameradschaft des Schriftstellers Wilhelm Lehmann angehörte, den „Lehmännern“.[131] Eugen Diederichs war Freimaurer, stand dem völkischen Gedankengut nahe und veröffentlichte beispielsweise einen Beitrag in den Mitteilungen des antisemitischen Kampfbundes für deutsche Kultur, den der NS-Ideologe Alfred Rosenberg initiiert hatte. Im Aufsichtsrat der FSG hatte sich Eugen Diederichs 1910 gegen Martin Luserke als Nachfolger Gustav Wynekens im Amt des Schulleiters ausgesprochen, weil er Max Maurenbrecher in diese Position bringen wollte.[352] Dies hielt ihn jedoch nicht davon ab, ab 1925 Luserkes Schule am Meer auf Juist zu fördern.[353][354]
- Der bayerische Ministerpräsident Kurt Eisner war der Vater des Schülers Hans Kurt Eisner, der die FSG 1919/20 direkt nach der Ermordung seines Vaters besuchte. Seine Mutter, die Malerin Auguste Ludowika Elisabeth „Lisbeth“ Eisner (1867–1949), geborene Hendrich,[355] wollte ihren Sohn wohl möglichst fern einer denkbaren Gefahr untergebracht wissen. Die seit 1917 von Kurt Eisner geschiedene Lisbeth Eisner stand beispielsweise mit Lily Braun, der Mutter des FSG-Schülers Otto Braun, in Kontakt.[356]
- Der promovierte Jurist, Regisseur, Dramaturg, Schauspieler, Intendant, Oberspielleiter, Schriftsteller und Hörfunksprecher Curt Elwenspoek (Pseudonym: Christoph Erik Ganter) ermöglichte seinen beiden Söhnen Hans und Willi (* 1911) ab 1923 den Besuch des Internats in Wickersdorf.[357][358]
- Der Berg-, Sport-, Ski- und Naturfilmpionier, Kameramann, Filmregisseur, -produzent Arnold Fanck (Der Berg des Schicksals) aus dem pfälzischen Frankenthal ermöglichte es seinem ältesten leiblichen Sohn (auch Adoptivsohn) Arnold Ernst bzw. Arnold junior (1919–1994),[359] zwischen 1930 und 1938 die FSG zu besuchen. Während dieser Zeitspanne drehte Arnold Fanck noch bekannt gewordene Kinofilme wie Stürme über dem Montblanc, Der weiße Rausch – neue Wunder des Schneeschuhs, SOS Eisberg oder Der ewige Traum, bevor er dazu seitens des NS-Regimes (Reichsfilmkammer) die Möglichkeit dazu vorläufig einbüßte. Nach bestandener Reifeprüfung seines ältesten Sohnes nahm er diesen 1938/39 auf eine mehrmonatige Expedition nach Chile mit, um dort das nötige Know-how eines Kameramanns zu erlernen. Dabei stand dann u. a. Fancks jüngster Sohn Hans-Joachim (* 1935) als Darsteller vor der Kamera, wie bereits der vierjährige Arnold junior elf Jahre zuvor.
- Der Bauhaus-Künstler Lyonel Feininger, Mitglied der Künstlergruppe Berliner Secession, und seine Ehefrau, die Künstlerin Julia Berg (1880–1970), geborene Lilienfeld, finanzierten ihrem Sohn Laurence Karl Johann Feininger (1909–1976) zwischen 1926 und 1929 den Aufenthalt im Wickersdorfer Landschulheim.
- Hellmuth Felmy war ein General der Flieger der deutschen Wehrmacht im Zweiten Weltkrieg und befehligte die Luftflotte 2. Er ermöglichte es seinem Sohn Hansjörg Felmy, 1944/45 die FSG in Wickersdorf zu besuchen. 1948 wurde er im Prozess Generäle in Südosteuropa für seine Beteiligung an Kriegsverbrechen in Griechenland verurteilt, kam jedoch schon 1951 frei.[360][361]
- Der Verleger Samuel Fischer finanzierte seinem in Berlin geborenen Sohn Gerhart (1894–1913) von 1907 bis 1910 den Internatsaufenthalt in Wickersdorf. Gerhart starb sehr früh an Typhus. Sein Vater war in den Anfangsjahren Mitglied des Aufsichtsrates der FSG.[351]
- Der bei Königsberg in Ostpreußen geborene und in Kopenhagen aufgewachsene Willy Gretor (auch: Grétor, eigentlich: Julius Rudolph Vilhelm Petersen) und dessen Ehefrau, die Gutsbesitzertochter Rosa Pfäffinger, waren die Eltern des Schülers Georg Gretor (Pseudonym: Georges Barbizon), dem sie von 1911 bis 1913 den Besuch der Freien Schulgemeinde in Wickersdorf ermöglichten. Das Paar lebte zur Zeit von Georgs Geburt im 8. Arrondissement von Paris am Boulevard Malesherbes in einer von Rosa Pfäffinger finanzierten 6-Zimmer-Wohngemeinschaft[362] mit dem in Kopenhagen geborenen Bildhauer Hans Birch Dahlerup (1871–1892), einem Sohn von Baron Hans Joost Wilhelm Dahlerup (1830–1876) und dessen Ehefrau Baronesse Ursula Signe Sofie Dahlerup (1840–1925), der slowenischen Malerin Ivana Kobilca und der deutschen Malerin Maria Slavona zusammen. Sie praktizierten neue Lebensformen und die Freie Liebe, die Polyamorie, um damit „das überlebte, starre, aber affektbetonte, subjektivistische Haus-, Familien- und Ehesystem zu sprengen“.[363] In der Nachbarschaft mieteten sie sich Ateliers für ihre künstlerische Arbeit an. Georgs Vater war eine schillernde Figur, ein Maler und Kunsthändler, der auch als Philosoph und Lyriker, als Abenteurer, Hochstapler, Schwindler, Kunstexperte, Gemäldesammler und Bilderfälscher beschrieben wird.[364] Er soll konsequent und selbstsicher, geachtet und hofiert jenseits von Sitte und Moral gelebt haben, wie Frank Wedekind konstatierte. Der als reich geltende Albert Langen zählte zu Willy Gretors Gefolge, finanzierte dessen Lebensstil mit und eröffnete auf Gretors Verlangen hin einen Kunstverlag am Boulevard Malesherbes.[365] Rosa Pfäffinger zahlte viele der Ausschweifungen des üppigen Bohème-Lebens Willy Gretors, dessen Teil sie wurde, aus ihrem Erbe, bis dieses aufgebraucht war.[366] Sie war mit der Bildhauerin Käthe Kollwitz befreundet, die sie von ihrer gemeinsamen Ausbildung in der Damenakademie des Münchner Künstlerinnenvereins kannte. Kollwitz zog ab 1904 Georg Gretor zusammen mit ihren eigenen Söhnen Hans und Peter (1896–1914) in Berlin auf. Grund dafür waren die für Kollwitz erschütternd erscheinenden Lebensumstände ihrer Freundin Rosa Pfäffinger.[128]
- Der umstrittenene drogenabhängige österreichische Anarchist, Arzt, Psychiater und Psychoanalytiker Otto Gross, selbst überwiegend an Privatschulen und von Privatlehrern unterrichtet, und seine Ehefrau Frieda (1876–1950), geborene Schloffer, ermöglichten ihrem Sohn Peter Wolfgang Gross (1907–1946) den Besuch des Landschulheims in Wickersdorf.[367] Der Kontakt erfolgte über Else Jaffé, in deren Haushalt Paul Reiner zuvor als Hauslehrer tätig war.
- 1911 schickte der Magdeburger Politiker und Landtagsabgeordnete (NLP, DVP) und Besitzer der Eisen- und Stahlwerke Otto Gruson & Co. in Magdeburg-Buckau, Otto Gruson, zwei seiner Kinder nach Wickersdorf. Grusons Fabrik war mit 60 Zahnradformmaschinen eine der weltweit größten dieser Art.[368] Seine Tochter Hildegard „Hilde“ (* 1894) blieb fünfzehn Monate, sein Sohn Georg Rudolf „Rudi“ (* 1899) hingegen fünf Jahre, bis Dezember 1916.[131] Während Rudis Zeit auf dem Wickersdorfer Internat wurde sein Vater vom Beginn des Ersten Weltkriegs überrascht, als er auf einer Studienreise durch Deutsch-Ostafrika war. Britische Truppen nahmen ihn als deutschen Staatsangehörigen und somit als Kriegsgegner fest und hielten ihn bis 1919 gefangen.[369] 1916 wollte Rudi Gruson Gustav Wynekens „heiligem“ Orden der „Conradiner“ beitreten, wurde jedoch nicht zugelassen.[370]
- Der als Dramatiker populäre Schriftsteller Otto Erich Hartleben ermöglichte seiner unehelichen Tochter Isolde „Ilse“ Eleonore Hartleben-Wägemann (* 1895) von 1907 bis 1910 die FSG zu besuchen.[131] In seiner Jugend freundete er sich mit Karl Henckell und Alfred Hugenberg an, während seines Studiums mit Adolf Bartels und Hermann Conradi. Der von ihm in Salò am Gardasee gestifteten Halkyonische Akademie für unangewandte Wissenschaften gehörten Peter Behrens, Otto Julius Bierbaum, Franz Blei, Gerhart Hauptmann, Alfred Kubin, Ferdinand Pfohl und Emil Orlik, von denen Behrens, Blei und Kubin zur Elternschaft der Freien Schulgemeinde zählten. Behrens inszenierte Hartlebens »Diogenes«.[371][372] Hartleben publizierte beispielsweise in der Zeitschrift Jugend und war zusammen mit Rudolf Steiner, dem Begründer der Anthroposophie, Mitherausgeber der Literaturzeitschrift Magazin für Litteratur.[373][374]
- Der Schriftsteller, Kritiker, Redakteur und Cheflektor des S. Fischer-Verlages, Moritz Heimann (1868–1925), ermöglichte seinem Sohn Fritz (1901–1974) von 1913 bis 1917 den Besuch des Landschulheims in Wickersdorf. Fritz war eng mit seinem Lehrer und Kameradschaftsführer Wilhelm Lehmann verbunden,[131] den sein Vater neben Autoren wie Hermann Hesse, Friedrich Huch, Thomas Mann, Oskar Loerke, Hermann Stehr, Emil Strauß und Jakob Wassermann entdeckte und förderte. Moritz Heimann förderte auch den Expressionismus und hatte insgesamt maßgeblichen Anteil am Werdegang der modernen deutschen Literatur.[375]
- Der SPD-Reichstagsabgeordnete und -Rechtsexperte Wolfgang Heine ermöglichte es seinen beiden Söhnen Walther (* 1890) von 1906 bis 1909 und Volker (* 1900) von 1909 bis 1917, das Landerziehungsheim zu besuchen. Wolfgang Heine war ein langjähriger Freund Gustav Wynekens und fungierte als Rechtsanwalt der Freien Schulgemeinde Wickersdorf.[376]
- Der Kaufmann und Schuhfabrikant Alfred Hess (1879–1931) war ein bekannter Kunstsammler und -mäzen, der mit der expressionistischen deutschen Kunstszene der 1920er Jahre enge Verbindung pflegte. Er stand u. v. a. mit Lyonel Feininger, Salomo Friedlaender und Walter Kaesbach in Kontakt, die ihre Kinder ebenfalls an die F.S.G. geschickt hatten. Er förderte das Städtische Kunstmuseum seiner Heimatstadt Erfurt und ab 1924 die Schule am Meer, indem er im Kuratorium der Stiftung Schule am Meer wirkte. Er ermöglichte seinem einzigen Kind, Hans Hess, den Besuch der F.S.G. Das Gästebuch der Familie Hess gilt als einzigartiger Beleg der expressionistischen Kunstszene im Deutschen Reich der 1920er.
- Der Industrielle Franz Itting, der „rote Itting“, schickte seine Kinder, die in Saalfeld geborenen Franz (* 1906), Gotthard (1907–1983) und Wera (1909–1965), und die in Probstzella geborenen Drillinge Irmgard, Sonja und Wolfgang (* 1930) sowie Robert (1926–1943) in die Freie Schulgemeinde nach Wickersdorf. Franz besuchte die FSG ab 1917, Gotthard besuchte die FSG von 1919 bis 1926 und wurde Fotograf, Irmgard besuchte die FSG von 1945 bis 1948 und emigrierte in die Vereinigten Staaten, Robert besuchte die FSG von 1937 bis 1942 und verunglückte als Luftwaffenhelfer während des Zweiten Weltkriegs tödlich, Sonja besuchte die FSG von 1945 bis 1948 und emigrierte nach Namibia, Wera besuchte die FSG von 1921 bis 1928, studierte am Bauhaus und emigrierte in die USA, Wolfgang besuchte die FSG von 1941 bis 1948.[131]
- Der promovierte und habilitierte Wiener Architekt Karl Járay (1878–1947) und seine Ehefrau Margarete (1875–1942), geborene Hirsch, finanzierten ihrem ältesten Sohn Rudolf (1909–2001) von 1922 bis 1929 den Aufenthalt in der Freien Schulgemeinde in Wickersdorf.[131] Die Járays stammten von der alten jüdischen Familie Jeitteles ab, deren Ursprünge bis ins frühe 17. Jahrhundert zurückverfolgt werden können. Im 19. Jahrhundert wurde der Familienname ungarisch assimiliert. Erst die Generation vor Karl Járay war nach Wien umgesiedelt.[377] Die Familie musste 1938 aufgrund der Okkupation Österreichs durch die deutsche Wehrmacht vor den Nationalsozialisten ins Ausland fliehen, zunächst nach England, dann nach Argentinien. Karl Járays Ehefrau, sein jüngster Sohn und seine Tochter starben frühzeitig in der unfreiwilligen Emigration, der Sohn im britischen Internierungslager.[378]
- Der aus Magdeburg stammende expressionistische Dramatiker Georg Kaiser schickte seinen in Weimar geborenen Sohn Michael Laurent (* 1918) im Jahr 1930 in die Freie Schulgemeinde nach Wickersdorf. Die Werke des Schriftstellers wurden von den Nationalsozialisten 1933 verbrannt. In seinen Werken beschrieb er die Niederlage des Menschen durch die Technik, die er schuf. Neben Bertolt Brecht und Gerhart Hauptmann gilt er als größter deutscher Dramatiker vor der Zeit des Nationalsozialismus.[379]
- Der österreichische Kulturhistoriker, Theater- und Kulturwissenschaftler Heinz Kindermann finanzierte seinem Sohn Gottfried-Karl 1941 den Aufenthalt im Internat in Wickersdorf. Heinz Kindermann war ab 1927 Ordinarius der Technischen Hochschule in Danzig. 1933 trat er in die NSDAP ein, wurde förderndes Mitglied der SS und sprach sich gegen „undeutsche Literaturprodukte“ aus. Im November 1933 unterzeichnete er das Bekenntnis der deutschen Professoren zu Adolf Hitler.[380] 1936 erhielt er direkt durch das Reichsministerium für Wissenschaft, Erziehung und Volksbildung eine ordentliche Professur an dem neu gegründeten Lehrstuhl für deutsche Literatur- und Theatergeschichte der Westfälischen Wilhelms-Universität in Münster, womit die dortige Philosophische Fakultät nicht einverstanden war. 1943 folgte Kindermann einem Ruf als ordentlicher Professor an das Institut für Theaterwissenschaft der Universität Wien. Er zählte zu den führenden Literaturwissenschaftlern des Dritten Reiches.[381][382] 1954 wurde er außerordentlicher Professor der und Direktor des Instituts für Theaterwissenschaft der Universität Wien, 1959 ordentlicher Professor. 1970 erfolgte die Emeritierung.[383]
- David Abraham Kool war Direktor der Heringsfischerei AG Neptun mit Sitz im ostfriesischen Emden, die eine Flotte eigener Logger unterhielt.[384] Gleichzeitig fungierte er als Konsul des Königreiches der Niederlande für Ostfriesland. Er war 1907 bis etwa 1914 Vorsitzender des Aufsichtsrates der Freien Schulgemeinde, danach deren wirtschaftlicher Leiter. Seine im thüringischen Rohrbach (bei Saalfeld) geborene Ehefrau Adriana, Tochter des niederländischen Theologen und Kunsthistorikers Allard Pierson, war um 1911 Vorsitzende des Evangelischen Arbeiterinnenvereins.[385] Das Ehepaar ermöglichte es dem gemeinsamen Sohn Jaap, von 1906 bis 1910 das Wickersdorfer Internat zu besuchen.
- Der Marxist Karl Korsch, den Bertolt Brecht als seinen Lehrer bezeichnete,[386] und seine Ehefrau Hedda Gagliardi-Korsch waren die Eltern der Schülerin Sibylle Korsch (1915–1996), die in Wickersdorf lebte und 1923 in der Schülerliste der FSG geführt wird, obwohl sie zu diesem Zeitpunkt erst 7 oder 8 Jahre alt war. Vor dem Hintergrund, dass ihre Mutter Hedda zwischen 1916 und 1921 im Internat unterrichtet hatte, mit einer Unterbrechung von Oktober 1919 bis Oktober 1920, wird dies verständlicher.[387] Sibylle legte ihre Reifeprüfung im Jahr 1933 an der Karl-Marx-Schule in Berlin ab. Ihr Vater hatte 1923 eine Professur für Arbeits-, Prozess- und Zivilrecht in Jena, war im selben Jahr Justizminister einer SPD-KPD-Koalitionsregierung in Thüringen und von 1924 bis 1928 KPD-Reichstagsabgeordneter.
- Der Schriftsteller, Buchillustrator und Grafiker Alfred Kubin war der Stiefvater des FSG-Schülers Otto Gründler.[133] Kubins Ehefrau Hedwig (1874–1948), geborene Heinrich, war Otto Gründlers leibliche Mutter, die in erster Ehe mit dem Gerichtsassessor Otto Gründler († 1901) verheiratet war. 1904 hatte sie ihren zweiten Ehemann Kubin geheiratet.[388]
- Walter Kühne (1875–1956), Maler, Zeichner und Graphiker aus Jamlitz in der Niederlausitz, ermöglichte seinem jüngsten Sohn, die Schule am Meer zu besuchen. Kühne hatte 1915/16 als Zeichenlehrer an der FSG Wickersdorf unterrichtet, die seine Kinder Wolfgang (* 1902), Marianne (* 1907) und Walter Georg (1911–1991) als Schüler besuchten.[216]
- Die Dichterin und Zeichnerin Else Lasker-Schüler ermöglichte ihrem in Berlin geborenen unehelichen Sohn Paul (1899–1927), den sie nach ihrem früh verstorbenen Bruder benannt hatte, zwischen 1908 und 1910 den Besuch der FSG. Er war ein begabter Graphiker, besuchte 1912/13 die Odenwaldschule und später die Eugenie-Schwarzwald-Schule in Wien. Der Vater Pauls blieb unbekannt, die Dichterin bezeichnete ihn mit dem Phantasienamen „Alkibiades de Rouan“. Pauls Gesundheit war stark angegriffen und verschlechterte sich zusehends, bis ihm auch Ärzte nicht mehr helfen konnten.[389][390]
- Ernst Leitz II war ein linksliberal eingestellter deutscher Industrieller und ab 1920 Alleingesellschafter der optischen Werke Leitz im hessischen Wetzlar. Vier Kindern finanzierte er den Aufenthalt im Internat in Wickersdorf, Elsie (1903–1985) von 1917 bis 1920, Ernst von 1915 bis 1920 und Ludwig (1907–1992) von 1916 bis 1920. Dem jüngsten seiner drei Söhne, Günther, ermöglichte er nach dem Besuch der FSG von 1920 bis 1925 auch den Besuch der Schule am Meer auf Juist. Ernst Leitz II, ein erklärter Gegner des Nationalsozialismus[391], rettete während des Dritten Reiches zahlreiche jüdische Mitarbeiter seines Werks, indem er ihnen Visa für die Vereinigten Staaten beschaffte.[392] Er verwies sie alle an das New Yorker Büro des Unternehmens in der Fifth Avenue, das sie im Hotel unterbrachte und verpflegte, bis für alle geeignete Arbeitsplätze gefunden waren.[393][394] In den USA wurde dieses verantwortliche Engagement von Ernst Leitz II mit den Aktivitäten von Oskar Schindler verglichen und mit The Leica Freedom Train bezeichnet.[395]
- Der aus Breslau stammende Psychologe Otto Lipmann (1880–1933) und seine Ehefrau Gertrude, geborene Wendrina, ermöglichten ihrem Sohn Hans (1906–1931) von 1923 bis 1924 den Besuch der Freien Schulgemeinde.[396] Otto Lipmann gründete 1906 das Institut für angewandte Psychologie in Berlin und 1907 die Zeitschrift für angewandte Psychologie, die er gemeinsam mit William Stern herausgab. Lipmann war an der Entwicklung der ersten Einstellungstests für Piloten, Schriftsetzer, Telegrafisten, Metallarbeiter, Lehrlinge in der Industrie und weiteren beteiligt. 1908 veröffentlichte er eine Untersuchung über „Die Wirkung von Suggestivfragen“.[397] Er war der erste deutsche Psychologe, der Statistiken in seine Arbeit integrierte, so zu „psychischen Geschlechtsunterschieden“ (1917, 1924), „Wirtschaftspsychologie und psychologischer Berufsberatung“ (1918, 1921), zur „psychologischen Analyse der höheren Berufe“ (1920) und einem „Grundriss der Arbeitswissenschaft und Ergebnisse der arbeitswissenschaftlichen Statistik“ (1926).[398] Er veröffentlichte 1924 eine Arbeit über „Begriff und Formen der Intelligenz“, 1927 die Untersuchung „Die Lüge in psychologischer, philosophischer, juristischer, pädagogischer, historischer, soziologischer, sprach- und literaturwissenschaftlicher und entwicklungsgeschichtlicher Betrachtung“, 1928 das Buch „Psychologie für Lehrer“. Nach der Machtabtretung an die Nationalsozialisten wurde Lipmann am 1. Oktober 1933 als Chefredakteur der Zeitschrift für angewandte Psychologie entlassen und konnte einen Ruf der Friedrich-Wilhelms-Universität nicht annehmen. Nach seinem Tod war in seinem Nachruf von unerwartetem Herzversagen als Todesursache die Rede, während eine wissenschaftliche Veröffentlichung von 1974 Suizid angab.[399][400][397]
- Der Theologe, Publizist und Politiker Max Maurenbrecher sollte 1910 von dem Jenaer Verleger Eugen Diederichs als Nachfolger Gustav Wynekens lanciert werden; doch dies misslang und Martin Luserke kam in diese Position.[352] Im August 1916 brachte Maurenbrecher seine drei Kinder Ellen (* 1905), Wolf (* 1903) und Bernd (* 1908) zur FSG Wickersdorf. Im Januar 1917 wurde auch seine jüngste Tochter Maria Lotte (* 1910) FSG-Schülerin. Im Februar 1918 starben Ellen und Bernd im Krankenhaus Saalfeld an Typhus. Wolf verließ die FSG im März 1919 und folgte Bernhard Uffrecht zur Freien Schul- und Werkgemeinschaft, die zu dieser Zeit auf dem Sinntalhof des FSG-Ehemaligen Ernst Putz ansässig war.[401] Ab 1925 unterstützte Maurenbrecher Luserkes Schule am Meer auf Juist.[353][354]
- Der sozialdemokratische Reichswehrminister Gustav Noske schickte seine Tochter Martha (1907–1949) von 1919 bis 1920 zur Freien Schulgemeinde nach Wickersdorf. Sie wurde jedoch auf Veranlassung von Gustav Wyneken nicht länger im Internat geduldet. Im Schülerbuch wurde dazu vermerkt, Martha verhalte sich „pathologisch; auf unseren Wunsch abgemeldet“.[337]
- Der Theater- und Filmschauspieler Fritz Odemar und seine Ehefrau, die Theaterschauspielerin Erika Nymgau-Odemar,[402] starteten 1921 mit der Freien Schulgemeinde in Wickersdorf einen weiteren Versuch, ihren wiederholt von Bildungseinrichtungen relegierten Sohn Fritz Erik Sygny Odemar dauerhaft in einer Schule unterzubringen – erfolglos. Fritz Odemar wirkte in Inszenierungen von Gustaf Gründgens und Heinz Hilpert mit und war einer breiten Öffentlichkeit durch UFA-Kinofilme bekannt.[403] Seinem Sohn gelang dies später über das Medium Fernsehen ebenfalls.[246]
- Jørgen Skafte Rasmussen war ein dänischer Ingenieur und Hauptaktionär der Zschopauer Motorenwerke J. S. Rasmussen AG, deren Marke DKW ab 1928 als zeitweise größter Motorradhersteller der Welt bekannt wurde. Ab 1921 war deren Werbeslogan „DKW, das kleine Wunder, läuft bergauf wie andre runter!“ sehr erfolgreich, der die im Volksmund als „Arschwärmer“ bezeichneten DKW-Fahrräder mit Hilfsmotor bewarb. Im selben Jahr führte Rasmussen nach US-Vorbild die Fließbandfertigung ein. 1926 gründete er ein Zweigwerk in Berlin-Spandau, in dem der DKW Typ P und der DKW Zweizylinder-Zweitaktmotor hergestellt wurden. 1928 erwarb Rasmussen die Audiwerke AG in Zwickau. Als Folge der Weltwirtschaftskrise ab Herbst 1929 kam es im Jahr 1932 zur Fusion mit der Horchwerke AG Zwickau und den Wanderer-Werken in Schönau bei Chemnitz. Auf diese Weise entstand die Auto Union AG, deren Logo mit den vier horizontal ineinander verschlungenen Ringen die ehemals vier Marken Audi, DKW, Horch und Wanderer symbolisiert. Rasmussen kam bei der Gründung der Auto Union AG eine Schlüsselrolle zu.[404] Im Jahr 1929 stellte Rasmussen den europaweit ersten Kühlschrank für Privathaushalte her, zum festen Begriff wurde die „DKW-Kühlung“. Rasmussen und seine in Stolberg geborene deutsche Ehefrau Therese (1884–1973), geborene Liebe, ermöglichten es den drei ältesten ihrer vier Kinder, Ilse, Hans Werner und Ove, die FSG zu besuchen. Ove wechselte 1925 zur Schule am Meer nach Juist, die auch sein jüngerer Bruder Arne besuchte.
- Der Schauspieler Karl Satter und seine Ehefrau, die Schauspielerin und Übersetzerin Ida Orloff,[405] brachten 1919 ihren Sohn Heinrich Satter (1908–1992) nach Wickersdorf.[406] Heinrich wurde später ein Schriftsteller und Kritiker.[75]
- Jurgis Savickis (1890–1952), litauischer Diplomat und Autor, sowie seine Ehefrau, die Zahnärztin Ida Trakiner-Savickienė (1894–1944), ermöglichten ihrem ältesten Sohn Algirdas Savickis (1917–1943) den Besuch der FSG.[180] Jurgis Savickis hatte in Moskau ein Gymnasium und in Krakau die Jan Mateijko Akademie der Schönen Künste besucht, um Malerei zu studieren. Während des Ersten Weltkrieges wurde er als Delegierter nach Dänemark entsandt, um von dort aus litauische Kriegsgefangene in Deutschland zu betreuen. Nach Kriegsende avancierte er zum offiziellen Vertreter Litauens in Dänemark, später auch in Norwegen, Schweden und Finnland. Von 1927 bis 1929 leitete er im litauischen Außenministerium in Kaunas die Abteilung Recht und Verwaltung, fungierte jedoch auch als Direktor des dortigen Staatstheaters (Nacionalinis Kauno dramos teatras). Ab 1930 vertrat er Litauen erneut als Gesandter in Schweden, 1937/38 in Lettland und von 1938 bis 1940 beim Völkerbund. Kurz vor der Besetzung Litauens durch die Rote Armee im Juni 1940 zog er sich auf sein südfranzösisches Anwesen in Roquebrune-Cap-Martin nahe Monaco zurück.[407] Savickis gilt als ein expressionistischer Autor, der aufgrund seiner internationalen Erfahrung der Zeit in seinem Land voraus war.[408]
- Die in erster Ehe verwitwete und in zweiter Ehe geschiedene Gertrud Scholtz-Klink, Reichsfrauenführerin des NS-Staats, ermöglichte es ihrem Sohn Ernst Klink, die Freie Schulgemeinde von 1938 bis 1940 zu besuchen.[409] 1940 heiratete sie in dritter Ehe den SS-Obergruppenführer August Heißmeyer (1897–1979),[410] den Inspekteur der Nationalpolitischen Erziehungsanstalten (NPEA oder Napola). Gertrud Scholtz-Klink betonte den absoluten Anspruch ihrer Organisation auf Führung der „arischen Frauen“, um deren weltanschauliche Schulung und Mobilisierung sie sich kümmerte. Sie war auch in die nationalsozialistischen Verbrechen involviert. Der Reichsfrauenführerin oblag die Kontrolle der sozialen Kontakte der Zwangsarbeiter, die in Privathaushalten eingesetzt waren. Sie wirkte zeitweise bei der Auswahl und Schulung von KZ-Aufseherinnen mit. Sie setzte sich mit großem Eifer bis zum Ende des Dritten Reiches für die Umsetzung der NS-Gesellschaftspolitik ein.[411]
- Der belgische Architekt und Designer Henry van de Velde und seine Ehefrau Marie-Louise „Maria“ van de Velde (1867–1943), geb. Sèthe, bekamen sieben Kinder, von denen zwei früh starben. Sie finanzierten ihren Kindern Anne-Sophie Alma (1901–1944), Cornélie Jenny „Nele“ (1897–1965), Hélène Johanna Rosina „Puppie, Lene, Helen“ (1899–1935) und Thylbert „Thyl“ (1904–1980) von 1907 bis 1909 den Internatsaufenthalt in Wickersdorf. Thylberts Zwillingsschwester Thylberthe „Thylla“ blieb in der Familie. Anne-Sophie und Thylbert wurden in Weimar geboren, Cornélie und Hélène in Brüssel.[412]
- Der Journalist und Schriftsteller Fedor von Zobeltitz aus dem sächsischen Adelsgeschlecht Zobeltitz[328] und seine Ehefrau Klara Auguste (1857–1928), geborene Hackenthal, ermöglichten ihrem Sohn Heinz von Zobeltitz, als einer der ersten Schüler der Freien Schulgemeinde von 1906 bis 1908 mit musischem Schwerpunkt unterrichtet zu werden.[329] Fedor von Zobeltitz war ein fester Bestandteil der literarischen Szene Berlins und ein Mitbegründer der Berliner Literarischen Gesellschaft. Der reisefreudige Adlige entwickelte sich, auch durch seine Bekanntschaft mit Eduard Grisebach, zum Bibliophilen und begründete 1899 in Weimar die Gesellschaft der Bibliophilen mit.

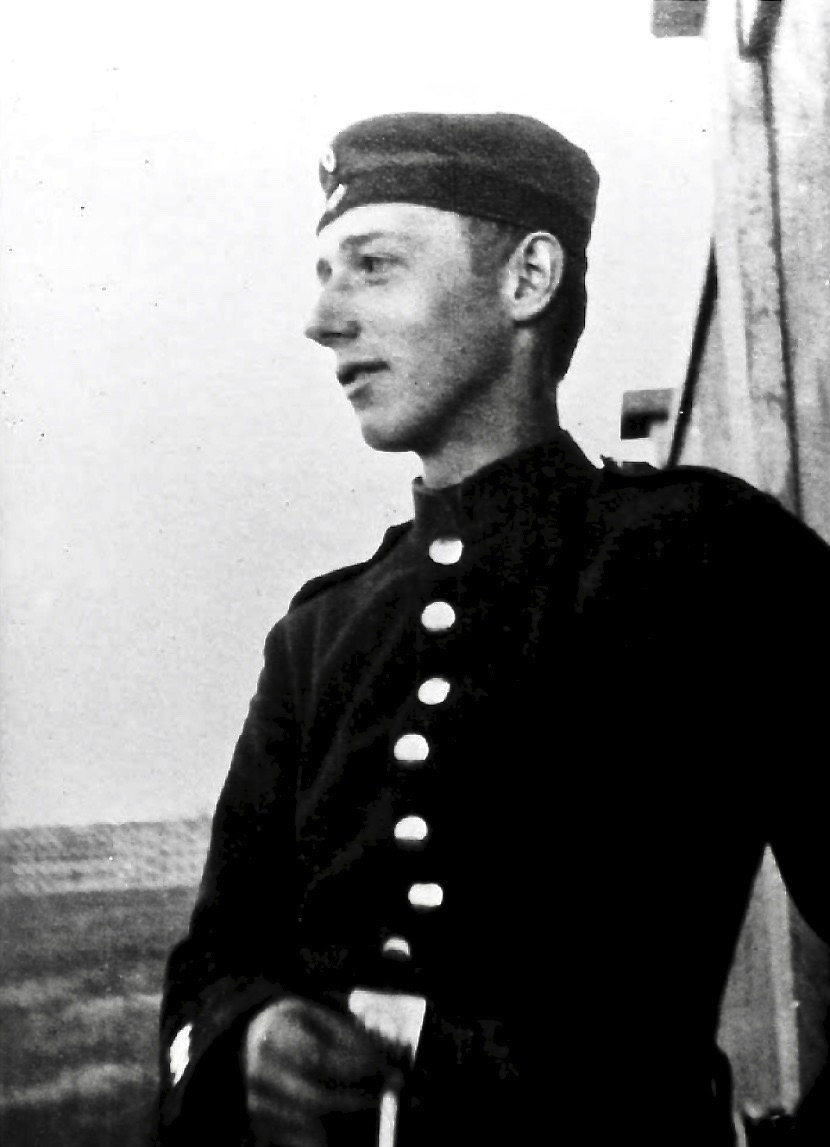
Peter Kollwitz, 1914

## Audio
- Die Russische, Hörspiel mit Bezug zum Wickersdorfer Internat (DDR, Mitte der 1970er Jahre), 87:16 Min., Deutschlandfunk Kultur

## Video
- FSG-Schüler Erich Krems (6:00 Min.), Deutsche Welle